# 大藏经目录
中华大藏经目录索引
經號,經名,譯者,冊數,頁數,底本
1,大般若波羅蜜多經,三藏法師玄奘奉詔譯 ,1-6,1,麗藏本 金藏大寶集寺本 金藏廣勝寺本 

2,放光摩訶般若波羅蜜經,西晉于闐國三藏無羅叉奉詔譯 ,7,1,麗藏本 金藏大寶集寺本 金藏廣勝寺本 

3,摩訶般若波羅蜜經,後秦龜茲國三藏鳩摩羅什譯 ,7,284,麗藏本 金藏大寶集寺本 金藏廣勝寺本 

4,光讚般若波羅蜜經,西晉三藏竺法護譯 ,7,700,麗藏本 金藏大寶集寺本 金藏廣勝寺本 

5,摩訶般若波羅蜜鈔經,秦天竺沙門曇摩蜱共竺佛念譯 ,7,836,麗藏本 金藏大寶集寺本 

6,道行般若波羅蜜經,後漢月氏三藏支婁迦讖譯 ,7,889,麗藏本 金藏大寶集寺本 金藏廣勝寺本 

7,小品般若波羅蜜經,後秦龜茲國三藏鳩摩羅什譯 ,8,1,麗藏本 金藏大寶集寺本 金藏廣勝寺本 

8,勝天王般若波羅蜜經,陳優禪尼國王子月婆首那譯 ,8,109,麗藏本 金藏大寶集寺本 金藏廣勝寺本 

9,大明度經,南吳月支國居士支謙譯 ,8,180,麗藏本 金藏大寶集寺本 金藏廣勝寺本 

10,文殊師利所說摩訶般若波羅蜜經,梁扶南國三藏曼陀羅仙譯 ,8,248,麗藏本 金藏廣勝寺本 

11,文殊師利所說般若波羅蜜經,梁扶南國三藏僧伽婆羅譯 ,8,262,金藏大寶集寺本 

12,佛說濡首菩薩無上清淨分衛經,宋沙門翔公於南海郡譯 ,8,279,金藏大寶集寺本 金藏廣勝寺本 

13,金剛般若波羅蜜經,姚秦天竺三藏鳩摩羅什譯 ,8,298,麗藏本 

14,金剛般若波羅蜜經,元魏天竺三藏菩提流志譯 ,8,306,金藏廣勝寺本 

15,金剛般若波羅蜜經,元魏留支三藏奉詔譯 ,8,315,資福藏本 

16,金剛般若波羅蜜經,陳天竺三藏真諦譯 ,8,322,金藏廣勝寺本 

17,金剛能斷般若波羅蜜經,隋三藏笈多譯 ,8,332,凊藏本 

18,能斷金剛般若波羅蜜經,隋三藏法師玄藏譯 ,8,340,金藏大寶集寺本 

19,能斷金剛般若波羅蜜經,隋三藏沙門義淨譯 ,8,350,金藏廣勝寺本 

20,佛說仁王般若波羅蜜經,姚秦三藏鳩摩羅什譯 ,8,357,金藏廣勝寺本 金藏大寶集寺本 

21,摩訶般若波羅蜜大明咒經,姚秦天竺三藏鳩摩羅什譯 ,8,377,金藏大寶集寺本 

22,實相般若波羅蜜經,唐天竺三藏菩提流志譯 ,8,379,金藏大寶集寺本 

23,般若波羅蜜多心經,唐三藏法師玄奘譯 ,8,384,金藏大寶集寺本 

24,大寶積經,大唐三藏法師菩提流志奉詔譯 ,8-9,387,麗藏本 金藏大寶集寺本 金藏廣勝寺本 藏本 

25,大方廣三戒經,北涼天竺三藏曇無讖譯 ,9,477,麗藏本 金藏大寶集寺本 金藏廣勝寺本 

26,佛說無量清淨平等覺經,後漢月支國三藏支樓迦讖譯 ,9,510,麗藏本 金藏大寶集寺本 金藏廣勝寺本 

27,佛說阿彌陀三耶三佛薩樓佛檀過度人道經,吳月支國居士支謙譯 ,9,552,麗藏本 金藏廣勝寺本 

28,佛說無量壽經,曹魏天竺三藏康僧鎧譯 ,9,589,麗藏本 金藏大寶集寺本 

29,阿閦佛國經,後漢月支國三藏支樓迦讖譯 ,9,616,麗藏本 金藏大寶集寺本 

30,佛說大乘十法經,梁扶南三藏僧伽婆羅譯 ,9,642,麗藏本 

31,佛說普門品經,西晉月氏國三藏竺法護譯 ,9,654,金藏廣勝寺本 

32,普門品經(別本),西晉竺法護譯 ,9,666,清藏本 

33,佛說胞胎經,西晉月氏國三藏竺法護奉制譯 ,9,672,金藏廣勝寺本 

34,文殊師利佛土嚴淨經,西晉月氏國三藏竺法護譯 ,9,683,麗藏本 金藏大寶集寺本 

35,法鏡經,後漢安息國騎都尉安玄譯 ,9,707,金藏廣勝寺本 

36,郁迦羅越問菩薩行經,西晉月氏國三藏竺法護譯 ,9,728,金藏廣勝寺本 

37,佛說幻士仁賢經,西晉月氏國三藏竺法護譯 ,9,744,金藏廣勝寺本 

38,佛說決定毗尼經,群錄皆云敦煌三藏譯 ,9,756,金藏廣勝寺本 

39,發覺淨心經,隋北印度健陀羅國三藏闍那崛多譯 ,9,768,麗藏本 金藏大寶集寺本 

40,佛說優填王經,西晉沙門釋法炬奉詔譯 ,9,784,麗藏本 

41,須摩提經,大唐三藏法師菩提流志奉詔譯 ,9,788,金藏廣勝寺本 

42,佛說須摩提菩薩經,西晉三藏竺法護譯 ,9,792,凊藏本 

43,佛說須摩提菩薩經,姚秦三藏鳩摩羅什譯 ,9,797,金藏廣勝寺本 

44,佛說阿闍貰王女阿述達經,西晉月支國三藏竺法護譯 ,9,803,金藏廣勝寺本 

45,佛說離垢施女經,西晉月氏國三藏竺法護譯 ,9,814,金藏廣勝寺本 

46,得無垢女經,元魏婆羅門瞿曇般若流支譯 ,9,828,金藏廣勝寺本 

47,文殊師利所說不思議佛境界經,唐天竺三藏菩提流志奉詔譯 ,9,842,麗藏本 金藏大寶集寺本 

48,佛說如幻三昧經,西晉月支國三藏竺法護譯 ,9,855,金藏大寶集寺本 金藏廣勝寺本 

49,聖善住意天子所問經,元魏三藏毗目智仙共般若流支譯 ,9,896,金藏大寶集寺本 

50,佛說太子刷護經,西晉三藏竺法護譯 ,9,930,麗藏本 

51,佛說太子和休經,僧祐錄云失譯，今附西晉錄 ,9,933,麗藏本 

52,慧上菩薩問大善權經,西晉月氏國三藏竺法護譯 ,9,935,金藏大寶集寺本 

53,大乘顯識經,中天竺國沙門地婆訶羅奉詔譯 ,9,957,金藏大寶集寺本 金藏廣勝寺本 

54,佛說大乘方等要慧經,後漢安息國三藏安世高譯 ,9,973,金藏廣勝寺本 

55,彌勒菩薩所問本願經,西晉月氏國三藏竺法護譯 ,9,975,金藏廣勝寺本 

56,佛說遺日摩尼寶經,後漢月支國三藏支婁迦讖譯 ,9,982,金藏廣勝寺本 

57,佛說摩訶衍寶嚴經,晉代譯失三藏名 ,9,992,金藏廣勝寺本 

58,勝鬘獅子吼一乘大方便方廣經,宋中印度三藏求那跋陀羅譯 ,9,1005,金藏廣勝寺本 

59,毗耶娑問經,元魏婆羅門瞿曇般若流志譯 ,9,1017,金藏廣勝寺本 

60,大方等大集經,北涼天竺三藏曇無讖譯 ,10,1,麗藏本 金藏廣勝寺本 

61,大乘大方等日藏經,隋天竺三藏那連提耶舍譯 ,10,697,明永樂北藏本 

62,大方等大集月藏經,高齊三藏那連提耶舍譯 ,10,804,明永樂南藏本 

63,大乘大集地藏十輪經,三藏法師玄奘奉詔譯 ,11,1,麗藏本 金藏廣勝寺本 

64,大方廣十輪經,失譯人名今附北涼錄 ,11,94,麗藏本 金藏廣勝寺本 

65,大乘大集經,高齊天竺三藏那連提耶舍譯 ,11,162,金藏廣勝寺本 

66,菩薩念佛三昧經,宋天竺三藏功德直譯 ,11,185,麗藏本 金藏廣勝寺本 

67,虛空孕菩薩經,隋天竺三藏闍那崛多譯 ,11,242,麗藏本 金藏廣勝寺本 

68,虛空藏菩薩經,姚秦罽賓三藏佛陀耶舍譯 ,11,260,麗藏本 

69,虛空藏菩薩神呪經,劉宋罽賓國三藏曇摩蜜多譯 ,11,274,麗藏本 

70,虛空藏菩薩神呪經(別本),失譯 ,11,283,據普慧藏抄寫，以大正藏對校 

71,觀虛空藏菩薩經,劉宋罽賓三藏曇摩蜜多譯 ,11,292,麗藏本 

72,大方等大集經菩薩念佛三昧分,隋天竺三藏達摩笈多譯 ,11,299,麗藏本 金藏廣勝寺本 

73,大方等大集經賢護分,隋天竺三藏闍那崛多譯 ,11,373,麗藏本 金藏廣勝寺本 

74,般舟三昧經,後漢月氏三藏支婁迦讖譯 ,11,421,金藏廣勝寺本 

75,般舟三昧經(別本),後漢月支三藏支婁迦讖譯 ,11,460,麗藏本 

76,拔陂菩薩經,後漢月支三藏支婁迦讖譯 ,11,468,金藏廣勝寺本 

77,阿差末菩薩經,西晉月支國三藏竺法護譯 ,11,478,麗藏本 金藏廣勝寺本 

78,無盡意菩薩經,宋涼州沙門智儼共寶雲譯 ,11,543,麗藏本 金藏廣勝寺本 

79,大哀經,西晉月支三藏竺法護譯 ,11,602,麗藏本 金藏廣勝寺本 

80,大集譬喻王經,隋天竺三藏闍那崛多譯 ,11,686,麗藏本 金藏廣勝寺本 

81,寶女所問經,西晉三藏竺法護譯 ,11,705,麗藏本 金藏廣勝寺本 

82,自在王菩薩經,姚秦三藏鳩摩羅什譯 ,11,751,麗藏本 金藏廣勝寺本 

83,奮迅王問經,元魏婆羅門般若流支譯 ,11,773,麗藏本 金藏廣勝寺本 

84,無言童子經,西晉三藏竺法護譯 ,11,797,麗藏本 金藏廣勝寺本 

85,寶星陀羅尼經,唐天竺三藏波羅頗蜜多羅譯 ,11,822,麗藏本 金藏廣勝寺本 

86,大方廣佛華嚴經,東晉天竺三藏佛陀跋陀羅譯 ,12,1,金藏廣勝寺本 明永樂北藏本 

87,大方廣佛華嚴經,唐于闐三藏實叉難陀譯 ,12,629,金藏廣勝寺本 明永樂北藏本 金藏大寶集寺本 清藏本 

88,信力入印法門經,元魏天竺三藏曇摩流支譯 ,13,453,金藏廣勝寺本 

89,佛華嚴入如來德智不思議境界經,隋天竺三藏闍那崛多譯 ,13,508,麗藏本 金藏廣勝寺本 

90,大乘金剛髻珠菩薩修行分,大唐天竺三藏菩提流志譯 ,13,521,麗藏本 

91,大方廣佛華嚴經修慈分,唐于闐三藏提雲般若譯 ,13,531,金藏廣勝寺本 

92,度諸佛境界智光嚴經,失譯人名附秦錄 ,13,536,金藏廣勝寺本 

93,大方廣入如來智德不思議經,大唐于闐三藏實叉難陀譯 ,13,546,金藏廣勝寺本 

94,大方廣如來不思議境界經,大唐于闐三藏實叉難陀譯 ,13,554,金藏廣勝寺本 

95,大方廣佛華嚴經不思議佛境界分,唐于闐三藏提雲般若譯 ,13,560,金藏廣勝寺本 

96,漸備一切智德經,西晉月氏三藏竺法護譯 ,13,567,麗藏本 金藏廣勝寺本 

97,菩薩十住行道品,西晉三藏竺法護譯 ,13,638,金藏廣勝寺本 

98,佛讚莊嚴菩提心經,姚秦三藏鳩摩羅什譯 ,13,644,金藏廣勝寺本 

99,佛說菩薩十住經,東晉三藏祗多蜜譯 ,13,648,金藏廣勝寺本 

100,佛說兜沙經,後漢月支三藏支婁迦讖譯 ,13,652,金藏廣勝寺本 

101,大方廣普賢所說經,唐于闐三藏實叉難陀譯 ,13,656,麗藏本 

102,諸菩薩求佛本業經,西晉優婆塞聶道真譯 ,13,659,金藏廣勝寺本 

103,佛說菩薩本業經,吳月支優婆塞支謙譯 ,13,667,麗藏本 

104,佛說大方廣菩薩十地經,元魏西域沙門吉迦夜譯 ,13,678,麗藏本 

105,十住經,後秦龜茲國三藏鳩摩羅什譯 ,13,683,麗藏本 金藏廣勝寺本 

106,佛說如來興顯經,西晉月支三藏竺法護譯 ,13,742,麗藏本 金藏廣勝寺本 

107,等目菩薩所問三昧經,西晉月支國三藏竺法護譯 ,13,790,麗藏本 金藏廣勝寺本 

108,顯無邊佛土功德經,大唐三藏法師玄奘譯 ,13,825,麗藏本 

109,佛說羅摩伽經,西秦沙門聖堅譯 ,13,826,麗藏本 金藏廣勝寺本 

110,度世品經,西晉月支三藏竺法護譯 ,13,869,麗藏本 金藏廣勝寺本 

111,大方廣佛華嚴經入法界品,唐天竺三藏地婆訶羅譯 ,13,946,麗藏本 

112,大般涅槃經,北涼天竺三藏曇無讖譯 ,14,1,麗藏本 金藏廣勝寺本 

113,南本大般涅槃經,北涼天竺三藏曇無讖譯，宋慧嚴慧觀謝靈運整理 ,14,454,麗藏本 

114,大般泥洹經,東晉三藏法師法顯譯 ,15,1,麗藏本 金藏廣勝寺本 

115,大般涅槃經後分,唐波陵國沙門若那跋陀羅譯 ,15,99,麗藏本 金藏廣勝寺本 

116,佛說方等般泥洹經,西晉三藏竺法護譯 ,15,123,金藏廣勝寺本 

117,四童子三昧經,隋天竺三藏闍那崛多譯 ,15,151,金藏廣勝寺本 

118,大悲經,高齊天竺三藏那連提耶舍譯 ,15,180,金藏廣勝寺本 

119,方廣大莊嚴經,唐中天竺沙門地婆訶羅譯 ,15,229,金藏廣勝寺本 

120,普曜經,西晉三藏竺法護譯 ,15,353,麗藏本 金藏廣勝寺本 

121,佛說法華三昧經,劉宋涼州沙門智嚴譯 ,15,481,金藏廣勝寺本 

122,無量義經,蕭齊曇摩伽陀耶舍譯 ,15,490,麗藏本 

123,薩曇分陀利經,失譯（附西晉錄） ,15,504,麗藏本 

124,妙法蓮華經,姚秦三藏鳩摩羅什譯 ,15,507,麗藏本 金藏廣勝寺本 

125,正法華經,西晉三藏竺法護譯 ,15,598,麗藏本 金藏廣勝寺本 

126,添品妙法蓮華經,隋天竺三藏闍那崛多譯 ,15,738,麗藏本 金藏廣勝寺本 

127,維摩詰所說經,姚秦三藏鳩摩羅什譯 ,15,832,麗藏本 金藏廣勝寺本 

128,佛說維摩詰經,吳月支優婆塞支謙譯 ,15,868,麗藏本 金藏廣勝寺本 

129,說無垢稱經,唐三藏法師玄奘譯 ,15,907,金藏廣勝寺本 

130,佛說大方等頂王經,西晉三藏竺法護譯 ,15,963,金藏廣勝寺本 

131,大乘頂王經,梁優禪尼國王子月婆首那譯 ,15,978,金藏廣勝寺本 

132,善思童子經,隋天竺三藏闍那崛多譯 ,16,1,麗藏本 金藏廣勝寺本 

133,大乘悲分陀利經,失譯（附秦錄） ,16,14,麗藏本 金藏廣勝寺本 

134,悲華經,北涼天竺三藏曇無讖譯 ,16,120,麗藏本 金藏廣勝寺本 

135,金光明最勝王經,唐三藏義淨譯 ,16,246,麗藏本 金藏廣勝寺本 

136,合部金光明經,隋大興善寺沙門寶貴合出 ,16,337,麗藏本 金藏廣勝寺本 

137,佛說伅真陀羅所問寶如來三昧經,後漢月支三藏支婁迦讖譯 ,16,413,麗藏本 金藏廣勝寺本 

138,大樹緊那羅王所問經,姚秦三藏鳩摩羅什譯 ,16,460,麗藏本 金藏廣勝寺本 

139,佛說道神足無極變化經,西晉安息三藏安法欽譯 ,16,504,麗藏本 金藏廣勝寺本 

140,佛昇忉利天為母說法經,西晉三藏竺法護譯 ,16,538,金藏廣勝寺本 

141,佛說寶雨經,唐南印度三藏達摩流支譯 ,16,561,麗藏本 金藏廣勝寺本 

142,寶雲經,梁扶南三藏曼陀羅仙譯 ,16,646,麗藏本 金藏廣勝寺本 

143,佛說阿惟越致遮經,西晉月支三藏竺法護譯 ,16,712,麗藏本 

144,妙法蓮花經觀世音菩薩普門品經,姚秦三藏法師鳩摩羅什譯長行，隋北天竺沙門闍那笈多譯重頌 ,16,756,明永樂北藏本 

145,佛說廣博嚴淨不退轉輪經,宋涼州沙門智嚴譯 ,16,760,麗藏本 金藏廣勝寺本 

146,不退轉法輪經,僧祐錄云安公涼土異經，在北涼錄，第二譯 ,16,819,麗藏本 金藏廣勝寺本 

147,不必定入定入印經,元魏婆羅門瞿曇般若流支譯 ,16,864,金藏廣勝寺本 

148,入定不定印經,三藏法師義淨奉制譯 ,16,876,金藏廣勝寺本 

149,等集眾德三昧經,西晉月氏三藏竺法護譯 ,16,886,麗藏本 

150,集一切福德三昧經,姚秦三藏鳩摩羅什譯 ,17,1,麗藏本 金藏廣勝寺本 

151,持心梵天所問經,西晉月支三藏竺法護譯 ,17,34,麗藏本 金藏廣勝寺本 

152,思益梵天所問經,姚秦龜茲國三藏鳩摩羅什譯 ,17,108,麗藏本 金藏廣勝寺本 

153,勝思惟梵天所問經,元魏天竺三藏菩提流支譯 ,17,166,麗藏本 金藏廣勝寺本 

154,持人菩薩經,西晉月氏三藏竺法護譯 ,17,222,麗藏本 

155,持世經,姚秦龜茲三藏鳩摩羅什譯 ,17,260,麗藏本 

156,佛說濟諸方等學經,西晉月氏三藏竺法護譯 ,17,318,麗藏本 

157,大乘方廣總持經,隋天竺三藏毘尼多流支譯 ,17,327,麗藏本 

158,佛說文殊師利現寶藏經,西晉月氏三藏竺法護譯 ,17,334,麗藏本 金藏廣勝寺本 

159,大方廣寶篋經,宋天竺三藏求那跋馱羅譯 ,17,362,麗藏本 金藏廣勝寺本 

160,大乘同性經,周宇文氏天竺三藏闍那耶舍譯 ,17,389,麗藏本 

161,證契大乘經,唐天竺三藏地婆訶羅譯 ,17,410,麗藏本 

162,深密解脫經,元魏天竺三藏菩提流支譯 ,17,431,麗藏本 金藏廣勝寺本 

163,解深密經,大唐三藏法師玄奘奉詔譯 ,17,477,麗藏本 金藏廣勝寺本 

164,佛說解節經,陳天竺三藏真諦譯 ,17,518,麗藏本 

165,相續解脫地波羅蜜了義經,宋三藏求那跋陀羅譯 ,17,524,金藏廣勝寺本 

166,緣生初勝分法本經,隋天竺三藏達磨笈多譯 ,17,535,麗藏本 金藏廣勝寺本 

167,分別緣起初勝法門經,大唐三藏法師玄奘奉詔譯 ,17,547,麗藏本 金藏廣勝寺本 

168,楞伽阿跋多羅寶經,宋天竺三藏求那跋陀羅譯 ,17,561,麗藏本 金藏廣勝寺本 

169,入楞伽經,元魏天竺三藏菩提留支譯 ,17,622,麗藏本 金藏廣勝寺本 

170,大乘入楞伽經,大周于闐國三藏法師實叉難陀奉敕譯 ,17,733,麗藏本 金藏廣勝寺本 

171,佛說菩薩行方便境界神通變化經,宋天竺三藏法師求那跋陀羅譯 ,17,810,麗藏本 金藏廣勝寺本 

172,大薩遮尼乾子所說經,元魏天竺三藏菩提留支譯 ,17,840,麗藏本 金藏廣勝寺本 

173,大方等無想經,北涼三藏曇無讖譯 ,18,1,麗藏本 金藏廣勝寺本 

174,大雲經請雨品第六十四,周宇文氏天竺三藏闍那耶舍譯 ,18,58,金藏廣勝寺本 

175,大雲輪請雨經,隋天竺三藏那連提耶舍譯 ,18,70,麗藏本 金藏廣勝寺本 

176,大方等大雲經請雨品第六十四,周宇文氏天竺三藏闍那耶舍譯 ,18,84,麗藏本 

177,諸法無行經,姚秦龜茲三藏鳩摩羅什譯 ,18,95,麗藏本 金藏廣勝寺本 

178,佛說諸法本無經,隋天竺三藏闍那崛多譯 ,18,122,麗藏本 

179,無極寶三昧經,西晉月氏三藏竺法護譯 ,18,143,麗藏本 

180,佛說寶如來三昧經,東晉天竺三藏祗多蜜譯 ,18,163,麗藏本 金藏廣勝寺本 

181,佛說慧印三昧經,吳月氏優婆塞支謙譯 ,18,189,金藏廣勝寺本 

182,佛說如來智印經,僧祐云闕譯人，今附宋錄 ,18,204,金藏廣勝寺本 

183,大灌頂經,東晉天竺三藏帛尸梨蜜多羅譯 ,18,215,麗藏本 金藏廣勝寺本 

184,文殊師利普超三昧經,西晉月氏三藏竺法護譯 ,18,324,麗藏本 

185,佛說藥師如來本願經,隋天竺三藏達磨笈多譯 ,18,372,麗藏本 

186,藥師琉璃光如來本願功德經,大唐三藏法師玄奘奉詔譯 ,18,378,麗藏本 

187,藥師琉璃光七佛本願功德經,大唐三藏沙門義淨於佛光內寺譯 ,18,385,麗藏本 

188,番字藥師瑠璃光七佛本願功德經,存目 ,18,401,存目缺經 

189,佛說阿闍世王經,後漢月氏三藏支婁迦讖譯 ,18,402,麗藏本 金藏廣勝寺本 

190,佛說放鉢經,安公云元缺譯人，今附西晉錄 ,18,438,金藏廣勝寺本 

191,月燈三昧經,高齊天竺三藏那連提耶舍譯 ,18,443,麗藏本 金藏廣勝寺本 

192,佛說月燈三昧經,宋沙門先公譯 ,18,560,麗藏本 

193,佛說月燈三昧經,宋沙門釋先公譯 ,18,566,麗藏本 

194,佛說無希望經,西晉三藏竺法護譯 ,18,576,金藏廣勝寺本 

195,佛說象腋經,劉宋罽賓三藏曇摩蜜多譯 ,18,592,金藏廣勝寺本 

196,佛說大淨法門經,西晉月氏三藏竺法護譯 ,18,603,麗藏本 

197,大莊嚴法門經,隋天竺三藏那連提耶舍譯 ,18,618,麗藏本 

198,如來莊嚴智慧光明入一切佛境界經,元魏天竺三藏曇摩流支譯 ,18,633,麗藏本 金藏廣勝寺本 

199,度一切諸佛境界智嚴經,梁扶南三藏僧伽婆羅等譯 ,18,653,麗藏本 

200,後出阿彌陀佛偈,古舊錄云闕譯人名，今紀後漢錄 ,18,659,麗藏本 

201,佛說觀無量壽佛經,劉宋西域三藏畺良耶舍譯 ,18,661,金藏廣勝寺本 

202,佛說阿彌陀經,姚秦龜茲三藏鳩摩羅什譯 ,18,676,麗藏本 

203,佛說大阿彌陀經,宋王日休校集 ,18,679,明永樂北藏本 

204,稱讚淨土佛攝受經,大唐三藏法師玄奘奉詔譯 ,18,700,金藏廣勝寺本 

205,佛說觀彌勒菩薩上生兜率天經,劉宋居士沮渠京聲譯 ,18,706,麗藏本 

206,佛說彌勒大成佛經,姚秦龜茲國三藏鳩摩羅什譯 ,18,712,麗藏本 

207,佛說彌勒來時經,失譯人名，附東晉錄 ,18,724,麗藏本 

208,佛說彌勒下生經,西晉月氏三藏竺法護譯 ,18,726,金藏廣勝寺本 

209,佛說彌勒下生成佛經,後秦龜茲國三藏鳩摩羅什譯 ,18,734,麗藏本 

210,佛說彌勒下生成佛經,唐三藏法師義淨奉制譯 ,18,739,麗藏本 

211,佛說諸法勇王經,劉宋罽賓三藏曇摩蜜多譯 ,18,743,麗藏本 

212,佛說一切法高王經,元魏婆羅門瞿曇般若流支譯 ,18,753,金藏廣勝寺本 

213,第一義法勝經,元魏婆羅門瞿曇般若流支譯 ,18,765,金藏廣勝寺本 

214,大威燈光仙人問疑經,隋天竺三藏闍那崛多等譯 ,18,773,麗藏本 

215,順權方便經,西晉月氏三藏竺法護譯 ,18,781,麗藏本 

216,樂瓔珞莊嚴方便品經,姚秦罽賓三藏曇摩耶舍譯 ,18,799,麗藏本 

217,六度集經,吳康居國沙門康僧會譯 ,18,814,麗藏本 金藏廣勝寺本 

218,太子須大拏經,西秦沙門聖堅奉詔譯 ,18,947,金藏廣勝寺本 

219,佛說菩薩睒子經,安公錄中闕譯，今附西晉錄 ,19,1,麗藏本 

220,菩薩睒子經,開元錄云失譯人名，附西晉 ,19,5,明永樂北藏本 

221,佛說太子慕魄經,後漢安息三藏安世高譯 ,19,9,金藏廣勝寺本 

222,佛說太子墓珀經,西晉月氏三藏竺法護譯 ,19,13,金藏廣勝寺本 

223,佛說睒子經,西秦沙門聖堅奉詔譯 ,19,18,金藏廣勝寺本 

224,佛說睒子經,乞伏秦三藏法師釋聖堅譯 ,19,22,宋資福藏本 

225,佛說九色鹿經,吳月氏優婆塞支謙譯 ,19,25,金藏廣勝寺本 

226,佛說九色鹿經,吳月氏優婆塞支謙譯 ,19,27,明永樂北藏本 

227,佛說九色鹿經,吳月氏優婆塞支謙譯 ,19,29,麗藏本 

228,佛說乳光佛經,西晉月氏三藏竺法護譯 ,19,31,麗藏本 

229,無字寶篋經,元魏天竺三藏菩提流支譯 ,19,36,金藏廣勝寺本 

230,大乘離文字普光明藏經,大唐天竺三藏地婆訶羅譯 ,19,40,麗藏本 

231,大乘遍照光明藏無字法門經,大唐天竺三藏地婆訶羅譯 ,19,43,麗藏本 

232,佛說老女人經,吳月氏優婆塞支謙譯 ,19,47,麗藏本 

233,佛說無垢賢女經,西晉月氏三藏竺法護譯 ,19,49,金藏廣勝寺本 

234,佛說老母經,僧祐錄云闕譯人名，今附宋錄 ,19,52,金藏廣勝寺本 

235,佛說母老六英經,宋天竺三藏求那跋陀羅譯 ,19,54,金藏廣勝寺本 

236,佛說腹中女聽經,北涼天竺三藏曇無讖譯 ,19,57,金藏廣勝寺本 

237,佛說月光童子經,西晉月氏三藏竺法護譯 ,19,60,麗藏本 

238,申日兒本經,宋天竺三藏求那跋陀羅譯 ,19,70,麗藏本 

239,佛說德護長者經,隋天竺三藏那連提耶舍譯 ,19,73,麗藏本 金藏廣勝寺本 

240,文殊師利問菩提經,姚秦龜茲三藏鳩摩羅什譯 ,19,90,麗藏本 

241,伽耶山頂經,元魏天竺三藏菩提流支譯 ,19,95,金藏廣勝寺本 

242,佛說象頭精舍經,隋天竺三藏毗尼多流支譯 ,19,101,麗藏本 

243,佛說逝童子經,西晉沙門支法度譯 ,19,106,金藏廣勝寺本 

244,大乘伽耶山頂經,大唐天竺三藏菩提流支譯 ,19,109,金藏廣勝寺本 

245,佛說長者子制經,後漢安息三藏安世高譯 ,19,114,麗藏本 

246,佛說菩薩逝經,西晉沙門白法祖譯 ,19,117,麗藏本 

247,佛說犢子經,吳月氏優婆塞支謙譯 ,19,120,麗藏本 

248,佛說轉女身經,宋罽賓三藏曇摩蜜多譯 ,19,122,金藏廣勝寺本 

249,佛說申日經,西晉月氏三藏竺法護譯 ,19,134,麗藏本 

250,佛說無上依經,梁天竺三藏真諦譯 ,19,137,金藏廣勝寺本 

251,甚希有經,大唐三藏法師玄奘奉詔譯 ,19,158,金藏廣勝寺本 

252,佛說寶積三昧文殊師利菩薩問法身經,後漢安息三藏安世高譯 ,19,162,金藏廣勝寺本 

253,佛說未曾有經,後漢失譯人名，出古舊錄 ,19,167,金藏廣勝寺本 

254,佛說希有校量功德經,隋天竺三藏闍那崛多譯 ,19,170,金藏廣勝寺本 

255,佛說決定總持經,西晉月氏三藏竺法護譯 ,19,174,金藏廣勝寺本 

256,銀色女經,元魏天竺三藏佛陀扇多譯 ,19,181,金藏廣勝寺本 

257,大乘百福莊嚴相經,大唐天竺三藏地婆訶羅再譯 ,19,185,金藏廣勝寺本 

258,謗佛經,元魏天竺三藏菩提流支譯 ,19,190,金藏廣勝寺本 

259,入法界體性經,隋天竺三藏闍那崛多譯 ,19,195,麗藏本 

260,如來師子吼經,元魏天竺三藏佛陀扇多譯 ,19,200,麗藏本 

261,佛說菩薩修行四法經,大唐天竺三藏地婆訶羅譯 ,19,203,金藏廣勝寺本 

262,阿闍世王授決經,西晉沙門釋法炬譯 ,19,205,金藏廣勝寺本 

263,大方廣師子吼經,大唐天竺三藏地婆訶羅譯 ,19,209,金藏廣勝寺本 

264,大乘百福相經,大唐天竺三藏地婆訶羅譯 ,19,213,金藏廣勝寺本 

265,採花違王上佛授决号妙花經,東晉天竺三藏曇無蘭譯 ,19,218,金藏廣勝寺本 

266,說妙法決定業障經,大唐至相寺沙門釋智嚴譯 ,19,220,金藏廣勝寺本 

267,大乘四法經,大唐天竺三藏地婆訶羅譯 ,19,223,金藏廣勝寺本 

268,稱讚大乘功德經,大唐三藏法師玄奘奉詔譯 ,19,224,金藏廣勝寺本 

269,善恭敬經,隋天竺三藏闍那崛多譯 ,19,227,麗藏本 

270,最無比經,大唐三藏法師玄奘奉詔譯 ,19,231,金藏廣勝寺本 

271,前世三轉經,西晉沙門法炬譯 ,19,238,麗藏本 

272,佛說正恭敬經,元魏天竺三藏佛陀扇多譯 ,19,246,麗藏本 

273,如來示教勝軍王經,大唐三藏法師玄奘奉詔譯 ,19,249,麗藏本 

274,佛說浴像功德經,大唐天竺三藏寶思惟譯 ,19,254,金藏廣勝寺本 

275,佛說諫王經,宋安陽侯沮渠京聲譯 ,19,257,金藏廣勝寺本 

276,緣起聖道經,大唐三藏法師玄奘奉詔譯 ,19,261,金藏廣勝寺本 

277,佛說八吉祥神咒經,吳月氏優婆塞支謙譯 ,19,264,麗藏本 

278,佛說龍施菩薩本起經,西晉月氏三藏竺法護譯 ,19,266,金藏廣勝寺本 

279,佛說摩訶刹頭經,西秦沙門釋聖堅譯 ,19,269,金藏廣勝寺本 

280,佛為勝光天子說王法經,大唐沙門釋義淨奉詔譯 ,19,271,金藏廣勝寺本 

281,八吉祥經,梁扶南三藏僧伽婆羅譯 ,19,276,麗藏本 

282,佛說八陽神咒經,西晉月氏三藏竺法護譯 ,19,278,麗藏本 

283,浴佛功德經,大唐沙門釋義淨譯 ,19,280,麗藏本 

284,佛說盂蘭盆經,西晉月氏三藏竺法護譯 ,19,283,麗藏本 

285,曼殊室利咒藏中校量數珠功德經,大唐三藏沙門釋義淨譯 ,19,286,麗藏本 

286,佛說大方等修多羅王經,後魏天竺三藏菩提流支譯 ,19,288,麗藏本 

287,佛說文殊師利巡行經,元魏天竺三藏菩提流支譯 ,19,290,麗藏本 

288,佛說轉有經,元魏天竺三藏佛陀扇多譯 ,19,294,麗藏本 

289,佛說文殊尸利經,隋天竺三藏豆那崛多譯 ,19,296,金藏廣勝寺本 

290,八佛名號經,隋天竺三藏闍那崛多譯 ,19,302,金藏廣勝寺本 

291,了本生死經,吳月支優婆塞支謙譯 ,19,305,麗藏本 

292,貝多樹下思惟十二因緣經,吳月氏優婆塞支謙譯 ,19,309,麗藏本 

293,佛說龍施女經,吳月氏優婆塞支謙譯 ,19,312,麗藏本 

294,佛說稻芊經,闕譯附東晉錄 ,19,314,麗藏本 

295,佛說報恩奉瓫經,闕譯附東晉錄 ,19,319,金藏廣勝寺本 

296,佛說灌洗佛形象經,西晉沙門釋法炬譯 ,19,321,金藏廣勝寺本 

297,佛說灌洗佛形象經,西晉沙門釋法炬譯 ,19,324,麗藏本 

298,佛說自誓三昧經,後漢安息三藏安世高譯 ,19,326,金藏廣勝寺本 

299,佛說作佛形像經,闕譯人名，出後漢錄 ,19,332,金藏廣勝寺本 

300,佛說如來獨證自誓三昧經,西晉月氏三藏竺法護譯 ,19,335,金藏廣勝寺本 

301,佛說造立形像福報經,闕譯人名，附東晉錄 ,19,340,麗藏本 

302,佛說校量數珠功德經,大唐天竺三藏寶思惟譯 ,19,343,麗藏本 

303,不空羂索神變真言經,大唐天竺三藏菩提流志譯 ,19,345,麗藏本 金藏廣勝寺本 

304,不空羂索咒經,隋天竺三藏闍那崛多譯 ,19,657,金藏廣勝寺本 

305,不空羂索神咒心經,唐三藏法師玄奘奉詔譯 ,19,665,金藏廣勝寺本 

306,不空羂索陀羅尼自在王咒經,唐天竺三藏寶思惟奉詔譯 ,19,674,麗藏本 金藏廣勝寺本 

307,不空羂索陀羅尼經,大唐北天竺婆羅門大首領李無諂譯 ,19,696,金藏廣勝寺本 

308,千眼千臂觀世音菩薩陀羅尼神咒經,大唐總持沙門智通譯 ,19,724,金藏廣勝寺本 

309,千眼千臂觀世音菩薩陀羅尼神咒經(別本),大唐總持沙門智通譯 ,19,738,凊藏本 

310,千手千眼觀世音菩薩姥陀羅尼身經,唐天竺三藏菩提流志譯 ,19,756,麗藏本 

311,千手千眼觀世音菩薩廣大圓滿無礙大悲心陀羅尼經,唐西天竺三藏伽梵達磨譯 ,19,772,金藏廣勝寺本 

312,千手千眼觀世音菩薩廣大圓滿無礙大悲心陀羅尼經(別本),唐西天竺三藏伽梵達磨譯 ,19,789,凊藏本 

313,觀世音菩薩如意摩尼陀羅尼經,唐天竺三藏寶思惟譯 ,19,800,金藏廣勝寺本 

314,觀世音秘密藏如意輪陀羅尼神咒經,唐于闐三藏實叉難陀譯 ,19,805,金藏廣勝寺本 

315,拔一切業障根本得生淨土神咒,劉宋天竺三藏求那跋陀羅奉詔重譯 ,19,813,明永樂北藏本 

316,佛說觀自在菩薩如意心陀羅尼咒經,唐三藏法師義淨奉制譯 ,19,815,麗藏本 

317,如意輪陀羅尼經,唐天竺三藏菩提流志譯 ,19,818,金藏廣勝寺本 

318,大方廣菩薩藏經中文殊師利根本一字陀羅尼經,大唐北印度迦濕彌羅國三藏寶思惟譯 ,19,836,金藏廣勝寺本 

319,大金色孔雀王咒經,失譯人名今附秦錄 ,19,840,金藏廣勝寺本 

320,佛說十二佛名神咒校量功德除障滅罪經,隋天竺三藏闍那崛多译 ,19,843,金藏廣勝寺本 

321,曼殊室利菩薩咒藏中一字咒王經,唐三藏法師義淨奉制譯 ,19,847,金藏廣勝寺本 

322,佛說稱讚如來功德神咒經,唐三藏法師義淨奉制譯 ,19,850,金藏廣勝寺本 

323,佛說大孔雀咒王經,唐三藏法師義淨奉制譯 ,19,852,麗藏本 金藏廣勝寺本 

324,孔雀王咒經,姚秦龜茲三藏鳩摩羅什譯 ,19,890,麗藏本 

325,佛說大金色孔雀王咒經,失譯人名今附秦錄 ,19,896,金藏廣勝寺本 

326,孔雀王咒經,梁扶南三藏僧伽婆羅譯 ,19,902,金藏廣勝寺本 

327,佛說陀羅尼集經,大唐天竺三藏阿地瞿多譯 ,20,1,麗藏本 金藏廣勝寺本 

328,千轉陀羅尼觀世音菩薩咒,大唐總持寺沙門智通譯 ,20,214,金藏廣勝寺本 

329,佛說十一面觀世音神咒經,周宇文氏天竺三藏耶舍崛多譯 ,20,217,金藏廣勝寺本 

330,佛說摩利支天陀羅尼咒經,失譯人名今附梁錄 ,20,224,金藏廣勝寺本 

331,呪五首,大唐三藏法師玄奘奉詔譯 ,20,226,金藏廣勝寺本 

332,十一面神咒心經,大唐三藏法師玄奘奉詔譯 ,20,228,金藏廣勝寺本 

333,佛說六字神咒王經,失譯人名今附梁錄 ,20,234,金藏廣勝寺本 

334,六字神咒王經(別本),開元拾遺失譯人名附梁錄 ,20,238,凊藏本 

335,佛說七俱胝佛母准提大明陀羅尼經,唐天竺三藏金剛智譯 ,20,242,麗藏本 

336,六字神呪經,南天竺國三藏菩提流志奉詔譯 ,20,255,麗藏本 

337,佛說七俱胝佛母心大准提陀羅尼經,大唐天竺三藏地婆訶羅譯 ,20,257,麗藏本 

338,觀自在菩薩隨心咒經,大唐總持寺沙門釋智通奉制譯 ,20,262,麗藏本 

339,觀自在菩薩隨心咒經(別本),大唐沙門智通譯 ,20,271,房山雲居寺石經本 

340,觀自在菩薩怛嚩多唎隨心陀羅尼經(別本),大唐總持寺沙門智通譯 ,20,279,凊藏本 

341,種種雜咒經,周宇文氏天竺三藏闍那崛多譯 ,20,292,金藏廣勝寺本 

342,最勝佛頂陀羅尼淨除業障咒經,大唐天竺三藏地婆訶羅奉制譯 ,20,297,金藏廣勝寺本 

343,佛頂尊勝陀羅尼經,大唐京兆杜行顗奉詔譯 ,20,306,金藏廣勝寺本 

344,佛說佛頂尊勝陀羅尼經,大唐三藏沙門義淨奉制譯 ,20,310,金藏廣勝寺本 

345,佛頂最勝陀羅尼經,唐地婆訶羅譯 ,20,315,金藏廣勝寺本 

346,佛頂尊勝陀羅尼經,罽賓國沙門佛陀波利奉詔譯 ,20,320,金藏廣勝寺本 

347,佛說出生無量門持經,東晉天竺三藏佛陀跋羅譯 ,20,327,金藏廣勝寺本 

348,佛說無量門微密持經,吳月支優婆塞支謙譯 ,20,333,金藏廣勝寺本 

349,無量門破魔陀羅尼經,宋西域沙門功德直共玄暢譯 ,20,338,金藏廣勝寺本 

350,阿難陀目佉尼呵離陀經,宋天竺三藏求那跋陀羅譯 ,20,345,金藏廣勝寺本 

351,妙臂印幢陀羅尼經,大唐于闐三藏實叉難陀奉制譯 ,20,353,金藏廣勝寺本 

352,佛說阿難陀目佉尼呵離陀隣尼經,元魏北印度三藏佛馱扇多譯 ,20,355,金藏廣勝寺本 

353,勝幢臂印陀羅尼經,唐三藏法師玄奘奉詔譯 ,20,362,金藏廣勝寺本 

354,舍利弗陀羅尼經,梁扶南三藏僧伽婆羅譯 ,20,364,麗藏本 

355,佛說一向出生菩薩經,隋天竺三藏闍那崛多譯 ,20,369,金藏廣勝寺本 

356,出生無邊門陀羅尼經,終南山至相寺上座將軍師智嚴重翻譯 ,20,377,金藏廣勝寺本 

357,咒三首經,唐三藏地婆訶羅奉詔譯 ,20,386,凊藏本 

358,佛說無崖際總持法門經,西秦沙門聖堅譯 ,20,387,金藏廣勝寺本 

359,尊勝菩薩所問一切諸法入無量門陀羅尼經,北齊居士萬天懿譯 ,20,396,金藏廣勝寺本 

360,金剛上味陀羅尼經,元魏天竺三藏佛陀扇多譯 ,20,407,麗藏本 

361,金剛場陀羅尼經,隋三藏法師闍那崛多譯 ,20,415,麗藏本 

362,如來方便善巧咒經,隋三藏法師闍那崛多譯 ,20,423,金藏廣勝寺本 

363,佛說師子奮迅菩薩所問經,失譯人名今附東晉錄 ,20,429,金藏廣勝寺本 

364,佛說陀鄰尼鉢經,東晉西域沙門竺曇無蘭譯 ,20,431,金藏廣勝寺本 

365,佛說花聚陀羅尼咒經,失譯人名今附東晉錄 ,20,433,金藏廣勝寺本 

366,佛說六字咒王經,失譯人名今附東晉錄 ,20,435,麗藏本 

367,佛說持句神咒經,吳月支優婆塞支謙譯 ,20,439,金藏廣勝寺本 

368,佛說善法方便陀羅尼經,失譯人名今附東晉錄 ,20,442,金藏廣勝寺本 

369,虛空藏菩薩問七佛陀羅尼咒經,失譯人名今附梁錄 ,20,446,金藏廣勝寺本 

370,金剛秘密善門陀羅尼咒經,失譯人名今附東晉錄 ,20,453,金藏廣勝寺本 

371,金剛秘密善門陀羅尼咒經(別本),失譯人名附東晉錄 ,20,456,明永樂南藏本 

372,佛說華積陀羅尼神咒經,吳月支國居士支謙譯 ,20,459,麗藏本 

373,護命法門神咒經,唐天竺三藏菩提流志譯 ,20,461,金藏廣勝寺本 

374,東方最勝燈王陀羅尼經,大隋北印度三藏闍那崛多譯 ,20,467,金藏廣勝寺本 

375,東方最勝燈王如來經,隋天竺三藏闍那崛多等譯 ,20,471,麗藏本 

376,無垢淨光大陀羅尼經,唐天竺三藏彌陀山奉詔譯 ,20,479,金藏廣勝寺本 

377,請觀世音菩薩消伏毒害陀羅尼咒經,東晉天竺居士竺難提晉言法喜譯 ,20,487,金藏廣勝寺本 

378,佛說寶網經,西晉月氏三藏竺法護譯 ,20,496,金藏廣勝寺本 

379,菩薩行五十緣身經,西晉月氏三藏竺法護譯 ,20,513,金藏廣勝寺本 

380,佛說演道俗業經,乞伏秦沙門釋聖堅譯 ,20,518,金藏廣勝寺本 

381,佛說內藏百寶經,後漢月氏三藏支婁迦讖譯 ,20,526,金藏廣勝寺本 

382,佛說梵志女首意經,西晉月氏三藏竺法護譯 ,20,531,金藏廣勝寺本 

383,佛說四不可得經,西晉月支三藏竺法護譯 ,20,535,麗藏本 

384,私呵昧經(ㄧ名菩薩道樹),吳支謙譯 ,20,539,金藏廣勝寺本 

385,菩薩生地經,吳支謙譯 ,20,549,麗藏本 

386,佛說菩薩修行經,西晉白法祖譯 ,20,552,金藏廣勝寺本 

387,大方等如來藏經,東晉佛[(陳-東)*(施-方)]跋[(陳-東)*(施-方)]羅譯 ,20,559,金藏廣勝寺本 

388,佛說須頼經,前涼支施崘譯 ,20,566,麗藏本 

389,佛說須賴經(ㄧ名叉須賴此云善順),曹魏白延譯 ,20,580,明永樂南藏本 

390,佛說成具光明定意經,後漢天竺三藏支曜譯 ,20,586,麗藏本 

391,佛說百佛名經,隋天竺三藏那連提耶舍譯 ,20,604,金藏廣勝寺本 

392,金色王經,東魏天竺優婆塞瞿曇般若流支譯 ,20,608,金藏廣勝寺本 

393,佛說諸德福田經,西晉沙門法立法炬共譯 ,20,614,麗藏本 

394,佛說溫室洗浴眾僧經,後漢安息三藏安世高譯 ,20,621,麗藏本 

395,佛語經,元魏天竺三藏菩提流支譯 ,20,624,麗藏本 

396,不空羂索咒心經,唐南天竺三藏法師菩提流志奉詔譯 ,20,627,凊藏本 

397,佛說稱揚諸佛功德經,元魏天竺三藏吉迦夜譯 ,20,632,金藏廣勝寺本 

398,佛說須真天子經,西晉月氏三藏竺法護譯 ,20,669,麗藏本 金藏廣勝寺本 

399,摩訶摩耶經,高齊沙門釋曇景譯 ,20,707,金藏廣勝寺本 

400,佛說除恐災患經,乞伏秦沙門釋聖堅譯 ,20,728,金藏廣勝寺本 

401,佛說孛經抄,吳月支國居士支謙譯 ,20,739,麗藏本 

402,觀世音菩薩授記經,宋黃龍國沙門曇無竭譯 ,20,755,金藏廣勝寺本 

403,佛說海龍王經,西晉月氏國三藏竺法護譯 ,20,764,麗藏本 金藏廣勝寺本 

404,佛說首楞嚴三昧經,後秦龜茲國三藏鳩摩羅什譯 ,20,825,金藏廣勝寺本 

405,佛說觀藥王藥上二菩薩經,宋西域三藏畺良耶舍譯 ,20,857,金藏廣勝寺本 

406,佛說觀普賢菩薩行法經,宋元嘉年曇無蜜多於揚州譯 ,20,870,金藏廣勝寺本 

407,不思議光菩薩所說經,後秦龜茲國三藏鳩摩羅什譯 ,20,882,金藏廣勝寺本 

408,最勝問菩薩十住除垢斷結經,姚秦涼州沙門佛念譯 ,20,890,金藏廣勝寺本 

409,佛說未曾有因緣經,蕭齊沙門釋曇景譯 ,21,1,金藏廣勝寺本 

410,諸佛要集經,西晉月氏三藏竺法護譯 ,21,31,麗藏本 金藏廣勝寺本 

411,菩薩瓔珞經,姚秦涼州沙門竺佛念譯 ,21,65,麗藏本 金藏廣勝寺本 

412,佛說超日明三昧經,西晉清信士聶承遠譯 ,21,281,麗藏本 金藏廣勝寺本 

413,賢劫經,西晉月氏三藏竺法護譯 ,21,331,麗藏本 金藏廣勝寺本 

414,大法炬陀羅尼經,隋天竺三藏法師闍那崛多譯 ,21,469,麗藏本 金藏廣勝寺本 

415,大威德陀羅尼經,隋北印度三藏闍那崛多譯 ,21,641,麗藏本 金藏廣勝寺本 

416,佛說佛名經,元魏天竺三藏菩提流支譯 ,21,801,麗藏本 金藏廣勝寺本 

417,過去莊嚴劫千佛名經,闕譯人名今附梁錄 ,22,1,麗藏本 

418,過去莊嚴劫千佛名經(別本),闕譯人名今附梁錄 ,22,13,凊藏本 

419,現在賢劫千佛名經,闕譯人名今附梁錄 ,22,22,麗藏本 

420,現在賢劫千佛名經(別本),開元拾遺附梁錄 ,22,38,凊藏本 

421,未來星宿劫千佛名經,闕譯人名今附梁錄 ,22,46,麗藏本 

422,未來星宿劫千佛名經(別本),開元拾遺附梁錄 ,22,59,凊藏本 

423,五千五百佛名神咒除障滅罪經,大隋北印度三藏闍那崛多譯 ,22,68,麗藏本 金藏廣勝寺本 

424,佛說不思議功德諸佛所護念經,曹魏代失譯人名 ,22,143,金藏廣勝寺本 

425,佛說華手經,後秦龜茲國三藏鳩摩羅什奉詔譯 ,22,164,麗藏本 金藏廣勝寺本 

426,大方等陀羅尼經,北涼沙門法眾於高昌郡譯 ,22,338,麗藏本 金藏廣勝寺本 

427,僧伽吒經,元魏優禪尼國王子月婆首那譯 ,22,396,金藏廣勝寺本 

428,力莊嚴三昧經,隋天竺三藏那連提耶舍譯 ,22,429,金藏廣勝寺本 

429,大方廣圓覺修多羅了義經,大唐罽賓沙門佛陀多羅譯 ,22,451,金藏廣勝寺本 

430,佛說觀佛三昧海經,東晉天竺三藏佛陀跋陀羅譯 ,22,466,麗藏本 金藏廣勝寺本 

431,大方便佛報恩經,後漢失譯 ,22,571,麗藏本 金藏廣勝寺本 

432,佛說菩薩本行經,失譯人名今附東晉錄 ,22,642,金藏廣勝寺本 

433,金剛禮一本,遼通理大師集 ,22,672,房山雲居寺石經本 

434,佛說法集經,元魏天竺三藏菩提流支議 ,22,673,麗藏本 金藏廣勝寺本 

435,觀察諸法行經,隋天竺三藏闍那崛多譯 ,22,746,金藏廣勝寺本 

436,菩薩處胎經,姚秦涼州沙門竺佛念譯 ,22,783,金藏廣勝寺本 

437,佛說弘道廣顯三昧經,西晉月氏三藏竺法護譯 ,22,873,麗藏本 金藏廣勝寺本 

438,佛說施燈功德經,高齊天竺三藏那連提耶舍譯 ,22,915,金藏廣勝寺本 

439,無所有菩薩經,隋天竺三藏闍那崛多等譯 ,23,1,金藏廣勝寺本 

440,央掘魔羅經,宋天竺三藏求那跋陀羅譯 ,23,38,麗藏本 金藏廣勝寺本 

441,佛說明度五十校計經,後漢安息三藏安世高譯 ,23,87,金藏廣勝寺本 

442,文殊師利問經,梁扶南國三藏僧伽婆羅譯 ,23,112,金藏廣勝寺本 

443,大方廣如來秘密藏經,失譯人名附三秦錄 ,23,143,金藏廣勝寺本 

444,中陰經,後秦涼州沙門竺佛念譯 ,23,159,金藏廣勝寺本 

445,佛說月上女經,隋天竺三藏法師闍那崛多譯 ,23,179,金藏廣勝寺本 

446,大法鼓經,宋天竺三藏求那跋陀羅譯 ,23,195,麗藏本 金藏廣勝寺本 

447,大乘密嚴經,唐天竺三藏地婆訶羅奉制譯 ,23,215,金藏廣勝寺本 

448,文殊師利問菩薩署經,後漢月氏三藏菩薩支婁迦讖譯 ,23,249,金藏廣勝寺本 

449,佛說大乘造像功德經,大唐于闐三藏提雲般若奉制譯 ,23,262,麗藏本 金藏廣勝寺本 

450,蓮華面經,隋天竺三藏那連提耶舍譯 ,23,274,金藏廣勝寺本 

451,占察善惡業報經,天竺三藏菩提燈譯 ,23,288,金藏廣勝寺本 

452,廣大寶樓閣善住秘密陀羅尼經,大唐天竺三藏菩提流志奉詔譯 ,23,308,麗藏本 金藏廣勝寺本 

453,廣大寶樓閣善住秘密陀羅尼經(別本),唐三藏法師菩提流志奉詔譯 ,23,332,凊藏本 

454,五佛頂三昧陀羅尼經,大唐天竺三藏菩提流志奉詔譯 ,23,354,金藏廣勝寺本 

455,大陀羅尼末法中一字心咒經,大唐天竺三藏寶思惟奉詔譯 ,23,394,麗藏本 

456,一字佛頂輪王經,大唐南天竺三藏菩提流志譯 ,23,404,麗藏本 

457,大佛頂如來密因修證了義諸菩薩萬行首楞嚴經,大唐神龍元年中天竺沙門般剌密帝於廣州譯 ,23,480,金藏廣勝寺本 

458,大毗盧遮那成佛神變加持經,大唐天竺三藏善無畏共沙門一行譯 ,23,570,麗藏本 金藏廣勝寺本 

459,蘇婆呼童子請問經,唐天竺三藏輸波迦羅奉制譯 ,23,651,金藏廣勝寺本 

460,金剛頂瑜伽中略出念誦經,大唐南印度三藏金剛智譯 ,23,687,金藏廣勝寺本 

461,牟梨曼陀羅咒經,失譯人名今附梁錄 ,23,742,麗藏本 

462,蘇悉地羯羅供養法,大唐中印度三藏善無畏譯 ,23,762,麗藏本 金藏廣勝寺本 

463,蘇悉地羯囉經,大唐中天竺三藏輸波迦羅譯 ,23,782,麗藏本 

464,蘇悉地羯囉經(別本),唐中天竺三藏法師輸迦波羅譯 ,23,830,凊藏本 

465,觀自在菩薩授記,唐南天竺執師子國三藏不空譯 ,23,877,存目缺經 

466,七佛所說神呪經,晉代譯失三藏名今附東晉錄 ,23,878,麗藏本 金藏廣勝寺本 

467,大吉義神咒經,元魏昭玄統沙門釋曇曜譯 ,23,934,麗藏本 金藏廣勝寺本 

468,佛說文殊師利法寶藏陁羅尼經,大唐南印度三藏菩薩菩提流志譯 ,23,960,金藏廣勝寺本 

469,文殊師利寶藏陀羅尼經(別本),唐天竺三藏法師菩提流志譯 ,23,970,凊藏本 

470,金剛光焰止風雨陀羅尼經,大唐南印度三藏菩提流志譯 ,23,983,金藏廣勝寺本 

471,佛說安宅神咒經,後漢失譯人名 ,24,1,麗藏本 

472,佛說摩尼羅亶經,東晉天竺三藏竺曇無蘭譯 ,24,4,麗藏本 

473,佛說咒時氣病經,東晉天竺三藏竺曇無蘭譯 ,24,5,麗藏本 

474,佛說檀特羅麻油述經,東晉天竺三藏竺曇無蘭譯 ,24,5,麗藏本 

475,佛說辟除賊害咒經,東晉天竺三藏竺曇無蘭譯 ,24,5,麗藏本 

476,佛說咒小兒經,東晉天竺三藏竺曇無蘭譯 ,24,6,麗藏本 

477,佛說咒齒經,東晉天竺三藏竺曇無蘭譯 ,24,6,麗藏本 

478,佛說咒目經,東晉天竺三藏竺曇無蘭譯 ,24,6,麗藏本 

479,佛說安宅陀羅尼咒經,東晉天竺三藏竺曇無蘭譯 ,24,6,麗藏本 

480,佛說玄師颰陀所說神咒經,東晉天竺三藏竺曇無蘭譯 ,24,10,麗藏本 

481,幻師颰陀神咒經(別本),東晉天竺三藏竺曇無蘭譯 ,24,11,凊藏本 

482,佛說護諸童子陀羅尼經,元魏天竺三藏菩提流支譯 ,24,12,麗藏本 

483,六字大陀羅尼咒經,失譯人名今附梁錄 ,24,15,金藏廣勝寺本 

484,阿吒婆拘鬼神大將上佛陀羅尼神咒經,失譯人名今附梁錄 ,24,17,金藏廣勝寺本 

485,佛說大普賢陀羅尼經,失譯人名今附梁錄 ,24,21,金藏廣勝寺本 

486,佛說大七寶陀羅尼經,失譯人名今附梁錄 ,24,23,金藏廣勝寺本 

487,諸佛心陀羅尼經,大唐三藏法師玄奘奉詔譯 ,24,24,麗藏本 

488,阿彌陀鼓音聲王陀羅尼經,失譯人名今附梁錄 ,24,26,麗藏本 

489,八名普密陀羅尼經,大唐三藏法師玄奘奉詔譯 ,24,28,麗藏本 

490,拔濟苦難陀羅尼經,大唐三藏法師玄奘奉詔譯 ,24,29,麗藏本 

491,六門陀羅尼經,大唐三藏法師玄奘奉詔譯 ,24,31,麗藏本 

492,持世陀羅尼經,大唐三藏法師玄奘奉詔譯 ,24,32,麗藏本 

493,清淨觀世音普賢陀羅尼經,大唐總持寺沙門釋智通譯 ,24,35,麗藏本 

494,佛說千佛因緣經,後秦龜茲國三藏鳩摩羅什譯 ,24,39,麗藏本 

495,佛垂般涅槃略說教誡經,後秦龜茲國三藏鳩摩羅什奉詔譯 ,24,50,金藏廣勝寺本 

496,佛說莊嚴王陀羅尼咒經,三藏法師義淨奉制譯 ,24,56,金藏廣勝寺本 

497,佛說隨求即得大自在陀羅尼神咒經,大唐北印度迦濕彌羅國三藏寶思惟於天宮寺譯 ,24,59,金藏廣勝寺本 

498,佛說一切功德莊嚴王經,唐三藏法師義淨奉制譯 ,24,69,麗藏本 

499,諸佛集會陀羅尼經,唐三藏法師褆雲般若等奉制譯 ,24,77,金藏廣勝寺本 

500,佛說拔除罪障咒王經,三藏法師義淨奉制譯 ,24,80,金藏廣勝寺本 

501,百千印陀羅尼經,大周三藏實叉難陀奉制譯 ,24,82,金藏廣勝寺本 

502,百千印陀羅尼經(別本),唐于闐三藏實叉難陀譯 ,24,84,凊藏本 

503,香王菩薩陀羅尼咒經,三藏法師沙門義淨譯 ,24,85,麗藏本 

504,佛說善夜經,三藏法師義淨奉制譯 ,24,87,金藏廣勝寺本 

505,佛說鹿母經,西晉月氏國三藏竺法護譯 ,24,89,金藏廣勝寺本 

506,佛說鹿母經(別本),西晉三藏法師竺法護譯 ,24,93,凊藏本 

507,佛說賢首經,西秦沙門聖堅譯 ,24,97,金藏廣勝寺本 

508,佛說心明經,西晉月氏國三藏竺法護譯 ,24,100,金藏廣勝寺本 

509,佛說滅十方冥經,西晉月氏國三藏竺法護譯 ,24,104,金藏廣勝寺本 

510,佛說佛地經,三藏法師玄奘奉詔護譯 ,24,109,金藏廣勝寺本 

511,佛說魔逆經,西晉月氏國三藏竺法護譯 ,24,117,金藏廣勝寺本 

512,佛說魔逆經(別本),西晉三藏竺法護譯 ,24,128,麗藏本 

513,金剛頂經曼殊室利菩薩五字心陀羅尼品,大唐南印度摩賴耶國三藏金剛智奉制譯 ,24,140,麗藏本 

514,佛說月明菩薩經,南吳月支國居士支謙譯 ,24,147,金藏廣勝寺本 

515,佛說出生菩提心經,大隋北印度三藏闍那崛多譯 ,24,150,金藏廣勝寺本 

516,異出菩薩本起經,西晉居士聶道真譯 ,24,158,麗藏本 

517,佛說文殊師利般涅槃經,西晉居士聶道真譯 ,24,164,麗藏本 

518,佛說佛印三昧經,後漢安息國三藏安世高譯 ,24,167,麗藏本 

519,觀自在如意輪菩薩瑜伽法要,南天竺國三藏金剛智譯 ,24,169,金藏廣勝寺本 

520,虛空藏菩薩能滿諸願最勝心陀羅尼求聞持法,大唐中印度三藏善無畏奉制譯 ,24,175,麗藏本 

521,佛說救面然餓鬼陀羅尼神咒經,唐于闐三藏實叉難陀譯 ,24,178,麗藏本 

522,佛說甘露經陀羅尼咒,唐于闐三藏實叉難陀譯 ,24,180,麗藏本 

523,甘露陀羅尼呪,于闐三藏實叉難陀佛授記寺譯 ,24,181,麗藏本 

524,智炬陀羅尼經,唐三藏法師提雲般若等奉制譯 ,24,182,麗藏本 

525,諸法最上王經,隋北印度三藏闍那崛多譯 ,24,184,金藏廣勝寺本 

526,佛說德光太子經,西晉月氏國三藏竺法護譯 ,24,197,金藏廣勝寺本 

527,般泥洹後灌臘經,西晉月氏國三藏竺法護譯 ,24,211,麗藏本 

528,商主天子所問經,隋北印度三藏闍那崛多譯 ,24,212,金藏廣勝寺本 

529,寂照神變三摩地經,三藏法師玄奘奉詔譯 ,24,222,金藏廣勝寺本 

530,佛說八部佛名經,元魏天竺婆羅門瞿曇般若流支譯 ,24,230,金藏廣勝寺本 

531,離垢慧菩薩所問禮佛法經,大唐三藏那提譯 ,24,233,金藏廣勝寺本 

532,佛說堅固女經,隋北印度三藏那連提耶舍譯 ,24,237,金藏廣勝寺本 

533,佛說妙色王因緣經,三藏法師義淨奉制譯 ,24,241,金藏廣勝寺本 

534,右繞佛塔功德經,于闐國三藏沙門實叉難陀等奉制譯 ,24,244,金藏廣勝寺本 

535,佛臨涅槃記法住經,三藏法師玄奘奉詔譯 ,24,247,金藏廣勝寺本 

536,受持七佛名號所生功德經,大唐三藏法師玄奘奉詔譯 ,24,250,麗藏本 

537,大乘四法經,于闐國三藏法師實叉難陀奉制譯 ,24,253,麗藏本 

538,師子莊嚴王菩薩請問經,大唐中印度三藏那提譯，道宣綴文 ,24,258,金藏廣勝寺本 

539,佛說師子素馱娑王斷肉經,大唐沙門智嚴譯 ,24,261,金藏廣勝寺本 

540,差摩婆帝授記經,元魏北印度三藏菩提流支譯 ,24,264,金藏廣勝寺本 

541,有德女所問大乘經,唐南天竺國三藏菩提流志奉詔譯 ,24,267,麗藏本 

542,佛說不增不減經,元魏北印度三藏菩提流支譯 ,24,270,麗藏本 

543,佛說大乘流轉諸有經,大唐三藏法師義淨奉制譯 ,24,274,麗藏本 

544,佛為海龍王說法印經,大唐三藏法師義淨奉詔譯 ,24,276,麗藏本 

545,佛說造塔功德經,大唐中天竺三藏法師地婆訶羅唐言日照譯 ,24,277,麗藏本 

546,佛說大意經,宋天竺三藏求那跋陀羅譯 ,24,279,麗藏本 

547,優婆夷淨行法門經,僧祐錄云安公涼土異經附北涼錄 ,24,282,金藏廣勝寺本 

548,佛說金剛三昧本性清淨不壞不滅經,失譯經人名今附三秦錄 ,24,300,麗藏本 

549,佛說師子月佛本生經,新爲失譯人名附三秦錄 ,24,305,麗藏本 

550,佛說十二頭陀經,宋于闐國三藏求那跋陀羅譯 ,24,310,麗藏本 

551,佛說樹提伽經,宋于闐國三藏求那跋陀羅譯 ,24,314,麗藏本 

552,佛說樹提伽經(別本),劉宋天竺三藏求那跋陀羅譯 ,24,317,凊藏本 

553,長壽王經,僧祐錄云安公失譯經人名今附西晉錄 ,24,319,麗藏本 

554,佛說甚深大逥向經,僧祐錄中失譯人名今附宋錄 ,24,327,麗藏本 

555,佛說十吉祥經,失譯人名今附秦錄 ,24,330,麗藏本 

556,一切智光明仙人慈心因緣不食肉經,失譯人名今附秦錄 ,24,332,麗藏本 

557,佛說菩薩內習六波羅蜜經,後漢臨淮沙門嚴佛調譯 ,24,335,麗藏本 

558,佛說長者法志妻經,失譯人名今附涼錄 ,24,337,金藏廣勝寺本 

559,佛說菩薩投身飴餓虎起塔因緣經,北涼高昌國沙門法盛譯 ,24,340,金藏廣勝寺本 

560,佛說天王太子辟羅經,僧祐錄云關中異經今附秦錄 ,24,351,金藏廣勝寺本 

561,佛說長者女菴提遮師子吼了義經,失譯人名今附梁錄 ,24,353,麗藏本 

562,佛說法滅盡經,僧祐錄中失譯經人名今附未錄 ,24,358,金藏廣勝寺本 

563,佛說八大人覺經,後漢安息國三藏安世高譯 ,24,362,金藏廣勝寺本 

564,佛說薩羅國經,失譯人名今附東晉錄 ,24,364,金藏廣勝寺本 

565,佛說四輩經,西晉月氏國三藏竺法護譯 ,24,367,金藏廣勝寺本 

566,佛說三品弟子經,吳月氏國居士支謙譯 ,24,370,金藏廣勝寺本 

567,佛說過去世佛分衛經,西晉月氏國三藏竺法護譯 ,24,373,麗藏本 

568,佛說當來變經,西晉月氏國三藏竺法護譯 ,24,374,麗藏本 

569,佛說法常住經,僧祐錄云安公失譯經人名今附西晉錄 ,24,377,麗藏本 

570,金剛三昧經,北涼失譯人名 ,24,378,金藏廣勝寺本 

571,菩薩地持經,北涼中印度三藏曇無讖於姑臧譯 ,24,395,金藏廣勝寺本 麗藏本 凊藏本 

572,菩薩善戒經,宋罽賓三藏求那跋摩譯 ,24,562,麗藏本 金藏廣勝寺本 

573,佛說淨業障經,失譯人名今附秦錄 ,24,666,麗藏本 

574,優婆塞戒經,北涼中印度三藏曇無讖譯 ,24,675,麗藏本 金藏廣勝寺本 

575,梵網經盧舍那佛說菩薩心地戒品第十,後漢龜茲國三藏鳩摩羅什譯 ,24,764,金藏廣勝寺本 

576,受十善戒經,後漢失譯人名 ,24,798,金藏廣勝寺本 

577,佛藏經,姚秦龜茲三藏鳩摩羅什譯 ,24,809,麗藏本 金藏廣勝寺本 

578,菩薩瓔珞本業經,姚秦涼州沙門竺佛念譯 ,24,853,金藏廣勝寺本 

579,菩薩戒本(慈氏菩薩說),慈氏菩薩說，北涼天竺三藏曇無讖於姑臧譯 ,24,886,金藏廣勝寺本 

580,菩薩善戒經,宋罽賓沙門求那跋摩譯 ,24,893,麗藏本 

581,菩薩戒本(彌勒菩薩說),彌勒菩薩說，沙門玄奘奉詔譯 ,24,902,金藏廣勝寺本 

582,菩薩戒羯磨文(彌勒菩薩說),彌勒菩薩說，沙門玄奘奉詔譯 ,24,915,金藏廣勝寺本 

583,佛說菩薩內戒經,宋北印度三藏求那跋摩譯 ,25,1,金藏廣勝寺本 

584,優婆塞五戒威儀經,宋罽賓三藏求那跋摩譯 ,25,12,金藏廣勝寺本 

585,佛說文殊師利淨律經,西晉月氏國三藏竺法護譯 ,25,21,金藏廣勝寺本 

586,佛說文殊悔過經,西晉月氏國三藏竺法護譯 ,25,30,金藏廣勝寺本 

587,清淨毗尼方廣經,後秦龜茲國三藏鳩摩羅什譯 ,25,44,金藏廣勝寺本 

588,寂調音所問經,宋三藏法師法海奉詔譯 ,25,55,金藏廣勝寺本 

589,大乘三聚懺悔經,隋開皇年闍那崛多共笈多等於大興善寺譯 ,25,66,金藏廣勝寺本 

590,菩薩五法懺悔文,失譯人名今附梁錄 ,25,73,麗藏本 

591,菩薩藏經,梁扶南三藏僧伽婆羅譯 ,25,75,麗藏本 

592,三曼陀跋陀羅菩薩經,西晉居士聶道真譯 ,25,81,麗藏本 

593,菩薩受齋經,西晉居士聶道真譯 ,25,86,麗藏本 

594,佛說舍利弗悔過經,後漢安息國三藏安世高譯 ,25,88,麗藏本 

595,佛說法律三昧經,吳月支國居士支謙奉詔譯 ,25,92,麗藏本 

596,十善業道經,大唐于闐三藏實叉難陀奉制譯 ,25,99,麗藏本 

597,大智度論,龍樹菩薩造，後秦龜茲國三藏法師鳩摩羅什奉詔譯 ,25-26 ,103,麗藏本 金藏廣勝寺本 

598,十地論,天親菩薩造，後魏北印度三藏菩提流支譯 ,26,694,麗藏本 金藏廣勝寺本 

599,彌勒菩薩所問經論,後魏天竺三藏菩提流支譯 ,26,839,麗藏本 金藏廣勝寺本 

600,大寶積經論,後魏北印度三藏菩提流支譯 ,26,918,金藏廣勝寺本 

601,寶髻經四法憂波提舍,天親菩薩造，元魏烏萇國三藏毗目智仙譯 ,26,972,金藏廣勝寺本 

602,佛地經論,親光菩薩先進造，大唐三藏法師玄奘奉詔譯 ,27,1,金藏廣勝寺本 

603,金剛般若論,無著菩薩造，隋南印度三藏達磨笈多譯 ,27,68,麗藏本 金藏廣勝寺本 

604,金剛般若波羅蜜經論(別本),無著菩薩造，隋南天竺三藏法師達磨笈多譯 ,27,85,凊藏本 

605,能斷金剛般若波羅蜜多經論頌,無著菩薩造，三藏法師義淨奉制譯 ,27,108,金藏廣勝寺本 

606,能斷金剛般若波羅蜜多經論釋,無著菩薩造頌，世親菩薩釋，三藏法師義淨奉制譯 ,27,111,金藏廣勝寺本 

607,金剛般若波羅蜜經論,天親菩薩造，元魏天竺三藏菩提流支譯 ,27,131,金藏廣勝寺本 

608,金剛般若波羅蜜經破取著不壞假名論,功德施菩薩造，唐中天竺國沙門地婆訶羅奉詔譯 ,27,161,金藏廣勝寺本 

609,文殊師利菩薩問菩提經論,天親菩薩造，元魏天竺三藏菩提流支譯 ,27,181,金藏廣勝寺本 

610,妙法蓮華經論優波提舍,婆藪般豆菩薩造，元魏天竺三藏勒那摩提共僧朗等譯 ,27,199,麗藏本 

611,妙法蓮華經論優波提舍(別本),大乘論師婆藪槃豆菩薩造，元魏天竺三藏勒那摩提共僧朗等譯 ,27,214,凊藏本 

612,勝思惟梵天所問經論,天親菩薩造，後魏北印度三藏菩提流支譯 ,27,229,金藏廣勝寺本 

613,妙法蓮華經憂波提舍,大乘論師婆藪槃豆譯，後魏北天竺三藏菩提留支共沙門曇林等譯 ,27,270,麗藏本 金藏廣勝寺本 

614,遺教經論,天親菩薩造，真諦三藏譯 ,27,288,金藏廣勝寺本 

615,無量壽經優波提舍願生偈,婆藪槃豆菩薩造，元魏天竺三藏菩提流支譯 ,27,304,麗藏本 

616,涅槃經本有今無偈論,天親菩薩造，陳世真諦三藏於廣州譯 ,27,309,麗藏本 

617,涅槃論,婆藪槃豆作，沙門達磨菩提譯 ,27,313,麗藏本 

618,三具足經優波提舍,元魏天竺三藏毗目智仙譯 ,27,319,金藏廣勝寺本 

619,轉法輪經憂波提舍,元魏天竺三藏毗目智仙譯 ,27,330,金藏廣勝寺本 

620,瑜伽師地論,彌勒菩薩說，三藏法師玄奘奉詔譯 ,27-28 ,336,麗藏本 金藏廣勝寺本 

621,顯揚聖教論,無著菩薩造，三藏法師玄奘奉詔譯 ,28,418,麗藏本 金藏廣勝寺本 

622,大乘阿毗達磨集論,無著菩薩造，三藏法師玄奘奉詔譯 ,28,606,麗藏本 金藏廣勝寺本 

623,顯揚聖教論頌,無著菩薩造，三藏法師玄奘奉詔譯 ,28,664,麗藏本 

624,王法正理論,彌勒菩薩造，三藏法師玄奘奉詔譯 ,28,671,金藏廣勝寺本 

625,瑜伽師地論釋,最勝子等諸菩薩造，三藏法師玄奘奉詔譯 ,28,682,金藏廣勝寺本 

626,大乘阿毗達磨雜集論,安慧菩薩糅，大唐三藏法師玄奘奉詔譯 ,28,691,麗藏本 金藏廣勝寺本 

627,中論,龍樹菩薩造，姚秦三藏鳩摩羅什譯 ,28,835,金藏廣勝寺本 

628,般若燈論釋,偈本龍樹菩薩，釋論分別明菩薩，大唐中印度三藏波頗蜜多羅譯 ,28-29 ,907,麗藏本 金藏廣勝寺本 

629,十二門論,龍樹菩薩造，姚秦三藏鳩摩羅什譯 ,29,56,麗藏本 

630,十八空論,龍樹菩薩造，陳天竺三藏真諦譯 ,29,75,金藏廣勝寺本 

631,百論,提婆菩薩造，婆藪開士釋，姚秦三藏鳩摩羅什譯 ,29,89,金藏廣勝寺本 

632,廣百論本,聖天菩薩造，三藏法師玄奘奉詔譯 ,29,119,麗藏本 

633,大乘廣百論釋論,聖天菩薩本，護法菩薩釋，三藏法師玄奘奉詔譯 ,29,125,金藏廣勝寺本 

634,十住毗婆沙論,聖者龍樹造，後秦龜茲國三藏鳩摩羅什譯 ,29,239,麗藏本 金藏廣勝寺本 

635,菩提資糧論,聖者龍樹本，比丘自在釋，大隋南印度三藏達磨笈多譯 ,29,439,麗藏本 金藏廣勝寺本 

636,大乘莊嚴經論,無著菩薩造，大唐天竺三藏波羅颇蜜多羅譯 ,29,483,麗藏本 金藏廣勝寺本 

637,大莊嚴論經,馬鳴菩薩撰，後秦三藏鳩摩羅什譯 ,29,609,金藏廣勝寺本 

638,攝大乘論,無著菩薩造，真諦三藏譯 ,29,753,金藏廣勝寺本 

639,順中論義入大般若波羅蜜經初品法門,龍勝菩薩造，無著菩薩譯，元魏婆羅門瞿曇般若流支譯 ,29,790,金藏廣勝寺本 

640,攝大乘論釋,世親菩薩釋，陳天竺三藏真諦譯 ,29,809,麗藏本 金藏廣勝寺本 

641,攝大乘論,阿僧伽作，後魏世佛陀扇多於洛陽譯 ,30,1,金藏廣勝寺本 

642,攝大乘論本,無著菩薩造，三藏法師玄奘奉詔譯 ,30,29,金藏廣勝寺本 

643,攝大乘論釋論,世親菩薩造，隋天竺三藏笈多共行矩等譯 ,30,64,麗藏本 金藏廣勝寺本 

644,攝大乘論釋,世親菩薩造，三藏法師玄奘奉詔譯 ,30,155,麗藏本 金藏廣勝寺本 

645,攝大乘論釋,無性菩薩造，三藏法師玄奘奉詔譯 ,30,256,麗藏本 金藏廣勝寺本 

646,佛性論,天親菩薩造，真諦三藏法師翻譯 ,30,376,麗藏本 金藏廣勝寺本 

647,中邊分別論,天親菩薩造，陳天竺三藏真諦譯 ,30,423,麗藏本 金藏廣勝寺本 

648,決定藏論,梁天竺三藏真諦譯 ,30,446,麗藏本 金藏廣勝寺本 

649,究竟一乘寶性論,後魏中印度三藏勒那摩提譯 ,30,478,麗藏本 金藏廣勝寺本 

650,辯中邊論,世親菩薩造，大唐三藏法師玄奘奉詔譯 ,30,533,麗藏本 金藏廣勝寺本 

651,辯中邊論頌,彌勒菩薩說，三藏法師玄奘奉詔譯 ,30,556,金藏廣勝寺本 

652,業成就論,天親菩薩造，元魏天竺三藏毗目智仙譯 ,30,560,金藏廣勝寺本 

653,大乘成業論,世親菩薩造，大唐三藏法師玄奘奉詔譯 ,30,568,麗藏本 

654,因明正理門論本,大域龍菩薩造，大唐三藏法師玄奘奉詔譯 ,30,577,麗藏本 

655,成唯識寶生論,護法菩薩造，三藏法師義淨奉詔譯 ,30,586,麗藏本 金藏廣勝寺本 

656,因明正理門論,大域龍菩薩造，三藏法師義淨奉制譯 ,30,626,金藏廣勝寺本 

657,唯識三十論頌,世親菩薩造，三藏法師玄奘奉詔譯 ,30,636,金藏廣勝寺本 

658,因明入正理論,商羯羅主菩薩造，三藏法師玄奘奉詔譯 ,30,639,麗藏本 

659,唯識二十論,世親菩薩造，大唐三藏法師玄奘奉詔譯 ,30,643,麗藏本 

660,大乘唯識論,天親菩薩造，陳世真諦譯 ,30,648,金藏廣勝寺本 

661,顯識論,真諦三藏譯 ,30,656,金藏廣勝寺本 

662,轉識論,陳代真諦譯 ,30,665,金藏廣勝寺本 

663,唯識論,天親菩薩造，後魏瞿曇般若流支譯 ,30,670,金藏廣勝寺本 

664,成唯識論,護法菩薩等造，三藏法師玄奘奉詔譯 ,30,684,麗藏本 金藏廣勝寺本 

665,大丈夫論,提婆羅菩薩等造，三藏法師道泰譯 ,30,783,金藏廣勝寺本 

666,大乘起信論,馬鳴菩薩造，西印度三藏法師真諦譯 ,30,808,金藏廣勝寺本 

667,寶行王正論,陳天竺三藏真諦譯 ,30,823,金藏廣勝寺本 

668,大乘廣五薀論,安慧菩薩造，大唐中天竺三藏地婆訶羅奉詔譯 ,30,838,麗藏本 

669,大乘五薀論,世親菩薩造，三藏法師玄奘奉詔譯 ,30,847,麗藏本 

670,大乘掌珍論,清辯菩薩造，三藏法師玄奘奉詔譯 ,30,852,金藏廣勝寺本 

671,入大乘論,堅意菩薩造，北涼三藏法師道泰等譯 ,30,871,麗藏本 金藏廣勝寺本 

672,三無性論,真諦三藏于廣州制旨寺翻譯 ,30,896,金藏廣勝寺本 

673,大乘起信論,馬鳴菩薩造，大周于闐三藏實叉難陀奉製譯 ,30,918,金藏廣勝寺本 

674,發菩提心經論,天親菩薩造，後秦龜茲國三藏鳩摩羅什譯 ,30,934,金藏廣勝寺本 

675,如實論,陳天竺三藏真諦譯 ,30,952,金藏廣勝寺本 

676,方便心論,後魏西域三藏吉迦夜譯 ,30,966,金藏廣勝寺本 

677,觀所緣緣論,陳那菩薩造，三藏法師玄奘奉詔譯 ,30,977,金藏廣勝寺本 

678,無相思塵論,陳那菩薩造，陳西印度三藏法師真諦譯 ,30,979,金藏廣勝寺本 

679,觀所緣論釋,護法菩薩造，三藏法師義淨奉制譯 ,30,982,金藏廣勝寺本 

680,迴諍論,龍樹菩薩造，後魏三藏毗目智仙共瞿曇流支譯 ,30,988,麗藏本 

681,百字論,提婆菩薩造，後魏北印度三藏菩提流支譯 ,30,1003,麗藏本 

682,壹輸盧迦論,龍樹菩薩造，後魏瞿曇流支洛陽譯 ,30,1008,麗藏本 

683,六門教授習定論,無著菩薩本，世親菩薩釋，三藏法師義淨奉制譯 ,30,1010,麗藏本 

684,手杖論,尊者釋迦稱造，大唐三藏法師義淨奉詔譯 ,30,1016,麗藏本 

685,觀總相論頌,陳那菩薩造，三藏法師義淨奉制譯 ,30,1020,麗藏本 

686,取因假設論,陳那菩薩造，三藏法師義淨奉制譯 ,30,1021,麗藏本 

687,掌中論,陳那菩薩造，三藏法師義淨奉制譯 ,30,1026,麗藏本 

688,止觀門論頌,世親菩薩造，三藏法師義淨奉詔譯 ,30,1028,麗藏本 

689,大乘法界無差別論,堅慧菩薩造，大唐于闐三藏提雲般若等譯 ,30,1031,麗藏本 

690,大乘法界無差別論(一名如來藏經),堅慧菩薩造，大唐于闐三藏提雲般若譯 ,30,1035,麗藏本 

691,緣生論,聖者鬱楞迦造，大隋南印度三藏達磨笈多譯 ,30,1039,麗藏本 

692,提婆菩薩釋楞伽經中外道小乘涅槃論,提婆菩薩造，後魏北印度三藏菩提流支譯 ,30,1046,麗藏本 

693,解捲論,陳那菩薩造，陳西印度三藏真諦譯 ,30,1049,麗藏本 

694,大乘百法明門論,天親菩薩造，大唐三藏法師玄奘譯 ,30,1051,麗藏本 

695,提婆菩薩破楞伽經中外道小乘四宗論,提婆菩薩造，後魏北印度三藏菩提流支譯 ,30,1053,麗藏本 

696,十二因緣論,淨意菩薩造，後魏北印度三藏菩提流支譯 ,30,1056,麗藏本 

697,佛說長阿含經,後秦弘始年佛陀耶舍共竺佛念譯 ,31,1,麗藏本 金藏廣勝寺本 

698,中阿含經,東晉罽賓三藏瞿曇僧伽提婆譯，道祖筆受 ,31,300,麗藏本 金藏廣勝寺本 

699,增壹阿含經,東晉罽賓三藏瞿曇僧伽提婆譯 ,32,1,麗藏本 金藏廣勝寺本 

700,雜阿含經,宋天竺三藏求那跋陀羅譯 ,32-33 ,614,麗藏本 金藏廣勝寺本 

701,別譯雜阿含經,失譯人名今附秦錄 ,33,259,麗藏本 金藏廣勝寺本 

702,大般涅槃經,東晉平陽沙門釋法顯譯 ,33,464,金藏廣勝寺本 

703,佛般泥洹經,西晉河內沙門白法祖譯 ,33,493,麗藏本 金藏廣勝寺本 

704,般泥洹經,不載譯人附東晉錄 ,33,525,麗藏本 金藏廣勝寺本 

705,佛說人本欲生經,後漢安息三藏安世高譯 ,33,556,麗藏本 

706,佛說尸迦羅越六方禮經,後漢安息國三藏安世高譯 ,33,570,麗藏本 

707,佛說梵志阿颰經,吳月支國居士支謙譯 ,33,573,金藏廣勝寺本 

708,佛說寂志果經,東晉西域沙門竺曇無蘭譯 ,33,585,金藏廣勝寺本 

709,佛說梵網六十二見經,月支優婆塞支謙譯 ,33,597,金藏廣勝寺本 

710,起世經,三藏法師闍那崛多達摩笈多等譯 ,33,611,麗藏本 金藏廣勝寺本 

711,起世因本經,隋三藏闍那崛多等譯 ,33,715,麗藏本 金藏廣勝寺本 

712,大樓炭經,西晉沙門法立共法炬譯 ,33,813,麗藏本 金藏廣勝寺本 

713,佛說樓炭經(別本),西晉三藏法師立共法炬譯 ,33,876,凊藏本 

714,中本起經,後漢建安年康孟詳共竺大力譯 ,33,934,金藏廣勝寺本 

715,中本起經(別本),後漢三藏法師西域曇果共康孟詳譯 ,33,969,凊藏本 

716,長阿含十報法經,後漢安息國三藏安世高譯 ,33,995,麗藏本 

717,佛說七知經,吳月支國居士支謙譯 ,34,1,金藏廣勝寺本 

718,佛說樂想經,西晉月支國三藏竺法護譯 ,34,3,金藏廣勝寺本 

719,佛說離睡經,西晉月氏國三藏竺法護譯 ,34,5,金藏廣勝寺本 

720,佛說苦陰因事經,西晉沙門法炬譯 ,34,7,金藏廣勝寺本 

721,佛說是法非法經,後漢安息國三藏安世高譯 ,34,11,金藏廣勝寺本 

722,佛說苦陰經,失譯人名今附後漢錄 ,34,14,金藏廣勝寺本 

723,佛說阿那律八念經,後漢西域三藏支曜譯 ,34,18,金藏廣勝寺本 

724,佛說諸法本經,吳月支國居士支謙譯 ,34,22,金藏廣勝寺本 

725,弊魔試目連經,吳月支國居士支謙譯 ,34,23,麗藏本 

726,佛說鹹水喻經,失譯人名今附西晉錄 ,34,27,金藏廣勝寺本 

727,佛說求欲經,西晉三藏法師法炬譯 ,34,29,金藏廣勝寺本 

728,佛說梵志計水淨經,失譯人名附東晉錄 ,34,36,麗藏本 

729,佛說本相猗致經,後漢安處國三藏安世高譯 ,34,38,金藏廣勝寺本 

730,佛說頂生王故事經,西晉三藏法炬譯 ,34,40,金藏廣勝寺本 

731,佛說緣本致經,失譯人名今附東晉錄 ,34,44,金藏廣勝寺本 

732,佛說瞻婆比丘經,西晉三藏法師法炬譯 ,34,46,金藏廣勝寺本 

733,佛說文陀竭王經,北涼三藏曇無讖譯 ,34,49,金藏廣勝寺本 

734,佛說古來世時經,失譯人名附東晉錄 ,34,52,金藏廣勝寺本 

735,佛說一切流攝守因經,後漢安息國三藏安世高譯 ,34,56,麗藏本 

736,佛說伏婬經,西晉沙門釋法炬譯 ,34,60,金藏廣勝寺本 

737,佛說四諦經,後漢安息國三藏安世高譯 ,34,63,金藏廣勝寺本 

738,佛說阿耨風經,東晉西域沙門竺曇無蘭譯 ,34,69,金藏廣勝寺本 

739,佛說恒水經,西晉三藏法師法炬譯 ,34,74,金藏廣勝寺本 

740,佛說閻羅王五天使者經,宋沙門慧簡譯 ,34,77,金藏廣勝寺本 

741,佛說瞿曇彌記果經,宋三藏法師慧簡譯 ,34,80,麗藏本 

742,佛說䥫城泥犁經,東晉西域沙門竺曇無蘭譯 ,34,84,麗藏本 

743,佛說受歲經,西晉三藏竺法護譯 ,34,88,麗藏本 

744,佛說釋摩男本四子經,吳月支國居士支謙譯 ,34,92,麗藏本 

745,佛說漏分布經,後漢三藏安世高譯 ,34,95,金藏廣勝寺本 

746,佛說魔嬈亂經,失譯人名附後漢錄 ,34,99,金藏廣勝寺本 

747,佛說鸚鵡經,宋天竺三藏求那跋陀羅譯 ,34,104,麗藏本 

748,佛說四人出現世間經,宋天竺沙門求那跋陀羅譯 ,34,109,金藏廣勝寺本 

749,佛說食施獲五福報經,失譯人名今附東晉錄 ,34,112,金藏廣勝寺本 

750,食施獲五福報經(別本),失譯人名今附東晉錄 ,34,114,凊藏本 

751,佛說婆羅門子命終愛念不離經,後漢安息沙門安世高譯 ,34,115,金藏廣勝寺本 

752,優陂夷墮舍迦經,失譯人名今附宋錄 ,34,118,金藏廣勝寺本 

753,佛說三歸五戒慈心猒離功德經,失譯人名今附晉錄 ,34,121,金藏廣勝寺本 

754,佛說婆羅門避死經,後漢安息沙門安世高譯 ,34,122,金藏廣勝寺本 

755,佛說邪見經,失譯人名今附東晉錄 ,34,123,金藏廣勝寺本 

756,佛說數經,西晉沙門釋法炬譯 ,34,125,金藏廣勝寺本 

757,佛說鞞摩肅經,宋天竺三藏求那跋陀羅譯 ,34,129,金藏廣勝寺本 

758,佛說應法經,西晉三藏竺法護譯 ,34,132,金藏廣勝寺本 

759,佛說箭喻經,失譯人名今附東晉錄 ,34,135,金藏廣勝寺本 

760,佛說具法行經,安息三藏安世高譯 ,34,138,金藏廣勝寺本 

761,佛說齋經,吳月支國居士支謙譯 ,34,145,金藏廣勝寺本 

762,梵摩喻經,失譯人名今附東晉錄 ,34,148,金藏廣勝寺本 

763,佛說兜調經,失譯人名今附東晉錄 ,34,156,金藏廣勝寺本 

764,佛說十支居士八城人經,後漢安息國三藏安世高譯 ,34,159,金藏廣勝寺本 

765,佛說頻婆娑羅王詣佛供養經,西晉沙門法炬譯 ,34,161,金藏廣勝寺本 

766,頻毗娑羅王詣佛供養經(別本),西晉沙門釋法炬譯 ,34,166,麗藏本 

767,佛說善生子經,西晉沙門支法度譯 ,34,170,金藏廣勝寺本 

768,佛說意經,西晉月氏國三藏竺法護譯 ,34,175,金藏廣勝寺本 

769,佛說長者子六過出家經,宋沙門釋慧簡譯 ,34,177,金藏廣勝寺本 

770,佛說尊上經,西晉月氏國三藏竺法護譯 ,34,179,麗藏本 

771,佛說鴦掘摩經,西晉月氏國三藏竺法護譯 ,34,182,金藏廣勝寺本 

772,佛說阿含經須摩提女度眾生品,吳月氏國居士支謙譯 ,34,188,金藏廣勝寺本 

773,須摩提女經(別本),吳月支優婆塞支謙譯 ,34,194,凊藏本 

774,廣義法門經,陳天竺三藏真諦譯 ,34,202,金藏廣勝寺本 

775,佛說波斯匿王太后崩塵土坌身經,西晉沙門法炬譯 ,34,209,金藏廣勝寺本 

776,佛說泥犁經,東晉西域沙門竺曇無蘭譯 ,34,211,麗藏本 

777,佛說戒德香經,東晉天竺三藏竺曇無蘭譯 ,34,219,麗藏本 

778,梵志頞波羅延問種尊經,東晉西域三藏竺曇無蘭譯 ,34,221,金藏廣勝寺本 

779,佛為黃竹園老婆羅門說學經,失譯人名今附宋錄 ,34,226,金藏廣勝寺本 

780,佛說賴吒和羅經,吳月支國居士支謙譯 ,34,229,金藏廣勝寺本 

781,佛說須達經,蕭齊中印度三藏救那毗地譯 ,34,239,麗藏本 

782,佛說八正道經,後漢安息國三藏安世高譯 ,34,241,金藏廣勝寺本 

783,佛說鴦崛髻經,西晉沙門法炬譯 ,34,243,金藏廣勝寺本 

784,佛說難提釋經,西晉沙門法炬譯 ,34,248,金藏廣勝寺本 

785,佛說相應相可經,西晉沙門法炬譯 ,34,251,麗藏本 

786,佛說三轉法輪經,三藏法師義淨奉制譯 ,34,252,麗藏本 

787,五蘊皆空經,唐三藏法師義淨譯 ,34,255,凊藏本 

788,佛說四泥犁經,東晉西域沙門竺曇無蘭譯 ,34,256,麗藏本 

789,佛說水沫所漂經,東晉西域沙門竺曇無蘭譯 ,34,258,麗藏本 

790,佛說舍衛國王十夢經,附西晉錄 ,34,260,金藏廣勝寺本 

791,佛說十一想思念如來經,宋于闐國三藏求那跋陀羅譯 ,34,262,金藏廣勝寺本 

792,七佛父母姓字經,附前魏譯 ,34,264,金藏廣勝寺本 

793,佛說馬有八態譬人經,後漢西域三藏支曜譯 ,34,267,金藏廣勝寺本 

794,佛說大愛道般泥洹經,西晉河內沙門白法祖譯 ,34,269,金藏廣勝寺本 

795,舍衛國王夢見十事經,失譯 ,34,274,麗藏本 

796,緣起經,三藏法師玄奘奉詔譯 ,34,277,麗藏本 

797,佛說不自守意經,吳月支優婆塞支謙譯 ,34,279,麗藏本 

798,佛說七處三觀經,後漢安息國三藏安世高譯 ,34,280,麗藏本 

799,阿那邠（祝-兄+互）化七子經,後漢安息三藏安世高譯 ,34,295,金藏廣勝寺本 

800,國王不梨先泥十夢經,東晉天竺三藏曇無蘭譯 ,34,298,金藏廣勝寺本 

801,舍利弗摩訶目連遊四衢經,後漢康居國居士康孟詳譯 ,34,302,金藏廣勝寺本 

802,佛說滿願子經,附東晉錄 ,34,305,金藏廣勝寺本 

803,佛說力士移山經,晉世竺法護別譯 ,34,307,金藏廣勝寺本 

804,佛說聖法印經,西晉月氏國三藏竺法護譯 ,34,312,金藏廣勝寺本 

805,佛說阿難同學經,後漢安息國三藏安世高譯 ,34,314,金藏廣勝寺本 

806,佛說四未曾有法經,西晉三藏竺法護譯 ,34,317,麗藏本 

807,四未曾有經,西晉月氏國三藏竺法護譯 ,34,319,金藏廣勝寺本 

808,佛說轉法輪經,後漢安息三藏安世高譯 ,34,321,麗藏本 

809,五陰譬喻經,後漢安息三藏安世高譯 ,34,323,麗藏本 

810,治禪病秘要法,宋居士沮渠京聲譯 ,34,325,金藏廣勝寺本 

811,雜阿含經,失譯 ,34,345,金藏廣勝寺本 

812,佛說放牛經,後秦龜茲國三藏鳩摩羅什譯 ,34,359,麗藏本 

813,佛說枯樹經,失譯 ,34,362,麗藏本 

814,佛母般泥洹經,宋沙門慧簡譯 ,34,363,麗藏本 

815,佛說馬有三相經,後漢沙門支曜譯 ,34,368,麗藏本 

816,沙彌羅經,附三秦錄 ,34,369,金藏廣勝寺本 

817,玉耶經,東晉天竺三藏竺曇無蘭譯 ,34,371,金藏廣勝寺本 

818,佛說摩鄧女經,後漢安息國三藏安世高譯 ,34,376,金藏廣勝寺本 

819,佛說阿遬達經,宋天竺三藏求那跋陀羅譯 ,34,378,金藏廣勝寺本 

820,佛說鬼問目連經,後漢安息國三藏安世高譯 ,34,380,麗藏本 

821,佛說阿難問事佛吉凶經,後漢安息國三藏安世高譯 ,34,383,麗藏本 

822,阿難問事佛吉凶經(別本),後漢沙門安世高譯 ,34,386,凊藏本 

823,佛說摩登女解形中六事經,失譯附東晉錄 ,34,389,麗藏本 

824,餓鬼報應經,附東晉錄 ,34,391,金藏廣勝寺本 

825,佛說雜藏經,東晉沙門法顯譯 ,34,397,金藏廣勝寺本 

826,舍頭諫太子二十八宿經,西晉三藏竺法護譯 ,34,405,麗藏本 

827,修行本起經,後漢西域三藏竺夯共康孟詳譯 ,34,422,金藏廣勝寺本 

828,摩登伽經,吳天竺三藏竺律炎共支謙譯 ,34,449,金藏廣勝寺本 

829,五母子經,吳月氏國居士支謙譯 ,34,471,麗藏本 

830,五母子經(別本),吳優婆塞支謙譯 ,34,473,凊藏本 

831,佛說阿難分別經,乞伏秦沙門釋法堅譯 ,34,474,麗藏本 

832,佛說玉耶女經,失譯人名附西晉錄 ,34,478,麗藏本 

833,玉耶女經(別本),失譯人名今附西晉錄 ,34,480,凊藏本 

834,佛說慢法經,西晉沙門法炬譯 ,34,482,麗藏本 

835,佛說太子瑞應本起經,吳月支優婆塞支謙譯 ,34,484,麗藏本 

836,佛說長者音悅經,吳月支優婆塞支謙譯 ,34,509,麗藏本 

837,過去現在因果經,宋天竺三藏求那跋陀羅譯 ,34,513,麗藏本 金藏廣勝寺本 

838,四十二章經,後漢西域沙門迦葉摩騰共法蘭譯 ,34,570,麗藏本 

839,佛說四十二章經(別本),迦葉摩騰共竺法蘭奉詔譯，宋真宗皇帝註 ,34,576,凊藏本 

840,佛說海八德經,後秦龜茲國三藏鳩摩羅什譯 ,34,584,麗藏本 

841,龍王兄弟經,吳月支優婆塞支謙譯 ,34,586,麗藏本 

842,佛說罪業應報教化地獄經,後漢安息三藏安世高譯 ,34,588,麗藏本 

843,佛說㮈女祇域因緣經,後漢安息國三藏安世高譯 ,34,595,麗藏本 

844,佛說柰女耆婆經(別本),後漢安世高譯 ,34,607,凊藏本 

845,法海經,西晉沙門法炬譯 ,34,615,麗藏本 

846,佛說七女經,吳月支國居士支謙譯 ,34,617,麗藏本 

847,佛說蓱沙王五願經,吳支氏國居士支謙譯 ,34,621,麗藏本 

848,佛說八師經,吳月支國居士支謙譯 ,34,626,麗藏本 

849,佛說琉璃王經,西晉月氏國三藏竺法護譯 ,34,630,麗藏本 

850,所欲致患經,西晉月支三藏法護譯 ,34,636,麗藏本 

851,佛說堅意經,後漢安息國三藏安世高譯 ,34,640,麗藏本 

852,佛說三摩竭經,吳天竺沙門竺律炎譯 ,34,642,麗藏本 

853,阿闍世王問五逆經,西晉沙門法炬譯 ,34,647,麗藏本 

854,佛說貧窮老公經,宋沙門慧簡譯 ,34,650,麗藏本 

855,佛說貧窮老公經(別本),宋沙門釋慧簡譯 ,34,652,凊藏本 

856,得道梯橙錫杖經,失譯人名今附東晉錄 ,34,654,麗藏本 

857,佛說越難經,西晉居士聶承遠譯 ,34,659,麗藏本 

858,佛說進學經,宋居士沮渠京聲譯 ,34,661,麗藏本 

859,佛說淨飯王般涅槃經,宋居士沮渠京聲譯 ,34,662,麗藏本 

860,五苦章句經,東晉西域沙門竺曇無蘭譯 ,34,667,麗藏本 

861,禪秘要法經,後秦弘始年鳩摩羅什等於長安逍遙園譯 ,34,680,麗藏本 

862,生經,西晉三藏竺法護譯 ,34,729,麗藏本 金藏廣勝寺本 

863,佛說義足經,吳月支優婆塞支謙譯 ,34,802,麗藏本 

864,正法念處經,元魏婆羅門瞿曇般若流支譯 ,34-35 ,830,麗藏本 金藏廣勝寺本 

865,佛本行集經,三藏法師闍那崛多譯 ,35,588,麗藏本 金藏廣勝寺本 

866,本事經,三藏法師玄奘奉詔譯 ,36,1,麗藏本 金藏廣勝寺本 

867,佛說興起行經,後漢外國三藏康孟詳譯 ,36,73,金藏廣勝寺本 

868,佛為首迦長者說業報差別經,隋洋川郡守瞿曇法智譯 ,36,95,金藏廣勝寺本 

869,佛說大安般守意經,後漢三藏安世高譯 ,36,105,麗藏本 金藏廣勝寺本 

870,陰持入經,後漢安息國三藏安世高譯 ,36,129,金藏廣勝寺本 

871,佛說處處經,後漢安息國三藏安世高譯 ,36,155,金藏廣勝寺本 

872,佛說罵意經,後漢安息國三藏安世高譯 ,36,165,金藏廣勝寺本 

873,佛說分別善惡所起經,後漢安息國三藏安世高譯 ,36,176,金藏廣勝寺本 

874,佛說出家功德因緣經,後漢安息國三藏安世高譯 ,36,188,麗藏本 

875,佛說出家緣經(別本),後漢安息國三藏安世高譯 ,36,190,凊藏本 

876,佛說十八泥犁經,後漢安息國三藏安世高譯 ,36,191,麗藏本 

877,佛說阿含正行經,後漢安息國三藏安世高譯 ,36,196,麗藏本 

878,禪行法想經,後漢安息國三藏安世高譯 ,36,199,麗藏本 

879,佛說長者子懊惱三處經,後漢安息國三藏安世高譯 ,36,200,麗藏本 

880,佛說須摩提長者經,吳月支國居士支謙譯 ,36,202,金藏廣勝寺本 

881,佛說猘狗經,吳月支國居士支謙譯 ,36,208,金藏廣勝寺本 

882,佛說阿難四事經,吳月支國居士支謙譯 ,36,210,麗藏本 

883,佛說黑氏梵志經,吳月支國居士支謙譯 ,36,215,麗藏本 

884,佛說四願經,吳月支國居士支謙譯 ,36,218,麗藏本 

885,佛說未生冤經,吳月支國居士支謙譯 ,36,222,麗藏本 

886,佛說阿鳩留經,僧祐錄云安公古典經今附漢錄 ,36,225,麗藏本 

887,佛說八關齋經,宋居士沮渠京聲譯 ,36,228,麗藏本 

888,佛說分別經,西晉月氏國三藏竺法護譯 ,36,230,麗藏本 

889,佛說法受塵經,後漢安息國三藏安世高譯 ,36,234,麗藏本 

890,犍陀國王經,後漢安息國三藏安世高譯 ,36,235,麗藏本 

891,佛說孝子經,失譯人名今附西晉錄 ,36,237,麗藏本 

892,佛為阿支羅迦葉自化作苦經,失譯人名 ,36,240,凊藏本 

893,佛說見正經,東晉天竺三藏竺曇無蘭譯 ,36,242,麗藏本 

894,燈指因緣經,姚秦三藏鳩摩羅什譯 ,36,248,金藏廣勝寺本 

895,佛五百弟子自說本起偈經,西晉三藏竺法護譯 ,36,256,金藏廣勝寺本 

896,佛說四自侵經,西晉三藏竺法護譯 ,36,273,金藏廣勝寺本 

897,佛說自愛經,東晉天竺三藏竺曇無蘭譯 ,36,278,金藏廣勝寺本 

898,佛說罪福報應經,宋于闐國三藏求那跋陀羅譯 ,36,283,金藏廣勝寺本 

899,佛說輪轉五道罪福報應經(別本),劉宋三藏法師求那跋陀羅譯 ,36,286,凊藏本 

900,大魚事經,東晉天竺三藏竺曇無蘭譯 ,36,289,金藏廣勝寺本 

901,佛說大迦葉本經,西晉三藏竺法護譯 ,36,291,金藏廣勝寺本 

902,弟子死復生經,宋居士沮渠京聲譯 ,36,295,金藏廣勝寺本 

903,佛說佛大僧大經,宋居士沮渠京聲譯 ,36,301,金藏廣勝寺本 

904,佛說阿難七夢經,東晉天竺三藏竺曇無蘭譯 ,36,307,金藏廣勝寺本 

905,佛說摩達國王經,宋居士沮渠京聲譯 ,36,309,金藏廣勝寺本 

906,佛說中心經,東晉天竺三藏竺曇無蘭譯 ,36,311,金藏廣勝寺本 

907,佛說呵鵰阿那鋡經,東晉天竺三藏竺曇無蘭譯 ,36,318,麗藏本 

908,佛說末羅王經,宋居士沮渠京聲譯 ,36,320,金藏廣勝寺本 

909,佛說婦人遇辜經,西秦沙門聖堅譯 ,36,322,金藏廣勝寺本 

910,羅云忍辱經,西晉沙門法炬譯 ,36,324,金藏廣勝寺本 

911,佛說摩訶迦葉度貧母經,宋于闐國三藏求那跋陀羅譯 ,36,329,麗藏本 

912,十二品生死經,宋于闐國三藏求那跋陀羅譯 ,36,332,麗藏本 

913,佛說五恐怖世經,宋居士沮渠京聲譯 ,36,333,麗藏本 

914,佛說耶祇經,宋居士沮渠京聲譯 ,36,334,麗藏本 

915,佛說旃陀越國王經,宋居士沮渠京聲譯 ,36,336,麗藏本 

916,佛說五無反復經,宋居士沮渠京聲譯 ,36,338,麗藏本 

917,佛說五無返復經(別本),宋居士沮渠京聲譯 ,36,340,凊藏本 

918,佛說五無返復經(別本),宋居士沮渠京聲譯 ,36,342,凊藏本 

919,佛為年少比丘說正事經,西晉沙門法炬譯 ,36,344,麗藏本 

920,佛說沙曷比丘功德經,西晉沙門法炬譯 ,36,346,金藏廣勝寺本 

921,無垢優婆夷問經,後魏中印度三藏般若流支譯 ,36,349,金藏廣勝寺本 

922,佛說懈怠耕者經,宋沙門惠簡譯 ,36,351,麗藏本 

923,辯意長者子經,後魏沙門法塲譯 ,36,353,麗藏本 

924,佛說四天王經,宋涼州沙門智嚴共寶雲譯 ,36,363,麗藏本 

925,佛說時非時經,天竺三藏若羅嚴譯 ,36,365,麗藏本 

926,佛說時非時經(別本),天竺三藏法師若羅嚴譯 ,36,367,凊藏本 

927,佛說因緣僧護經,失譯人名今附東晉錄 ,36,370,麗藏本 

928,盧至長者因緣經,失譯人名今附東晉錄 ,36,383,麗藏本 

929,佛說梵摩難國王經,失譯人名今附西晉錄 ,36,390,金藏廣勝寺本 

930,比丘避女惡名欲自殺經,西晉沙門法炬譯 ,36,392,金藏廣勝寺本 

931,佛說九橫經,後漢安息國三藏安世高譯 ,36,393,金藏廣勝寺本 

932,佛說出家功德經,失譯人今附東晉錄 ,36,395,金藏廣勝寺本 

933,佛說無上處經,失譯人今附東晉錄 ,36,399,麗藏本 

934,身觀經,西晉竺法護譯 ,36,400,金藏廣勝寺本 

935,佛說羣牛譬經,西晉沙門法炬譯 ,36,403,金藏廣勝寺本 

936,佛說木槵子經,失譯人今附東晉錄 ,36,405,金藏廣勝寺本 

937,佛說禪行三十七品經,後漢安息國三藏安世高譯 ,36,407,金藏廣勝寺本 

938,佛說五王經,失譯人名今附東晉錄 ,36,409,麗藏本 

939,佛說護淨經,失譯人今附東晉錄 ,36,414,麗藏本 

940,佛說栴檀樹經,失譯人名今附漢錄 ,36,418,金藏廣勝寺本 

941,佛說孫多耶致經,吳月支國居士支謙譯 ,36,421,金藏廣勝寺本 

942,佛說賢者五福德經,西晉河內沙門白法祖譯 ,36,423,金藏廣勝寺本 

943,佛說八無暇有暇經,三藏法師義淨奉制譯 ,36,425,金藏廣勝寺本 

944,佛說療痔病經,大唐三藏義淨奉制譯 ,36,429,麗藏本 

945,佛說略教誡經,大唐三藏義淨奉制譯 ,36,430,麗藏本 

946,佛說譬喻經,大唐三藏法師義淨譯 ,36,431,麗藏本 

947,長爪梵志請問經,大唐三藏法師義淨奉制譯 ,36,432,麗藏本 

948,佛說無常經,大唐三藏法師義淨奉制譯 ,36,434,麗藏本 

949,佛說受新歲經,西晉月氏國三藏竺法護譯 ,36,438,麗藏本 

950,佛說新歲經,東晉天竺三藏曇無蘭譯 ,36,440,麗藏本 

951,比丘聽施經,東晉天竺三藏曇無蘭譯 ,36,444,麗藏本 

952,佛說鬼子母經,失譯人今附西晉錄 ,36,446,麗藏本 

953,佛說頞多和多耆經,失譯人今附西晉錄 ,36,449,麗藏本 

954,普達王經,失譯人今附西晉錄 ,36,451,麗藏本 

955,佛滅度後棺,失譯人名今附西晉錄 ,36,454,麗藏本 

956,天請問經,大唐三藏法師玄奘奉詔譯 ,36,457,麗藏本 

957,佛說父母恩難報經,後漢安息國三藏安世高譯 ,36,459,麗藏本 

958,摩訶僧祇律,東晉天竺三藏佛陀跋陀羅共法顯譯 ,36-37 ,460,麗藏本 金藏廣勝寺本 

959,十誦律,後秦北印度三藏弗若多羅共羅什譯 ,37-38 ,166,麗藏本 金藏廣勝寺本 凊藏本 

960,根本說一切有部毗奈耶,三藏法師義淨奉制譯 ,38,244,麗藏本 金藏廣勝寺本 

961,根本說一切有部苾蒭尼毗奈耶,三藏法師義淨奉制譯 ,38,754,麗藏本 金藏廣勝寺本 

962,根本說一切有部毗奈耶雜事,三藏法師義淨奉制譯 ,39,1,麗藏本 金藏廣勝寺本 

963,根本說一切有部尼陁,三藏法師義淨奉制譯 ,39,394,金藏廣勝寺本 

964,根本說一切有部目得迦,大唐三藏法師義淨奉制譯 ,39,435,金藏廣勝寺本 

965,根本說一切有部毗奈耶藥事,大唐三藏義淨奉制譯 ,39,475,麗藏本 

966,根本說一切有部毗奈耶破僧事,大唐三藏法師義淨奉制譯 ,39,614,麗藏本 

967,根本說一切有部毗奈耶出家事,大唐三藏義淨奉制譯 ,39,818,麗藏本 

968,根本說一切有部毗奈耶安居事,大唐三藏義淨奉制譯 ,39,851,麗藏本 

969,根本說一切有部毗奈耶隨意事,大唐三藏義淨奉制譯 ,39,857,麗藏本 

970,根本說一切有部毗奈耶皮革事,大唐三藏義淨奉制譯 ,39,863,麗藏本 

971,根本說一切有部毗奈耶羯恥那衣事,大唐三藏義淨奉制譯 ,39,877,麗藏本 

972,五分律,宋罽賓三藏佛陀什共竺道生等譯 ,39-40 ,880,麗藏本 金藏廣勝寺本 

973,四分律,姚秦罽賓三藏佛陀耶舍共竺佛念等譯 ,40-41 ,235,麗藏本 金藏廣勝寺本 

974,根本說一切有部苾蒭尼戒經,三藏法師義淨奉制譯 ,41,133,麗藏本 

975,根本說一切有部戒經,三藏法師義淨奉制譯 ,41,150,金藏廣勝寺本 

976,十誦比丘尼波羅提木叉戒本,宋長幹寺沙門釋法顯集出 ,41,165,金藏廣勝寺本 

977,十誦律比丘尼戒本(別本),宋長幹寺沙門法穎集出 ,41,181,凊藏本 

978,摩訶僧祇比丘尼戒本,東晉平陽沙門法顯共覺賢譯 ,41,195,金藏廣勝寺本 

979,比丘尼僧祇律波羅提木叉戒經(別本),東晉平陽沙門法顯共覺賢譯 ,41,214,凊藏本 

980,彌沙塞五分戒本,宋罽賓三藏佛陀什等譯 ,41,226,麗藏本 

981,五分戒本(別本),宋罽賓三藏佛陀什等譯 ,41,237,凊藏本 

982,十誦比丘波羅提木叉戒本,姚秦三藏鳩摩羅什譯 ,41,246,金藏廣勝寺本 

983,十誦律比丘戒本(別本),姚秦三藏鳩摩羅什譯 ,41,261,凊藏本 

984,摩訶僧祇律大比丘戒本,東晉天竺三藏佛陀跋陀羅譯 ,41,274,金藏廣勝寺本 

985,四分僧戒本,後秦世佛陀耶舍譯 ,41,290,金藏廣勝寺本 

986,五分比丘尼戒本,梁建初寺沙門釋明徽集 ,41,310,金藏廣勝寺本 

987,沙彌十戒法并威儀,附東晉（失譯） ,41,325,金藏廣勝寺本 

988,舍利弗問經,附東晉錄（失譯） ,41,339,金藏廣勝寺本 

989,四分尼戒本,西太原寺沙門懷素集 ,41,346,金藏廣勝寺本 

990,四分比丘尼戒本(別本),唐西太原寺沙門懷素依律集出 ,41,363,凊藏本 

991,四分比丘戒本,西太原寺沙門懷素集 ,41,379,金藏廣勝寺本 

992,解脫戒經,元魏波羅門瞿曇般若流支譯 ,41,396,金藏廣勝寺本 

993,沙彌威儀,宋罽賓三藏求那跋摩譯 ,41,409,金藏廣勝寺本 

994,沙彌尼戒經,在後漢錄（失譯） ,41,416,金藏廣勝寺本 

995,沙彌尼離戒文,附東晉錄（失譯） ,41,419,金藏廣勝寺本 

996,根本說一切有部百一羯磨,三藏法師義淨奉制譯 ,41,423,麗藏本 金藏廣勝寺本 

997,羯磨,沙門曇諦集 ,41,511,金藏廣勝寺本 

998,彌沙塞羯磨本,大開業寺沙門愛同錄五分羯磨 ,41,540,金藏廣勝寺本 

999,大沙門百一羯磨法,（失譯） ,41,563,金藏廣勝寺本 

1000,曇無德律部雜羯磨,曹魏天竺三藏康僧鎧譯 ,41,575,金藏廣勝寺本 

1001,四分比丘尼羯磨法,宋罽賓三藏求那跋摩譯 ,41,595,麗藏本 

1002,十誦羯磨比丘要用,宋沙門釋僧璩於楊都中興寺依律撰出 ,41,617,金藏廣勝寺本 

1003,優波離問佛經,宋元嘉年求那跋摩譯 ,41,631,金藏廣勝寺本 

1004,曇無德部四分律刪補隨機羯磨,京兆崇義寺沙門道宣集 ,41,645,金藏廣勝寺本 

1005,曇無德部四分律刪補隨機羯磨(別本),唐京兆崇義寺沙門道宣撰 ,41,680,凊藏本 

1006,僧羯磨,西太原寺沙門懷素集 ,41,721,麗藏本 金藏廣勝寺本 

1007,尼羯磨,西太原寺沙門懷素集 ,41,774,麗藏本 金藏廣勝寺本 

1008,根本說一切有部毗奈耶頌,尊者毗舍佉造，三藏法師義淨奉制譯 ,41,821,金藏廣勝寺本 

1009,大愛道比丘尼經,附北涼錄 ,41,871,金藏廣勝寺本 

1010,根本說一切有部毗奈耶尼陀那攝頌,三藏法師義淨奉制譯 ,41,892,金藏廣勝寺本 

1011,根本說一切有部略毗奈耶雜事攝頌,三藏法師義淨奉制譯 ,41,899,金藏廣勝寺本 

1012,佛說目連問戒律中五百輕重事經,失譯人名今附東晉錄 ,41,904,金藏廣勝寺本 

1013,佛說目連問戒律中五百輕重事經(別本),失譯人名今附東晉錄 ,41,915,凊藏本 

1014,佛說目連問戒律中五百輕重事(別本),失譯人名今附東晉錄 ,41,933,麗藏本 

1015,佛說優婆塞五戒相經,宋元嘉年求那跋摩譯 ,41,950,麗藏本 

1016,佛說迦葉禁戒經,宋居士沮渠京聲譯 ,41,959,金藏廣勝寺本 

1017,佛說戒消灾經,吳月支優婆塞支謙譯 ,41,962,金藏廣勝寺本 

1018,佛說犯戒罪報輕重經,後漢安息三藏安世高譯 ,41,966,麗藏本 

1019,根本薩婆多部律攝,尊者勝友集，三藏法師義淨奉制譯 ,42,1,麗藏本 金藏廣勝寺本 凊藏本 

1020,薩婆多部毗尼摩得勒伽經,宋元嘉年僧伽跋摩譯 ,42,197,麗藏本 金藏廣勝寺本 

1021,鼻奈耶,姚秦涼州沙門竺佛念譯 ,42,313,麗藏本 金藏廣勝寺本 凊藏本 

1022,善見毗婆沙律,簫齊外國三藏僧伽跋陀羅譯 ,42,429,麗藏本 金藏廣勝寺本 

1023,佛阿毗曇經出家相品(卷註:卷上,卷下),陳天竺三藏真諦譯 ,42,666,金藏廣勝寺本 

1024,毗尼母經,失譯人名今附秦 ,42,693,麗藏本 金藏廣勝寺本 

1025,大比丘三千威儀,後漢安息國三藏安世高譯 ,42,794,麗藏本 金藏廣勝寺本 

1026,薩婆多毗尼毗婆沙,失譯人名今附秦錄 ,42,826,麗藏本 金藏廣勝寺本 

1027,律二十二明了論,正量部弗陀多羅多法師造，陳天竺三藏真諦譯 ,42,945,金藏廣勝寺本 

1028,阿毗曇八犍度論,迦栴延子造，符秦罽賓三藏僧伽提婆共竺佛念譯 ,43,1,麗藏本 金藏廣勝寺本 

1029,阿毗達磨發智論,尊者迦多衍尼子造，三藏法師玄奘奉詔譯 ,43,303,麗藏本 金藏廣勝寺本 凊藏本 

1030,阿毗達磨法蘊足論,尊者大目乾連造，三藏法師玄奘奉詔譯 ,43,514,金藏廣勝寺本 

1031,阿毗達磨集異門足論,尊者舍利子說，三藏法師玄奘奉詔譯 ,43,628,麗藏本 金藏廣勝寺本 

1032,阿毗達磨識身足論,提婆設摩阿羅漢造，三藏法師玄奘奉詔譯 ,43,786,麗藏本 金藏廣勝寺本 

1033,阿毗達磨界身足論,尊者世友造，三藏法師玄奘奉詔譯 ,43,933,金藏廣勝寺本 

1034,阿毗達磨品類足論,尊者世友造，三藏法師玄奘奉詔譯 ,44,1,麗藏本 金藏廣勝寺本 

1035,眾事分阿毗曇論,尊者世友造，宋天竺三藏求那跋陀羅共菩提耶舍譯 ,44,145,金藏廣勝寺本 

1036,阿毗曇毗婆沙論,迦旃延子造，五百羅漢譯，北涼天竺沙門浮陀跋摩共道泰等譯 ,44,261,麗藏本 金藏廣勝寺本 

1037,阿毗達磨大毗婆沙論,五百大阿羅漢等造，三藏法師玄奘奉詔譯 ,45-46 ,1,麗藏本 金藏廣勝寺本 

1038,阿毗達磨俱舍釋論,婆藪槃豆造，陳天竺三藏真諦譯 ,46,755,麗藏本 金藏廣勝寺本 

1039,阿毗達磨俱舍論本頌,世親菩薩造，三藏法師玄奘奉詔譯 ,46,1027,麗藏本 

1040,阿毗達磨俱舍論,尊者世親造，三藏法師玄奘奉詔譯 ,47,1,金藏廣勝寺本 

1041,阿毗達磨順正理論,尊者眾賢造，三藏法師玄奘奉詔譯 ,47-48 ,271,麗藏本 金藏廣勝寺本 

1042,阿毗達磨藏顯宗論,尊者眾賢造，三藏法師玄奘奉詔譯 ,48,92,麗藏本 金藏廣勝寺本 

1043,阿毗曇心論經,法勝論，大德優波扇多釋，高齊天竺三藏那連提耶舍釋 ,48,451,麗藏本 金藏廣勝寺本 

1044,阿毗曇心論,晉太元元年僧伽提婆共惠遠於廬山譯 ,48,517,麗藏本 

1045,雜阿毗曇心論,尊者法救造，宋天竺三藏僧伽跋摩等譯 ,48,561,麗藏本 金藏廣勝寺本 

1046,阿毗曇甘露味論,尊者瞿沙造，曹魏代譯失三藏名 ,48,734,麗藏本 

1047,隨相論,德慧法師造，陳天竺三藏真諦譯 ,48,761,麗藏本 

1048,尊婆須蜜菩薩所集論,尊婆須蜜造，符秦罽賓三藏僧伽跋澄等譯 ,48,781,麗藏本 金藏廣勝寺本 

1049,入阿毗達磨論,塞建陀羅阿羅漢造，三藏法師玄奘奉詔譯 ,48,952,麗藏本 金藏廣勝寺本 

1050,三法度論,東晉罽賓三藏瞿曇僧伽提婆譯 ,48,969,麗藏本 金藏廣勝寺本 

1051,成實論,訶梨跋摩造，姚秦三藏鳩摩羅什譯 ,49,1,麗藏本 金藏廣勝寺本 

1052,佛說立世阿毗曇論,陳西印度三藏真諦譯 ,49,250,金藏廣勝寺本 

1053,解脫道論,阿羅漢優波底沙梁言大光造，梁扶南三藏僧伽婆羅譯 ,49,356,麗藏本 金藏廣勝寺本 

1054,舍利弗阿毗曇論,姚秦罽賓三藏曇摩崛多共曇摩耶舍等譯 ,49,486,麗藏本 金藏廣勝寺本 

1055,五事毗婆沙論,尊者法救造，三藏法師玄奘奉詔譯 ,49,858,金藏廣勝寺本 

1056,鞞婆沙論,迦旃延子造，符秦罽賓三Ï僧伽跋澄譯 ,49,872,麗藏本 金藏廣勝寺本 

1057,三彌底部論,失譯人名今附秦錄 ,50,1,麗藏本 金藏廣勝寺本 

1058,分別功德論,失譯人名附後漢錄 ,50,21,麗藏本 金藏廣勝寺本 

1059,四諦論,婆藪跋摩造，陳天竺三藏真諦譯 ,50,68,麗藏本 金藏廣勝寺本 

1060,十八部異執論,天友菩薩造，陳天竺三藏真諦譯 ,50,115,金藏廣勝寺本 

1061,十八部論,陳真諦譯 ,50,123,麗藏本 

1062,異部宗輪論,世友菩薩造，三藏法師玄奘譯 ,50,128,金藏廣勝寺本 

1063,佛說辟支佛因緣論,失譯人名今附秦錄 ,50,134,麗藏本 金藏廣勝寺本 

1064,大宗地玄文本論,馬鳴菩薩造，真諦三藏譯 ,50,149,麗藏本 

1065,釋摩訶衍論,龍樹菩薩造，姚秦三藏筏提摩多奉诏譯 ,50,194,麗藏本 

1066,佛本行經,宋涼州沙門釋寶雲譯 ,50,292,麗藏本 金藏廣勝寺本 

1067,佛所行讚,馬鳴菩薩造，北涼天竺三藏曇無讖譯 ,50,403,麗藏本 金藏廣勝寺本 

1068,撰集百緣經,吳月支優婆塞支謙譯 ,50,490,麗藏本 金藏廣勝寺本 

1069,出曜經,姚秦涼州沙門竺佛念譯 ,50,583,麗藏本 金藏廣勝寺本 

1070,賢愚經,宋沙門慧覺共威德在高昌譯 ,51,1,麗藏本 金藏廣勝寺本 

1071,修行道地經,西晉三藏竺法護譯 ,51,211,麗藏本 金藏廣勝寺本 宋資福藏本 

1072,僧伽羅(条*刂)所集經,符秦罽賓三藏僧伽跋澄等譯 ,51,341,麗藏本 金藏廣勝寺本 

1073,道地經,天竺須賴孥國三藏僧伽羅刹漢言眾護造，後漢安息國三藏安世高譯 ,51,399,金藏廣勝寺本 

1074,佛說百喻經,僧伽斯那撰，蕭齊天竺三藏求那毗地譯 ,51,416,麗藏本 金藏廣勝寺本 

1075,菩薩本緣經,僧伽斯那撰，吳月支優婆塞支謙字恭明譯 ,51,447,麗藏本 金藏廣勝寺本 

1076,大乘修行菩薩行門諸經要集,大唐至相寺沙門釋智嚴譯 ,51,482,麗藏本 金藏廣勝寺本 

1077,付法藏因緣傳,元魏西域三藏吉迦夜共曇曜譯 ,51,531,麗藏本 

1078,坐禪三昧經,姚秦三藏鳩摩羅什譯 ,51,582,麗藏本 

1079,四品學法經,宋天竺三藏求那跋陀羅譯 ,51,615,麗藏本 

1080,佛治身經,失譯人名今附西晉錄 ,51,617,麗藏本 

1081,佛說治意經,失譯人名今附西晉錄 ,51,618,麗藏本 

1082,惟日雜難經,吳月支優婆塞支謙譯 ,51,620,麗藏本 

1083,菩薩呵色欲法經,後秦三藏鳩摩羅什譯 ,51,629,麗藏本 

1084,佛說佛醫經,吳天竺沙門竺律炎共支越譯 ,51,630,麗藏本 

1085,佛入涅槃密迹金剛力士哀戀經,失譯人名今附秦錄 ,51,633,麗藏本 

1086,佛使比丘迦旃延說法沒盡偈百二十章,失譯人名今附西晉錄 ,51,637,麗藏本 

1087,迦葉赴佛般涅槃經,東晉西域沙門竺曇無蘭譯 ,51,641,麗藏本 

1088,雜寶藏經,元魏西域三藏吉迦夜共曇矅譯 ,51,644,麗藏本 金藏廣勝寺本 

1089,那先比丘經,失譯人名附東晉錄 ,51,749,金藏廣勝寺本 

1090,那先比丘經(別本),失譯人名附東晉錄 ,51,766,凊藏本 

1091,達摩多羅禪經,東晉天竺三藏佛陀跋陀羅譯 ,51,791,麗藏本 金藏廣勝寺本 

1092,禪法要解,姚秦三藏鳩摩羅什等於長安逍遙園譯 ,51,828,金藏廣勝寺本 

1093,舊雜譬喻經,吳天竺三藏康僧會譯 ,51,853,麗藏本 金藏廣勝寺本 

1094,五門禪經要用法,大禪師佛陀蜜多撰，宋罽賓三藏曇摩蜜多譯 ,51,877,金藏廣勝寺本 

1095,雜譬喻經,後漢月支沙門支婁迦讖譯 ,51,892,金藏廣勝寺本 

1096,佛說內身觀章句經,失譯人名在後漢錄 ,51,899,金藏廣勝寺本 

1097,法觀經,西晉月氏國三藏竺法護譯 ,51,902,金藏廣勝寺本 

1098,思維略要法,姚秦三藏羅什法師出 ,51,906,金藏廣勝寺本 

1099,禪要經,失譯人名在後漢錄 ,51,913,金藏廣勝寺本 

1100,佛說十二遊經,東晉西域沙門迦留陀伽譯 ,51,916,金藏廣勝寺本 

1101,阿育王經,梁扶南三藏僧伽婆羅譯 ,51,920,麗藏本 金藏廣勝寺本 

1102,雜譬喻經,失譯人名附後漢錄 ,52,1,麗藏本 金藏廣勝寺本 

1103,天尊說阿育王譬喻經,失譯人名附東晉錄 ,52,20,麗藏本 

1104,雜譬喻經,比丘道略集 ,52,25,金藏廣勝寺本 

1105,眾經撰雜譬喻,比丘道略集，姚秦羅什譯 ,52,41,宋資福藏本 

1106,阿育王傳,西晉安法欽譯 ,52,56,金藏廣勝寺本 

1107,阿育王息壞目因緣經,符秦天竺三藏曇摩難提譯 ,52,126,金藏廣勝寺本 

1108,四阿鋡暮抄解,阿羅漢婆素跋陀撰，符秦西域三藏鳩摩羅佛提等譯, ,52,148,金藏廣勝寺本 

1109,法句譬喻經,晉世沙門法句共法立譯 ,52,183,麗藏本 金藏廣勝寺本 

1110,法句經,尊者法救撰，吳天竺沙門維祇難等譯 ,52,258,金藏廣勝寺本 

1111,撰集三藏及雜藏傳,不載譯人名附東晉錄 ,52,291,麗藏本 

1112,阿含口解十二因緣經,後漢安息優婆塞都尉安玄共沙門嚴佛調譯 ,52,298,麗藏本 

1113,一百五十讃佛頌,尊者摩咥里制吒造，大唐沙門義淨於那爛陀寺譯 ,52,303,金藏廣勝寺本 

1114,六菩薩亦當誦持經,失譯附後漢錄 ,52,308,金藏廣勝寺本 

1115,讃觀世音菩薩頌,唐天后佛授記寺翻經沙門慧智奉制譯 ,52,310,金藏廣勝寺本 

1116,佛說小道地經,後漢天竺三藏支曜譯 ,52,313,金藏廣勝寺本 

1117,三慧經,失譯人名今附涼錄 ,52,316,金藏廣勝寺本 

1118,阿毗曇五法行經,後漢安息三藏安世高譯 ,52,324,麗藏本 

1119,迦葉結經,後漢安息三藏安世高譯 ,52,330,麗藏本 

1120,文殊師利發願經,東晉天竺三藏佛陀跋陀譯 ,52,335,麗藏本 

1121,金七十論,陳天竺三藏真諦譯 ,52,337,麗藏本 金藏廣勝寺本 

1122,無明羅,失譯人名附秦錄 ,52,373,麗藏本 金藏廣勝寺本 

1123,迦丁比丘說當來變經,失譯人名附宋錄 ,52,392,麗藏本 

1124,提婆菩薩傳,姚秦三藏鳩摩羅什譯 ,52,398,金藏廣勝寺本 

1125,龍樹菩薩傳,姚秦三藏鳩摩羅什譯 ,52,402,金藏廣勝寺本 

1126,龍樹菩薩傳(別本),姚秦三藏法師鳩摩羅什譯 ,52,405,凊藏本 

1127,請賓頭盧經,宋沙門釋慧簡譯 ,52,407,金藏廣勝寺本 

1128,馬鳴菩薩傳,後秦三藏鳩摩羅什譯 ,52,409,金藏廣勝寺本 

1129,龍樹菩薩勸誡王頌,大唐三藏法師義淨譯 ,52,412,麗藏本 

1130,分別業報略經,大勇菩薩撰，宋天竺三藏僧伽跋摩譯 ,52,417,麗藏本 

1131,勸發諸王要偈,龍樹菩薩撰，宋天竺三藏僧伽跋摩譯 ,52,422,金藏廣勝寺本 

1132,婆藪盤豆法師傳,陳天竺三藏法師真諦譯 ,52,427,麗藏本 

1133,賓頭盧突羅闍為優陁延王說法經,宋天竺三藏求那跋陀羅譯 ,52,435,麗藏本 

1134,龍樹菩薩為禪陁迦王說法要偈,宋罽賓三藏求那跋摩譯 ,52,440,金藏廣勝寺本 

1135,勝宗十句義論,勝者慧月造，三藏法師玄奘奉詔譯 ,52,445,金藏廣勝寺本 

1136,大阿羅漢難提蜜多羅所說法住記,大唐三藏法師玄奘奉詔譯 ,52,452,金藏廣勝寺本 

1137,地藏菩薩本願經,唐于闐國三藏沙門實叉難陀譯 ,52,457,凊藏本 

1138,釋迦譜,梁沙門釋僧祐撰 ,52,477,凊藏本 金藏廣勝寺本 

1139,釋迦方志,終南太一山釋氏 ,52,635,金藏廣勝寺本 

1140,釋迦氏譜,終南山釋氏 ,52,692,金藏廣勝寺本 

1141,經律異相,梁沙門僧旻寶唱等集 ,52-53 ,722,麗藏本 金藏廣勝寺本 

1142,陀羅尼雜集,未詳撰者今附梁錄 ,53,372,麗藏本 金藏廣勝寺本 

1143,諸經要集,西明寺沙門釋道世集 ,53,476,麗藏本 金藏廣勝寺本 

1144,出三藏記集,釋僧祐撰 ,53,840,麗藏本 金藏廣勝寺本 

1145,眾經目錄,隋沙門法經等撰 ,54,84,麗藏本 金藏廣勝寺本 

1146,歷代三寶紀,開皇十七年翻經學士臣費長房上 ,54,142,麗藏本 金藏廣勝寺本 

1147,眾經目錄,隋仁壽年翻經沙門及學士等撰 ,54,366,宋磧砂藏本 

1148,眾經目錄,釋靜泰撰 ,54,404,金藏廣勝寺本 

1149,大唐內典錄,京師西明寺釋氏撰 ,54,460,麗藏本 金藏廣勝寺本 凊藏本 

1150,大周刊定眾經目錄,大唐天後敇佛授記寺沙門明佺等撰 ,54,698,金藏廣勝寺本 

1151,古今譯經圖紀,沙門靖邁次 ,54,907,金藏廣勝寺本 

1152,續古今譯經圖紀,開元庚午歲西崇福寺沙門智昇撰 ,54,949,金藏廣勝寺本 

1153,續大唐內典錄,麟德元年於西明寺起首移總持寺釋氏撰畢 ,54,960,金藏廣勝寺本 

1154,開元釋教錄,庚午歲西崇敬福寺沙門智昇撰 ,55,1,麗藏本 金藏廣勝寺本 凊藏本 

1155,開元釋教錄略出,庚午歲西崇福寺沙門智昇撰 ,55,486,宋資福藏本 

1156,貞元新定釋教目錄,西京西明寺沙門圓照撰 ,55,539,麗藏本 

1157,大唐保大乙巳歲續貞元釋教錄,西都右街報恩禪院取經禪大德恒安集 ,55,989,麗藏本 

1158,大元至元法寶勘同總錄,元講經律論沙門慶吉祥等奉詔譯 ,56,1,凊藏本 

1159,大藏經綱目指要錄,東京法雲禪寺住持傳法佛國禪師惟白集 ,56,116,宋崇寧藏本 

1160,大藏一覽集,甯德優婆塞陳實謹編 ,56,251,日本大正藏本 

1161,大藏聖教法寶標目,元清源居士王古撰 ,56,473,凊藏本 

1162,高麗國新雕大藏校正別錄,沙門守其等奉敕校勘 ,56,589,麗藏本 

1163,一切經音義,翻經沙門玄應撰 ,56-57 ,813,麗藏本 金藏廣勝寺本 

1164,一切經音義,唐大慈恩寺翻經沙門玄應撰 ,57,135,明永樂南藏本 

1165,一切經音義,翻經沙門慧琳撰 ,57-59 ,398,麗藏本 

1166,續一切經音義,燕京崇仁寺沙門希麟集 ,59,353,麗藏本 

1167,新譯大方廣佛華嚴經音義,京兆府靜法寺沙門慧苑述 ,59,424,金藏廣勝寺本 

1168,新譯大方廣佛華嚴經音義(別本),京兆府靜法寺沙門慧苑述 ,59,481,麗藏本 

1169,紹興重雕大藏音,宣德郎新差監在京木炭場柳豫 ,59,510,宋資福藏本 

1170,新集藏經音義隨函錄,漢中沙門可洪撰 ,59-60 ,546,麗藏本 

1171,大唐西域記,三藏法師玄奘奉詔譯，大總持寺沙門辯機撰 ,60,611,麗藏本 金藏廣勝寺本 

1172,集古今佛道論衡,唐西明寺釋氏 ,60,757,麗藏本 金藏廣勝寺本 

1173,續集古今佛道論衡,大唐西崇福寺沙門釋智昇撰 ,60,849,金藏廣勝寺本 

1174,集沙門不應拜俗等事,弘福寺沙門釋彥悰纂錄 ,60,864,麗藏本 金藏廣勝寺本 

1175,集神州三寶感通錄,唐麟德元年終南山釋道宣撰 ,60,931,麗藏本 金藏廣勝寺本 

1176,大唐大慈恩寺三藏法師傳,沙門慧立本，釋彥悰箋 ,61,1,麗藏本 金藏廣勝寺本 

1177,大唐西域求法高僧傳,三藏法師義淨撰 ,61,139,麗藏本 金藏廣勝寺本 

1178,昔道人法顯從長安行西至天竺傳,東晉沙門釋法顯自記逰 ,61,168,金藏廣勝寺本 

1179,唐護法沙門法琳別傳,京弘福寺沙門彥琮撰 ,61,196,麗藏本 

1180,隋天台智者大師別傳,門人灌頂撰 ,61,220,凊藏本 

1181,高僧傳,梁會稽嘉祥寺沙門釋惠皎撰 ,61,231,金藏廣勝寺本 

1182,續高僧傳,大唐西明寺沙門釋道宣撰 ,61,487,麗藏本 金藏廣勝寺本 

1183,宋高僧傳,宋左街天壽寺通慧大師賜紫沙門贊寧等奉勑撰 ,62,1,凊藏本 

1184,明高僧傳,明天台山慈雲禪寺沙門釋如惺撰 ,62,307,凊藏本 

1185,神僧傳, ,62,358,明永樂北藏本 

1186,辯正論,唐沙門釋法琳撰 ,62,464,麗藏本 金藏廣勝寺本 

1187,破邪論,大唐濟法寺沙門釋法琳撰 ,62,608,麗藏本 金藏廣勝寺本 

1188,甄正論,大白馬寺僧玄嶷撰 ,62,650,金藏廣勝寺本 

1189,十門辯惑論,大慈恩寺沙門釋複禮撰 ,62,686,金藏廣勝寺本 

1190,弘明集,梁楊都建初寺釋僧祐撰 ,62,708,麗藏本 金藏廣勝寺本 

1191,廣弘明集,唐麟德元年西明寺沙門釋道宣撰 ,62-63 ,938,麗藏本 金藏廣勝寺本 

1192,南海寄歸內法傳,翻經三藏沙門義淨撰 ,63,467,金藏廣勝寺本 

1193,說罪要行法,翻經三藏法師義淨撰 ,63,530,金藏廣勝寺本 

1194,護命放生軌儀法,翻經三藏法師義淨撰 ,63,533,金藏廣勝寺本 

1195,受用三水要行法,翻經三藏法師義淨撰 ,63,535,金藏廣勝寺本 

1196,比丘尼傳,大莊嚴寺釋寶唱撰 ,63,538,金藏廣勝寺本 

1197,集諸經禮懺儀,大唐西崇福寺沙門智昇撰 ,63,583,金藏廣勝寺本 

1198,佛說大乘莊嚴寶王經,西天中印度惹爛馱囉國密林寺三藏賜紫沙門天息災奉詔譯 ,63,617,麗藏本 金藏廣勝寺本 

1199,佛說聖佛母小字般若波羅蜜多經,西天中印度惹爛馱囉國密林寺三藏賜紫沙門天息災奉詔譯 ,63,648,金藏廣勝寺本 

1200,佛說大乘聖無量壽決定光明王如來陀羅尼經,西天中印度摩伽陀國那爛陀寺傳教大師三藏賜紫沙門法天譯 ,63,651,金藏廣勝寺本 

1201,佛說無能勝幡王如來莊嚴陀羅尼經,西天北印度烏填曩國帝釋宮寺三藏賜紫沙門施護奉詔譯 ,63,655,金藏廣勝寺本 

1202,最勝佛頂陀羅尼經,西天中印度摩伽陀國那爛陀寺三藏沙門賜紫法天譯 ,63,658,金藏廣勝寺本 

1203,佛說大乘聖吉祥持世陀羅尼經,西天中印度摩伽陀國那爛陀寺傳教大師三藏賜紫沙門法天奉詔譯 ,63,661,金藏廣勝寺本 

1204,七佛讚唄伽他,西天中印度摩伽陀國那爛陀寺傳教大師三藏賜紫沙門法天奉詔譯 ,63,666,金藏廣勝寺本 

1205,大方廣總持寶光明經,西天中印度摩伽陀國那爛陀寺傳教大師三藏賜紫沙門法天奉詔譯 ,63,669,麗藏本 金藏廣勝寺本 

1206,佛說守護大千國土經,西天北印度烏填曩國帝釋宮寺傳法大師三藏沙門賜紫施護奉詔譯 ,63,704,麗藏本 

1207,佛說出生一切如來法眼徧照大力明王經,西天中印度摩伽陀國那爛陀寺三藏賜紫沙門法天奉詔譯 ,63,729,麗藏本 金藏廣勝寺本 

1208,分別善惡報應經,西天中印度惹爛馱囉國密林寺三藏明教大師賜紫沙門天息災奉詔譯 ,63,740,麗藏本 金藏廣勝寺本 

1209,佛說大乘善見變化文殊師利問法經,西天中印度惹爛馱囉國密林寺三藏明教大師賜紫沙門天息災奉詔譯 ,63,752,金藏廣勝寺本 

1210,佛說大乘日子王所問經,西天中印度摩伽陀國那爛陀寺三藏傳教大師賜紫沙門法天奉詔譯 ,63,756,金藏廣勝寺本 

1211,佛說大護明大陀羅尼經,西天中印度摩伽陀國那爛陀寺三藏傳教大師賜紫沙門法天奉詔譯 ,63,763,金藏廣勝寺本 

1212,佛說樓閣正法甘露鼓經,西天中印度惹爛馱囉國密林寺三藏明教大師賜紫沙門天息災奉詔譯 ,63,767,金藏廣勝寺本 

1213,佛說金耀童子經,西天中印度惹爛馱囉國密林寺三藏明教大師賜紫沙門天息災奉詔譯 ,63,771,金藏廣勝寺本 

1214,大寒林聖難拏陁羅尼經,西天中印度摩伽陀國那爛陀寺三藏傳教大師賜紫沙門法天奉詔譯 ,63,777,金藏廣勝寺本 

1215,佛說較量壽命經,西天中印度惹爛馱囉國密林寺三藏明教大師賜紫沙門天息災奉詔譯 ,63,781,金藏廣勝寺本 

1216,聖虛空藏菩薩陀羅尼經,西天中印度摩伽陀國那爛陀寺三藏傳教大師賜紫沙門法天奉詔譯 ,63,787,金藏廣勝寺本 

1217,佛頂放無垢光明入普門觀察一切如來心陀羅尼經,西天北印度烏填曩國帝釋宮寺三藏傳法大師賜紫沙門施護奉詔譯 ,63,792,麗藏本 

1218,佛說聖最上燈明如來陀羅尼經,西天北印度烏填曩國帝釋宮寺三藏傳法大師賜紫沙門施護奉詔譯 ,63,801,麗藏本 

1219,息除中夭陀羅尼經,西天北印度烏填曩國帝釋宮寺三藏傳法大師賜紫沙門施護奉詔譯 ,63,805,麗藏本 

1220,消除一切閃電障難隨求如意陁羅尼經,西天北印度烏填曩國帝釋宮寺三藏傳法大師賜紫沙門施護奉詔譯 ,63,807,金藏廣勝寺本 

1221,佛說嗟韈曩法天子受三歸依獲免惡道經,西天中印度摩伽陀國那爛陀寺三藏傳教大師沙門法天奉詔譯 ,63,810,金藏廣勝寺本 

1222,讚法界頌,聖龍樹菩薩造，西天北印度烏填曩國帝釋宮寺三藏傳法大師賜紫沙門施護奉詔譯 ,63,813,金藏廣勝寺本 

1223,佛說無能勝大明王陀羅尼經,西天中印度摩伽陀國那爛陀寺三藏傳教大師賜紫沙門法天奉詔譯 ,63,816,金藏廣勝寺本 

1224,佛說諸行有為經,西天中印度摩伽陀國那爛陀寺三藏傳教大師賜紫沙門法天奉詔譯 ,63,820,麗藏本 

1225,一切如來正法秘密篋印心陀羅尼經,西天北印度烏填曩國帝釋宮寺三藏傳法大師賜紫沙門施護奉詔譯 ,63,821,麗藏本 

1226,妙法聖念處經,西天中印度摩伽陀國那爛陀寺三藏傳教大師賜紫沙門法天奉詔譯 ,63,826,麗藏本 金藏廣勝寺本 

1227,佛說六道伽陀經,西天中印度摩伽陀國那爛陀寺三藏傳教大師賜紫沙門法天奉詔譯 ,63,871,麗藏本 

1228,勝軍化世百喻伽他經,中印度惹爛馱囉國密林寺三藏明教大師賜紫沙門天息災奉詔譯 ,63,874,麗藏本 

1229,法集要頌經,尊者法救集，西天中印度惹爛馱囉國密林寺三藏明教大師賜紫沙門天息災奉詔譯 ,63,878,麗藏本 金藏廣勝寺本 

1230,聖觀自在菩薩一百八名經,西天中印度惹爛馱囉國密林寺三藏明教大師賜紫沙門天息災奉詔譯 ,63,906,麗藏本 

1231,讚揚聖德多羅菩薩一百八名經,西天中印度惹爛馱囉國密林寺三藏明教大師賜紫沙門天息災奉詔譯 ,63,909,金藏廣勝寺本 

1232,菩提行經,聖龍樹菩薩集頌，西天中印度惹爛馱囉國密林寺三藏明教大師賜紫沙門天息災奉詔譯 ,63,913,麗藏本 金藏廣勝寺本 

1233,佛說大迦葉問大寶積正法經,西天譯經三藏朝散大夫試鴻臚少卿傳法大師施護奉詔譯 ,63,935,麗藏本 金藏廣勝寺本 

1234,佛說法集名數經,西天譯經三藏朝散大夫試鴻臚少卿傳法大師施護奉詔譯 ,63,961,金藏廣勝寺本 

1235,佛說沙彌十戒儀則經,西天譯經三藏朝散大夫試鴻臚少卿傳法大師施護奉詔譯 ,63,966,金藏廣勝寺本 

1236,聖持世陀羅尼經,西天譯經三藏朝散大夫試鴻臚少卿傳法大師施護奉詔譯 ,63,969,金藏廣勝寺本 

1237,十二緣生祥瑞經,西天譯經三藏朝散大夫試鴻臚少卿傳法大師施護奉詔譯 ,63,974,金藏廣勝寺本 

1238,無能勝大明心陀羅尼經,西天譯經三藏朝散大夫試鴻臚少卿傳法大師法天奉詔譯 ,63,984,金藏廣勝寺本 

1239,諸佛心印陀羅尼經,西天譯經三藏朝散大夫試鴻臚少卿傳法大師法天奉詔譯 ,63,987,金藏廣勝寺本 

1240,外道問聖大乘法無我義經,西天譯經三藏朝散大夫試鴻臚少卿傳法大師法天奉詔譯 ,63,990,金藏廣勝寺本 

1241,佛說苾芻五法經,西天譯經三藏朝散大夫試鴻臚少卿傳法大師法天奉詔譯 ,63,993,金藏廣勝寺本 

1242,佛說苾芻迦尸迦十法經,西天譯經三藏朝散大夫試鴻臚少卿傳法大師法天奉詔譯 ,63,997,金藏廣勝寺本 

1243,聖多羅菩薩一百八名陀羅尼經,西天譯經三藏朝散大夫試鴻臚少卿傳法大師法天奉詔譯 ,63,1000,金藏廣勝寺本 

1244,毘俱胝菩薩一百八名經,西天譯經三藏朝散大夫試鴻臚少卿傳法大師臣法天奉詔譯 ,63,1005,金藏廣勝寺本 

1245,金剛針論,法稱菩薩造，西天譯經三藏朝散大夫試鴻臚少卿傳法大師臣法天奉詔譯 ,63,1009,金藏廣勝寺本 

1246,佛說目連所問經,西天譯經三藏朝散大夫試鴻臚少卿傳法大師臣法天奉詔譯 ,63,1016,麗藏本 

1247,無能勝大明陀羅尼經,西天譯經三藏朝散大夫試鴻臚少卿傳法大師臣法天施護奉詔譯 ,63,1018,麗藏本 

1248,大方廣菩薩藏文殊師利根本儀軌經,西天譯經三藏朝散大夫試鴻臚少卿明教大師天息災奉詔譯 ,64,1,麗藏本 金藏廣勝寺本 

1249,佛說觀想佛母般若波羅蜜多菩薩經,西天譯經三藏朝散大夫試鴻臚少卿明教大師天息災奉詔譯 ,64,120,麗藏本 

1250,佛為娑伽羅龍王所說大乘經,西天譯經三藏朝散大夫試鴻臚少卿傳法大師施護奉詔譯 ,64,122,金藏廣勝寺本 

1251,佛說十號經,西天譯經三藏朝散大夫試鴻臚少卿明教大師天息災奉詔譯 ,64,128,麗藏本 

1252,佛說寶生陀羅尼經,西天譯經三藏朝散大夫試鴻臚少卿傳法大師施護奉詔譯 ,64,130,麗藏本 

1253,佛說蓮華眼陀羅尼經,西天譯經三藏朝散大夫試鴻臚少卿傳法大師施護奉詔譯 ,64,131,麗藏本 

1254,佛說大金剛香陁羅尼經,西天譯經三藏朝散大夫試鴻臚少卿傳法大師施護奉詔譯 ,64,132,麗藏本 

1255,大乘寶月童子問法經,西天譯經三藏朝散大夫試鴻臚少卿傳法大師施護奉詔譯 ,64,134,麗藏本 

1256,佛說一切如來安像三昧儀軌經,西天譯經三藏朝散大夫試鴻臚少卿傳法大師天施護奉詔譯 ,64,137,麗藏本 

1257,佛說大自在天子因地經,西天譯經三藏朝散大夫試鴻臚少卿傳法大師施護奉詔譯 ,64,141,麗藏本 

1258,廣大蓮華莊嚴曼拏羅滅一切罪陀羅尼經,西天譯經三藏朝散大夫試鴻臚少卿傳法大師施護奉詔譯 ,64,145,麗藏本 

1259,佛說如意摩尼陀羅尼經,西天譯經三藏朝散大夫試鴻臚少卿傳法大師施護奉詔譯 ,64,151,麗藏本 

1260,大金剛妙高山樓閣陀羅尼,西天譯經三藏朝散大夫試鴻臚少卿傳法大師施護奉詔譯 ,64,153,麗藏本 

1261,佛說普賢菩薩陀羅尼經,西天譯經三藏朝散大夫試鴻臚少卿傳教大師法天奉詔譯 ,64,158,麗藏本 

1262,妙臂菩薩所問經,西天譯經三藏朝散大夫試鴻臚少卿傳教大師法天奉詔譯 ,64,160,麗藏本 

1263,佛說寶藏神大明曼拏羅儀軌經,西天譯經三藏朝散大夫試鴻臚少卿傳教大師法天奉詔譯 ,64,187,麗藏本 金藏廣勝寺本 

1264,佛說聖寶藏神儀軌經,西天譯經三藏朝散大夫試鴻臚少卿傳教大師法天奉詔譯 ,64,197,麗藏本 

1265,一切如來大秘密王未曾有最上微妙大曼拏羅經,西天譯經三藏朝散大夫試鴻臚少卿明教大師天息災奉詔譯 ,64,206,麗藏本 

1266,佛說大摩里支菩薩經,西天譯經三藏朝散大夫試鴻臚少卿明教大師天息災奉詔譯 ,64,236,麗藏本 

1267,聖無能勝金剛火陀羅尼經,西天譯經三藏朝散大夫試鴻臚少卿傳教大師法天奉詔譯 ,64,278,麗藏本 

1268,佛說聖莊嚴陀羅尼經,西天譯經三藏朝散大夫試鴻臚少卿傳法大師施護奉詔譯 ,64,281,金藏廣勝寺本 

1269,佛說勝幡瓔珞陀羅尼經,西天譯經三藏朝散大夫試鴻臚少卿傳法大師施護奉詔譯 ,64,288,金藏廣勝寺本 

1270,佛說花積樓閣陀羅尼經,西天譯經三藏朝散大夫試鴻臚少卿傳法大師施護奉詔譯 ,64,291,金藏廣勝寺本 

1271,千轉大明陀羅尼經,西天譯經三藏朝散大夫試鴻臚少卿傳法大師施護奉詔譯 ,64,294,麗藏本 

1272,佛說智光滅一切業障陀羅尼經,西天譯經三藏朝散大夫試鴻臚少卿傳法大師施護奉詔譯 ,64,296,麗藏本 

1273,賢聖集伽陀一百頌,西天譯經三藏朝散大夫試鴻臚少卿明教大師天息災奉詔譯 ,64,298,金藏廣勝寺本 

1274,佛說聖大總持王經,西天譯經三藏朝散大夫試鴻臚少卿傳法大師施護奉詔譯 ,64,302,麗藏本 

1275,佛說尊勝大明王經,西天譯經三藏朝散大夫試鴻臚少卿傳法大師施護奉詔譯 ,64,305,麗藏本 

1276,佛說如意寶總持王經,西天譯經三藏朝散大夫試鴻臚少卿傳法大師施護奉詔譯 ,64,307,麗藏本 

1277,佛說持明藏八大總持王經,西天譯經三藏朝散大夫試鴻臚少卿傳法大師施護奉詔譯 ,64,309,麗藏本 

1278,佛說普賢曼拏羅經,西天譯經三藏朝散大夫試鴻臚少卿傳法大師施護奉詔譯 ,64,312,麗藏本 

1279,佛說最上意陀羅尼經,西天譯經三藏朝散大夫試鴻臚少卿傳法大師施護奉詔譯 ,64,316,麗藏本 

1280,佛說聖六字大明王陀羅尼經,西天譯經三藏朝散大夫試鴻臚少卿傳法大師施護奉詔譯 ,64,319,麗藏本 

1281,佛說大威德金輪佛頂熾盛光如來消除一切災難陀羅尼經,唐代失譯 ,64,321,麗藏本 

1282,佛說眾許摩訶帝經,西天譯經三藏朝散大夫試鴻臚少卿明教大師法賢奉詔譯 ,64,323,麗藏本 金藏廣勝寺本 

1283,佛說月光菩薩經,西天譯經三藏朝散大夫試鴻臚少卿明教大師法賢奉詔譯 ,64,401,麗藏本 

1284,佛說金光王童子經,西天譯經三藏朝散大夫試鴻臚少卿明教大師法賢奉詔譯 ,64,405,麗藏本 

1285,佛說布施經,西天譯經三藏朝散大夫試鴻臚少卿明教大師法賢奉詔譯 ,64,407,金藏廣勝寺本 

1286,揵稚梵讚,西天譯經三藏朝散大夫試鴻臚少卿明教大師法賢奉詔譯 ,64,410,金藏廣勝寺本 

1287,毗婆尸佛經,西天譯經三藏朝散大夫試鴻臚少卿傳教大師法天奉詔譯 ,64,416,金藏廣勝寺本 

1288,佛說文殊師利一百八名梵讚,西天譯經三藏朝散大夫試鴻臚少卿傳教大師法天奉詔譯 ,64,425,金藏廣勝寺本 

1289,佛說聖觀自在菩薩梵讚,西天譯經三藏朝散大夫試鴻臚少卿明教大師法賢奉詔譯 ,64,428,金藏廣勝寺本 

1290,佛說解憂經,西天譯經三藏朝散大夫試鴻臚少卿傳教大師法天奉詔譯 ,64,430,金藏廣勝寺本 

1291,佛說大三摩惹經,西天譯經三藏朝散大夫試鴻臚少卿傳教大師法天奉詔譯 ,64,433,金藏廣勝寺本 

1292,佛說聖曜母陀羅尼經,西天譯經三藏朝散大夫試鴻臚少卿傳教大師法天奉詔譯 ,64,437,麗藏本 

1293,佛說長者施報經,西天譯經三藏朝散大夫試鴻臚少卿傳教大師法天奉詔譯 ,64,440,金藏廣勝寺本 

1294,佛說七佛經,西天譯經三藏朝散大夫試鴻臚少卿傳教大師法天奉詔譯 ,64,445,麗藏本 

1295,佛一百八名讚,西天譯經三藏朝散大夫試鴻臚少卿傳教大師法天奉詔譯 ,64,451,金藏廣勝寺本 

1296,佛說毗沙門天王經,西天譯經三藏朝散大夫試鴻臚少卿傳教大師法天奉詔譯 ,64,454,金藏廣勝寺本 

1297,聖多羅菩薩梵讚,西天譯經三藏朝散大夫試鴻臚少卿傳法大師施護奉詔譯 ,64,460,金藏廣勝寺本 

1298,一切如來說佛頂輪王一百八名讚,西天譯經三藏朝散大夫試鴻臚少卿傳法大師施護奉詔譯 ,64,465,金藏廣勝寺本 

1299,增慧陀羅尼經,西天譯經三藏朝散大夫試鴻臚少卿傳法大師施護奉詔譯 ,64,467,金藏廣勝寺本 

1300,佛說四無所畏經,西天譯經三藏朝散大夫試鴻臚少卿傳法大師施護奉詔譯 ,64,469,金藏廣勝寺本 

1301,佛說聖最勝陀羅尼經,西天譯經三藏朝散大夫試鴻臚少卿傳法大師施護奉詔譯 ,64,472,金藏廣勝寺本 

1302,佛說徧照般若波羅蜜經,西天譯經三藏朝散大夫試鴻臚少卿傳法大師施護奉詔譯 ,64,476,金藏廣勝寺本 

1303,佛說帝釋般若波羅蜜多心經,西天譯經三藏朝散大夫試鴻臚少卿傳法大師施護奉詔譯 ,64,481,金藏廣勝寺本 

1304,佛說五十頌聖般若波羅蜜經,西天譯經三藏朝散大夫試鴻臚少卿傳法大師施護奉詔譯 ,64,485,金藏廣勝寺本 

1305,大乘舍黎娑擔摩經,西天譯經三藏朝散大夫試鴻臚少卿傳法大師施護奉詔譯 ,64,488,金藏廣勝寺本 

1306,佛說諸佛經,西天譯經三藏朝散大夫試鴻臚少卿傳法大師施護奉詔譯 ,64,493,金藏廣勝寺本 

1307,佛說大乘戒經,西天譯經三藏朝散大夫試鴻臚少卿傳法大師施護奉詔譯 ,64,496,金藏廣勝寺本 

1308,聖六字增壽大明陀羅尼經,西天譯經三藏朝散大夫試鴻臚少卿傳法大師施護奉詔譯 ,64,498,麗藏本 

1309,佛說大乘無量壽莊嚴經,西天譯經三藏朝散大夫試光祿卿明教大師法賢奉詔譯 ,64,500,金藏廣勝寺本 

1310,佛說佛母寶德藏般若波羅蜜經,西天譯經三藏朝c大夫試光祿卿明教大師法賢奉詔譯 ,64,516,金藏廣勝寺本 

1311,佛說薩鉢多酥哩踰捺野經,西天譯經三藏朝散大夫試光祿卿明教大師法賢奉詔譯 ,64,531,金藏廣勝寺本 

1312,佛說金剛手菩薩降伏一切部多大教王經,西天譯經三藏朝散大夫試鴻臚卿傳教大師法天奉詔譯 ,64,534,麗藏本 金藏廣勝寺本 

1313,最上大乘金剛大教寶王經,西天譯經三藏朝散大夫試鴻臚卿傳教大師法天奉詔譯 ,64,561,麗藏本 金藏廣勝寺本 

1314,佛說一切如來烏瑟膩沙最勝總持經,西天譯經三藏朝散大夫試鴻臚卿傳教大師法天奉詔譯 ,64,572,麗藏本 

1315,菩提心觀釋,西天譯經三藏朝散大夫試鴻臚卿傳教大師法天奉詔譯 ,64,577,金藏廣勝寺本 

1316,佛說護國尊者所問大乘經,西天譯經三藏朝散大夫試鴻臚卿傳Õ大師施護奉詔譯 ,64,580,金藏廣勝寺本 

1317,佛說金剛香菩薩大明成就儀軌經,西天譯經三藏朝散大夫試鴻臚卿傳法大師施護奉詔譯 ,64,603,金藏廣勝寺本 

1318,金剛薩埵說頻那夜迦天成就儀軌經,西天譯經三藏朝散大夫試光祿卿明教大師法賢奉詔譯 ,64,626,麗藏本 金藏廣勝寺本 

1319,佛說妙吉祥最勝根本大教經,西天譯經三藏朝散大夫試光祿卿明教大師法賢奉詔譯 ,64,654,麗藏本 金藏廣勝寺本 

1320,佛說幻化網大瑜伽教十忿怒明王大明觀想儀軌經,西天譯經三藏朝散大夫試光祿卿明教大師法賢奉詔譯 ,64,677,金藏廣勝寺本 

1321,佛說妙吉祥菩薩所問大乘法螺經,西天譯經三藏朝散大夫試光祿卿明教大師法賢奉詔譯 ,64,686,金藏廣勝寺本 

1322,佛說八大菩薩經,西天譯經三藏朝散大夫試光祿卿明教大師法賢奉詔譯 ,64,691,金藏廣勝寺本 

1323,佛說持明藏瑜伽大教尊那菩薩大明成就儀軌經,龍樹菩薩於持明藏西天譯經三藏朝散大夫試光祿卿明教大師法賢奉詔譯 ,64,694,麗藏本 金藏廣勝寺本 

1324,佛說妙吉祥瑜伽大教金剛陪囉嚩輪觀想成就儀軌經,西天譯經三藏朝散大夫試光祿卿明教大師法賢奉詔譯 ,64,720,金藏廣勝寺本 

1325,佛說大乘八大曼拏羅經,西天譯經三藏朝散大夫試光祿卿明教大師法賢奉詔譯 ,64,729,金藏廣勝寺本 

1326,迦葉仙人說醫女人經,西天譯經三藏朝散大夫試光祿卿明教大師法賢奉詔譯 ,64,732,金藏廣勝寺本 

1327,囉嚩拏說救療小兒疾病經,西天譯經三藏朝散大夫試光祿卿明教大師法賢奉詔譯 ,64,735,金藏廣勝寺本 

1328,佛說較量一切佛刹功德經,西天譯經三藏朝散大夫試光祿卿明教大師法賢奉詔譯 ,64,741,麗藏本 

1329,難你計濕嚩囉天說支輪經,西天譯經三藏朝散大夫試光祿卿明教大師法賢奉詔譯 ,64,742,麗藏本 

1330,佛說瑜伽大教王經,西天譯經三藏朝散大夫試光祿卿明教大師法賢奉詔譯 ,64,745,麗藏本 金藏廣勝寺本 

1331,佛說大乘觀想曼拏羅淨諸惡趣經,西天譯經三藏朝散大夫試光祿卿明教大師法賢奉詔譯 ,64,785,金藏廣勝寺本 

1332,佛說一切佛攝相應大教王經聖觀自在菩薩念誦儀軌,西天譯經三藏朝散大夫試光祿卿明教大師法賢奉詔譯 ,64,800,金藏廣勝寺本 

1333,聖金剛手菩薩一百八名梵讚,西天譯經三藏朝散大夫試光祿卿明教大師法賢奉詔譯 ,64,806,金藏廣勝寺本 

1334,佛說俱枳羅陀羅尼經,西天譯經三藏朝散大夫試光祿卿明教大師法賢奉詔譯 ,64,809,麗藏本 

1335,佛說消除一切災障寶髻陀羅尼經,西天譯經三藏朝散大夫試光祿卿明教大師法賢奉詔譯 ,64,809,麗藏本 

1336,佛說妙色陀羅尼經,西天譯經三藏朝散大夫試光祿卿明教大師法賢奉詔譯 ,64,811,麗藏本 

1337,佛說栴檀香身陀羅尼經,西天譯經三藏朝散大夫試光祿卿明教大師法賢奉詔譯 ,64,812,麗藏本 

1338,佛說鉢蘭那賒嚩哩大陀羅尼經,西天譯經三藏朝散大夫試光祿卿明教大師法賢奉詔譯 ,64,812,麗藏本 

1339,佛說宿命智陀羅尼經,西天譯經三藏朝散大夫試光祿卿明教大師法賢奉詔譯 ,64,813,麗藏本 

1340,佛說慈氏菩薩誓願陀羅尼經,西天譯經三藏朝散大夫試光祿卿明教大師法賢奉詔譯 ,64,814,麗藏本 

1341,佛說滅除五逆罪大陀羅尼經,西天譯經三藏朝散大夫試光祿卿明教大師法賢奉詔譯 ,64,814,麗藏本 

1342,佛說無量功德陀羅尼經,西天譯經三藏朝散大夫試光祿卿明教大師法賢奉詔譯 ,64,814,麗藏本 

1343,佛說十八臂陀羅尼經,西天譯經三藏朝散大夫試光祿卿明教大師法賢奉詔譯 ,64,815,麗藏本 

1344,佛說洛義陀羅尼經,西天譯經三藏朝散大夫試光祿卿明教大師法賢奉詔譯 ,64,815,麗藏本 

1345,佛說辟除諸惡陀羅尼經,西天譯經三藏朝散大夫試光祿卿明教大師法賢奉詔譯 ,64,816,麗藏本 

1346,佛三身讚,西天譯經三藏朝散大夫試光祿卿明教大師法賢奉詔譯 ,64,818,麗藏本 

1347,曼殊室利菩薩吉祥伽陀,西天譯經三藏朝散大夫試光祿卿明教大師法賢奉詔譯 ,64,819,麗藏本 

1348,寶授菩薩菩提行經,西天譯經三藏朝散大夫試光祿卿明教大師法賢奉詔譯 ,64,821,麗藏本 

1349,佛說八大靈塔名號經,西天譯經三藏朝散大夫試光祿卿明教大師法賢奉詔譯 ,64,827,麗藏本 

1350,八大靈塔梵讚,西天譯經三藏朝散大夫試光祿卿明教大師法賢奉詔譯 ,64,827,麗藏本 

1351,三身梵讚,西天譯經三藏朝散大夫試光祿卿明教大師法賢奉詔譯 ,64,828,麗藏本 

1352,佛說阿羅漢具德經,西天譯經三藏朝散大夫試光祿卿明教大師法賢奉詔譯 ,64,830,金藏廣勝寺本 

1353,佛說無畏陀羅尼經,西天譯經三藏朝散大夫試光祿卿明教大師法賢奉詔譯 ,64,836,金藏廣勝寺本 

1354,佛說大愛陀羅尼經,西天譯經三藏朝散大夫試光祿卿明教大師法賢奉詔譯 ,64,839,金藏廣勝寺本 

1355,佛說妙吉祥菩薩陀羅尼,西天譯經三藏朝散大夫試光祿卿明教大師法賢奉詔譯 ,64,842,金藏廣勝寺本 

1356,佛說無量壽大智陀羅尼,西天譯經三藏朝散大夫試光祿卿明教大師法賢奉詔譯 ,64,843,金藏廣勝寺本 

1357,佛說宿命智陀羅尼,西天譯經三藏朝散大夫試光祿卿明教大師法賢奉詔譯 ,64,843,金藏廣勝寺本 

1358,佛說慈氏菩薩陀羅尼,西天譯經三藏朝散大夫試光祿卿明教大師法賢奉詔譯 ,64,843,金藏廣勝寺本 

1359,佛說虛空藏菩薩陀羅尼,西天譯經三藏朝散大夫試光祿卿明教大師法賢奉詔譯 ,64,843,金藏廣勝寺本 

1360,佛說尊那經,西天譯經三藏朝散大夫試光祿卿明教大師法賢奉詔譯 ,64,845,麗藏本 

1361,大正句王經,西天譯經三藏朝散大夫試光祿卿明教大師法賢奉詔譯 ,64,848,金藏廣勝寺本 

1362,佛說聖多羅菩薩經,西天譯經三藏朝散大夫試光祿卿明教大師法賢奉詔譯 ,64,857,金藏廣勝寺本 

1363,佛說息除賊難陀羅尼經,西天譯經三藏朝散大夫試光祿卿明教大師法賢奉詔譯 ,64,861,金藏廣勝寺本 

1364,佛說延壽妙門陀羅尼經,西天譯經三藏朝散大夫試光祿卿明教大師法賢奉詔譯 ,64,863,金藏廣勝寺本 

1365,佛說秘密八名陀羅尼經,西天譯經三藏朝散大夫試光祿卿明教大師法賢奉詔譯 ,64,867,金藏廣勝寺本 

1366,佛說大吉祥陀羅尼經,西天譯經三藏朝散大夫試光祿卿明教大師法賢奉詔譯 ,64,869,麗藏本 

1367,佛說寶賢陀羅尼經,西天譯經三藏朝散大夫試光祿卿明教大師法賢奉詔譯 ,64,869,麗藏本 

1368,佛說觀自在菩薩母陀羅尼經,西天譯經三藏朝散大夫試光祿卿明教大師法賢奉詔譯 ,64,871,金藏廣勝寺本 

1369,佛說戒香經,西天譯經三藏朝散大夫試光祿卿明教大師法賢奉詔譯 ,64,874,金藏廣勝寺本 

1370,佛說一切如來名號陀羅尼經,西天譯經三藏朝散大夫試光祿卿明教大師法賢奉詔譯 ,64,876,麗藏本 

1371,佛說頻婆娑羅王經,西天譯經三藏朝奉大夫試光祿卿明教大師法賢奉詔譯 ,64,878,麗藏本 

1372,佛說信解智力經,西天譯經三藏朝奉大夫試光祿卿明教大師法賢奉詔譯 ,64,882,麗藏本 

1373,佛說舊城喻經,西天譯經三藏朝奉大夫試光祿卿明教大師法賢奉詔譯 ,64,886,麗藏本 

1374,佛說信佛功德經,西天譯經三藏朝奉大夫試光祿卿明教大師法賢奉詔譯 ,64,889,金藏廣勝寺本 

1375,佛說善樂長者經,西天譯經三藏朝奉大夫試光祿卿明教大師法賢奉詔譯 ,64,895,金藏廣勝寺本 

1376,佛說人仙經,西天譯經三藏朝奉大夫試光祿卿明教大師法賢奉詔譯 ,64,898,麗藏本 

1377,佛說法身經,西天譯經三藏朝奉大夫試光祿卿明教大師法賢奉詔譯 ,64,902,麗藏本 

1378,佛說決定義經,西天譯經三藏朝奉大夫試光祿卿明教大師法賢奉詔譯 ,64,905,金藏廣勝寺本 

1379,佛說最上秘密那拏天經,西天譯經三藏朝奉大夫試光祿卿明教大師法賢奉詔譯 ,64,912,麗藏本 金藏廣勝寺本 

1380,佛說帝釋所問經,西天譯經三藏朝奉大夫試光祿卿明教大師法賢奉詔譯 ,64,930,金藏廣勝寺本 

1381,佛說解夏經,西天譯經三藏朝奉大夫試光祿卿明教大師法賢奉詔譯 ,64,938,麗藏本 

1382,佛說四品法門經,西天譯經三藏朝奉大夫試光祿卿明教大師法賢奉詔譯 ,64,940,麗藏本 

1383,佛說護國經,西天譯經三藏朝奉大夫試光祿卿明教大師法賢奉詔譯 ,64,943,金藏廣勝寺本 

1384,佛說最上根本大樂金剛不空三昧大教王經,西天譯經三藏朝奉大夫試光祿卿明教大師法賢奉詔譯 ,64,950,麗藏本 金藏廣勝寺本 

1385,大唐開元釋教廣品歷章,京兆華嚴寺沙門釋玄逸撰 ,65,1,金藏廣勝寺本 

1386,大唐正元續開元釋教錄,西明寺翻經臨壇沙門圓照撰 ,65,183,金藏廣勝寺本 

1387,穢跡金剛禁百變法經,北天竺國三藏沙門阿質達霰譯 ,65,231,麗藏本 

1388,穢跡金剛說神通大滿陀羅尼法術靈要門,北天竺國三藏沙門阿質達霰譯 ,65,235,麗藏本 

1389,金剛恐怖集會方廣軌儀觀自在菩薩三世最勝心明王大威力烏樞瑟摩明王經,北天竺國三藏沙門阿質達霰譯 ,65,239,麗藏本 金藏廣勝寺本 

1390,普遍智藏般若波羅蜜多心經,摩竭提國三藏沙門法月重譯 ,65,273,麗藏本 

1391,金剛頂經瑜伽修習毗盧遮那三摩地法,大唐大弘教三藏沙門金剛智奉詔譯 ,65,274,麗藏本 

1392,千手千眼觀世音菩薩大身咒本,大唐大弘教三藏沙門金剛智奉詔譯 ,65,282,麗藏本 

1393,千手千眼觀自在菩薩廣大圓滿無礙大悲心陀羅尼咒本,大唐大弘教三藏沙門金剛智奉詔譯 ,65,283,麗藏本 

1394,不動使者陀羅尼秘密法,京大薦福寺三藏沙門金剛菩提奉詔譯 ,65,285,金藏廣勝寺本 

1395,金剛頂瑜伽念珠經,大興善寺三藏沙門不空奉詔譯 ,65,293,麗藏本 

1396,金剛頂一切如來真實攝大乘現證大教王經,大興善寺三藏沙門不空奉詔譯 ,65,294,麗藏本 

1397,大樂金剛不空真實三麽耶經,大興善寺三藏沙門不空奉詔譯 ,65,322,麗藏本 

1398,佛說大方廣曼殊室利經,大興善寺三藏沙門不空奉詔譯 ,65,326,麗藏本 

1399,一字奇特佛頂經,大興善寺三藏沙門不空奉詔譯 ,65,334,麗藏本 

1400,金剛恐怖集會方廣軌儀觀自在菩薩三世最勝心明王經,大興善寺三藏沙門不空奉詔譯 ,65,371,麗藏本 

1401,佛說出生無邊門陀羅尼經,大興善寺三藏沙門不空奉詔譯 ,65,385,金藏廣勝寺本 

1402,金剛頂經瑜伽文殊師利菩薩法一品(亦名五字呪法),大興善寺三藏沙門不空奉詔譯 ,65,392,麗藏本 

1403,阿唎多羅陀羅尼阿嚕力經,大興善寺三藏沙門不空奉詔譯 ,65,400,麗藏本 

1404,百千頌大集經地藏菩薩請問法身讚,大興善寺三藏沙門不空奉詔譯 ,65,417,金藏廣勝寺本 

1405,普賢菩薩行願讚,大興善寺三藏沙門不空奉詔譯 ,65,422,金藏廣勝寺本 

1406,大吉祥天女十二契一百八名無垢大乘經,大興善寺三藏沙門不空奉詔譯 ,65,426,麗藏本 

1407,底哩三昧邪不動尊威怒王使者念誦法,大興善寺三藏沙門不空奉詔譯 ,65,431,金藏廣勝寺本 

1408,底哩三昧耶不動使者念誦品(別本),特進試鴻臚卿大興善寺三藏沙門大廣智不空奉詔譯 ,65,441,房山石經本 

1409,十一面觀自在菩薩心密言念誦儀軌經,大興善寺三藏沙門不空奉詔譯 ,65,446,麗藏本 金藏廣勝寺本 

1410,一切如來心秘密全身舍利寶篋印陀羅尼經,大興善寺三藏沙門不空奉詔譯 ,65,461,金藏廣勝寺本 

1411,佛說一切如來金剛壽命陀羅尼經,南天竺國三藏金剛智共沙門智藏奉詔譯 ,65,467,金藏廣勝寺本 

1412,佛說大吉祥天女十二名號經,大興善寺三藏沙門不空奉詔譯 ,65,469,金藏廣勝寺本 

1413,佛說大吉祥天女十二名號經(別本),特進試鴻臚卿大興善寺三藏沙門大廣智不空奉詔譯 ,65,471,房山石經本 

1414,佛說大吉祥天女十二名號經(別本),大興善寺三藏沙門不空奉詔譯 ,65,472,麗藏本 

1415,金剛頂瑜伽經十八會指歸,大興善寺三藏沙門不空奉詔譯 ,65,473,金藏廣勝寺本 

1416,菩提場所說一字頂輪王經,特進試鴻臚卿大興善寺三藏沙門大廣智不空奉詔譯 ,65,480,麗藏本 金藏廣勝寺本 

1417,略述金剛頂瑜伽分別聖位修證法門,大興善寺三藏沙門不空奉詔譯 ,65,531,麗藏本 

1418,佛母大孔雀明王經,大興善寺三藏沙門不空奉詔譯 ,65,540,麗藏本 金藏廣勝寺本 

1419,大雲輪請雨經,大興善寺三藏沙門不空奉詔譯 ,65,576,金藏廣勝寺本 

1420,佛說雨寶陀羅尼經,大興善寺三藏沙門不空奉詔譯 ,65,591,金藏廣勝寺本 

1421,佛說穰麌梨童女經,三藏沙門大廣智不空奉詔譯 ,65,595,金藏廣勝寺本 

1422,觀自在菩薩化身蘘麌哩曳童女銷伏毒害陀羅尼經(別本),大興善寺三藏沙門不空奉詔譯 ,65,598,麗藏本 

1423,慈氏菩薩所說大乘緣生稻(草-早+幹)喻經,特進試鴻臚卿大興善寺三藏沙門大廣智不空奉詔譯 ,65,599,金藏廣勝寺本 

1424,大寶廣博樓閣善住秘密陀羅尼經,特進試鴻臚卿大興善寺三藏沙門大廣智不空奉詔譯 ,65,604,金藏廣勝寺本 

1425,菩提場莊嚴陀羅尼經,特進試鴻臚卿大興善寺三藏沙門大廣智不空奉詔譯 ,65,634,金藏廣勝寺本 

1426,除一切疾病陀羅尼經,大興善寺三藏沙門不空奉詔譯 ,65,647,麗藏本 

1427,能淨一切眼疾病陀羅尼經,大興善寺三藏沙門不空奉詔譯 ,65,649,麗藏本 

1428,佛說救拔焰口餓鬼陀羅尼經,大興善寺三藏沙門不空奉詔譯 ,65,651,麗藏本 

1429,佛說三十五佛名禮懺文,大興善寺三藏沙門不空奉詔譯 ,65,654,麗藏本 

1430,八大菩薩曼荼羅經,大興善寺三藏沙門不空奉詔譯 ,65,656,金藏廣勝寺本 

1431,葉衣觀自在菩薩經,特進試鴻臚卿大興善寺三藏沙門大廣智不空奉詔譯 ,65,659,金藏廣勝寺本 

1432,訶利帝母真言法,特進試鴻臚卿大興善寺三藏沙門大廣智不空奉詔譯 ,65,665,金藏廣勝寺本 

1433,毗沙門天王經,特進試鴻臚卿大興善寺三藏沙門大廣智不空奉詔譯 ,65,669,金藏廣勝寺本 

1434,觀自在菩薩說普賢陀羅尼經,特進試鴻臚卿大興善寺三藏沙門大廣智不空奉詔譯 ,65,675,金藏廣勝寺本 

1435,文殊問經字母品第十四,大興善寺三藏沙門不空奉詔譯 ,65,678,金藏廣勝寺本 

1436,金剛頂蓮華部心念誦儀軌,大興善寺三藏沙門不空奉詔譯 ,65,680,金藏廣勝寺本 

1437,金剛頂瑜伽千手千眼觀自在菩薩修行儀軌經,大興善寺三藏沙門不空奉詔譯 ,65,694,金藏廣勝寺本 

1438,無量壽如來修觀行供養儀軌,大興善寺三藏沙門不空奉詔譯 ,65,711,金藏廣勝寺本 

1439,阿閦如來念誦供養法,大興善寺三藏沙門不空奉詔譯 ,65,723,麗藏本 

1440,佛頂尊勝陀羅尼念誦儀軌法,大興善寺三藏沙門不空奉詔譯 ,65,731,麗藏本 

1441,金剛頂勝初瑜伽普賢菩薩念誦法,大興善寺三藏沙門不空奉詔譯 ,65,738,麗藏本 

1442,金剛王菩薩秘密念誦儀軌,大興善寺三藏沙門不空奉詔譯 ,65,743,金藏廣勝寺本 

1443,普賢金剛薩埵瑜伽念誦儀,特進試鴻臚卿大興善寺三藏沙門大廣智不空奉詔譯 ,65,751,金藏廣勝寺本 

1444,金剛頂瑜伽金剛薩埵五秘密修行念誦儀軌,大興善寺三藏沙門不空奉詔譯 ,65,762,金藏廣勝寺本 

1445,金剛壽命陀羅尼念誦法,大興善寺三藏沙門不空奉詔譯 ,65,770,麗藏本 

1446,瑜伽翳迦訖沙囉烏瑟尼沙斫訖囉真言安怛陀那儀則一字頂輪王瑜伽經,大興善寺三藏沙門不空奉詔譯 ,65,772,金藏廣勝寺本 

1447,仁王般若念誦法,大興善寺三藏沙門不空奉詔譯 ,65,778,金藏廣勝寺本 

1448,一字頂輪王念誦儀軌,大興善寺三藏沙門不空奉詔譯 ,65,783,麗藏本 

1449,一字頂輪王念誦儀軌(別本),依忉利天宮所說經譯 ,65,789,宋磧砂藏本 

1450,觀自在菩薩如意輪念誦儀軌,大興善寺三藏沙門不空奉詔譯 ,65,793,金藏廣勝寺本 

1451,觀自在如意輪菩薩念誦法,師子國三藏阿目佉奉詔譯 ,65,800,房山石經本 

1452,大虛空藏菩薩念誦法,大興善寺三藏沙門不空奉詔譯 ,65,803,麗藏本 

1453,瑜伽蓮華部念誦法,大興善寺三藏沙門不空奉詔譯 ,65,807,金藏廣勝寺本 

1454,甘露軍荼利菩薩供養念誦成就儀軌,特進試鴻臚卿大興善寺三藏沙門大廣智不空奉詔譯 ,65,812,金藏廣勝寺本 

1455,聖觀自在菩薩心真言瑜伽觀行儀軌,大興善寺三藏沙門不空奉詔譯 ,65,824,麗藏本 

1456,金剛頂經多羅菩薩念誦法,大興善寺三藏沙門不空奉詔譯 ,65,828,金藏廣勝寺本 

1457,大方廣佛華嚴經入法界品四十二字觀門,大興善寺三藏沙門不空奉詔譯 ,65,834,麗藏本 

1458,大聖文殊師利菩薩讚佛法身禮并序,大興善寺三藏沙門不空奉詔譯 ,65,838,金藏廣勝寺本 

1459,受菩提心戒儀,普賢瑜伽阿闍黎集，大興善寺三藏沙門不空奉詔譯 ,65,841,金藏廣勝寺本 

1460,金剛頂瑜伽三十七尊禮,大興善寺三藏沙門不空奉詔譯 ,65,844,金藏廣勝寺本 

1461,金剛頂經金剛界大道場毗盧遮那如來自受用身內證智眷屬法身異名佛最上乘秘密三摩地禮懺文,大興善寺三藏沙門不空奉詔譯 ,65,847,麗藏本 

1462,大樂金剛不空真實三昧邪經般若波羅蜜多理趣釋,大興善寺三藏沙門不空奉詔譯 ,65,851,金藏廣勝寺本 

1463,般若波羅蜜多理趣經大樂不空三昧真實金剛薩埵菩薩等一十七聖大曼荼羅義述,大興善寺三藏沙門不空奉詔譯 ,65,873,金藏廣勝寺本 

1464,金剛頂瑜伽護摩儀軌,師子國三藏沙門阿目佉跋折羅奉敕改名智藏譯 ,65,876,金藏廣勝寺本 

1465,陀羅尼門諸部要目,大興善寺三藏沙門不空奉詔譯 ,65,883,金藏廣勝寺本 

1466,都部陀羅尼目(別本),大興善寺三藏不空奉詔譯 ,65,888,房山石經本 

1467,大乘緣生論,聖者欎楞迦造，大興善寺三藏沙門不空奉詔譯 ,65,890,金藏廣勝寺本 

1468,七俱胝佛母所說准提陀羅尼經,大興善寺三藏沙門不空奉詔譯 ,65,898,麗藏本 

1469,大集大虛空藏菩薩所問經,大興善寺三藏沙門不空奉詔譯 ,65,910,麗藏本 

1470,仁王護國般若波羅蜜多經,大興善寺三藏沙門不空奉詔譯 ,65,970,麗藏本 金藏廣勝寺本 

1471,大聖文殊師利菩薩佛刹功德莊嚴經,特進試鴻臚卿大興善寺三藏沙門大廣智不空奉詔譯 ,65,989,金藏廣勝寺本 

1472,仁王護國般若波羅蜜多經陀羅尼念誦儀軌,大興善寺三藏沙門不空奉詔譯 ,65,1019,麗藏本 

1473,成就妙法蓮華經王瑜伽觀智儀軌,特進試鴻臚卿大興善寺三藏沙門大廣智不空奉詔譯 ,66,1,金藏廣勝寺本 

1474,大乘密嚴經,大興善寺三藏沙門不空奉詔譯 ,66,16,麗藏本 金藏廣勝寺本 

1475,金剛頂超勝三界經說文殊五字真言勝相,大興善寺三藏沙門不空奉詔譯 ,66,54,金藏廣勝寺本 

1476,五字陀羅尼頌,大興善寺三藏沙門不空奉詔譯 ,66,56,金藏廣勝寺本 

1477,金剛頂勝初瑜伽經中略出大樂金剛薩埵念誦儀,大興善寺三藏沙門不空奉詔譯 ,66,61,金藏廣勝寺本 

1478,大樂金剛薩埵修行成就儀軌,特進試鴻臚卿大興善寺三藏沙門大廣智不空奉詔譯 ,66,68,金藏廣勝寺本 

1479,大藥叉女歡喜母并愛子成就法,大興善寺三藏沙門不空奉詔譯 ,66,77,金藏廣勝寺本 

1480,普遍光明清淨熾盛如意寶印心無能勝大明王大隨求陀羅尼經(卷註:卷上,卷下),大興善寺三藏沙門不空奉詔譯 ,66,85,金藏廣勝寺本 

1481,聖閻曼德迦威怒王立成大神驗念誦法,大興善寺三藏沙門不空奉詔譯 ,66,109,金藏廣勝寺本 

1482,文殊師利菩薩根本大教王金翅鳥王品,大興善寺三藏沙門不空奉詔譯 ,66,123,金藏廣勝寺本 

1483,不空羂索毗盧遮那佛大灌頂光真言,特進試鴻臚卿大興善寺三藏沙門大廣智不空奉詔譯 ,66,130,金藏廣勝寺本 

1484,大威怒烏蒭澀麽儀軌經,大興善寺三藏沙門不空奉詔譯 ,66,132,麗藏本 

1485,佛說摩利支天菩薩陀羅尼經,唐大興善寺三藏沙門不空奉詔譯 ,66,140,麗藏本 

1486,佛說摩利支天經(別本),三藏沙門大廣智不空奉詔譯 ,66,142,凊藏本 

1487,聖迦抳忿怒金剛童子菩薩成就儀軌經,大興善寺三藏沙門不空奉詔譯 ,66,144,麗藏本 金藏廣勝寺本 凊藏本 

1488,佛為優填王說王法政論經,大興善寺三藏沙門大廣智不空奉詔譯 ,66,189,金藏廣勝寺本 

1489,金剛頂經一字頂輪王瑜伽一切時處念誦成佛儀軌,大興善寺三藏沙門大廣智不空奉詔譯 ,66,196,金藏廣勝寺本 

1490,大方廣如來藏經,大興善寺三藏沙門不空奉詔譯 ,66,204,金藏廣勝寺本 

1491,佛說一髻尊陀羅尼經,大興善寺三藏沙門大廣智不空奉詔譯 ,66,214,金藏廣勝寺本 

1492,速疾立驗魔䤈首羅天說阿尾奢法,大興善寺三藏沙門不空奉詔譯 ,66,223,麗藏本 

1493,大日經略攝念誦隨行法,大興善寺三藏沙門不空奉詔譯 ,66,226,麗藏本 

1494,大毗盧遮那成佛神變加持經略示七支念誦隨行法,大興善寺三藏沙門大廣智不空奉詔譯 ,66,228,金藏廣勝寺本 

1495,金剛頂經瑜伽文殊師利菩薩供養儀軌,大興善寺三藏沙門不空奉詔譯 ,66,231,麗藏本 

1496,大聖曼殊室利童子五字瑜伽法,大興善寺三藏沙門大廣智不空奉詔譯 ,66,240,金藏廣勝寺本 

1497,佛說木槵經,大興善寺三藏沙門大廣智不空奉詔譯 ,66,243,金藏廣勝寺本 

1498,金剛頂降三世大儀軌法王教中觀自在菩薩心真言一切如來蓮華大曼荼羅品,大興善寺三藏沙門大廣智不空奉詔譯 ,66,245,金藏廣勝寺本 

1499,文殊師利菩薩及諸仙所說吉凶時日善惡宿曜經,內供養三藏和尚不空奉詔譯 ,66,248,麗藏本 金藏廣勝寺本 

1500,金剛頂經觀自在王如來修行法,大興善寺三藏沙門大廣智不空奉詔譯 ,66,280,金藏廣勝寺本 

1501,金剛頂經瑜伽觀自在王如來修行法,唐南天竺國三藏金剛智譯 ,66,284,凊藏本 

1502,金剛頂瑜伽中發阿耨多羅三藐三菩提心論,大興善寺三藏沙門大廣智不空阿闍梨奉詔譯 ,66,291,金藏廣勝寺本 

1503,瑜伽金剛頂經釋字母品,大興善寺三藏沙門大廣智不空奉詔譯 ,66,297,金藏廣勝寺本 

1504,修習般若波羅蜜菩薩觀行念誦儀軌,大興善寺三藏沙門大廣智不空奉詔譯 ,66,300,金藏廣勝寺本 

1505,一字金輪王佛頂要略念誦法,大興善寺三藏沙門大廣智不空奉詔譯 ,66,306,金藏廣勝寺本 

1506,金剛頂瑜伽降三世成就極深密門,特進試鴻臚卿大廣智不空三藏與□行婆羅門徧智奉詔譯 ,66,309,金藏廣勝寺本 

1507,仁王般若陀羅尼釋,大興善寺三藏沙門不空奉詔譯 ,66,312,麗藏本 

1508,觀自在大悲成就瑜伽蓮華部念誦法門,大興善寺三藏沙門不空奉詔譯 ,66,317,金藏廣勝寺本 

1509,佛說大孔雀明王畫像壇場儀軌,大興善寺三藏沙門不空奉詔譯 ,66,325,麗藏本 

1510,怒王念誦儀軌法品,大興善寺三藏沙門大廣智不空共中天竺婆羅門僧徧智奉詔譯 ,66,329,金藏廣勝寺本 

1511,末利支提婆華鬘經,大興善寺三藏沙門大廣智不空奉詔譯 ,66,338,金藏廣勝寺本 

1512,大聖天歡喜雙身毗那夜迦法,大興善寺三藏沙門不空奉詔譯 ,66,346,麗藏本 

1513,觀自在菩薩如意輪瑜伽,大興善寺三藏沙門大廣智不空奉詔譯 ,66,349,金藏廣勝寺本 

1514,瑜伽集要焰口施食儀,唐三藏沙門不空奉詔譯 ,66,356,凊藏本 

1515,佛說熾盛光大威德消災吉祥陀羅尼經,唐特進試鴻臚卿三藏沙門大廣智不空奉詔譯 ,66,372,凊藏本 

1516,佛說一切佛攝相應大教王經聖觀自在菩薩念誦儀軌,西天譯經三藏朝散大夫試光祿卿明教大師施賢奉詔譯 ,66,375,麗藏本 

1517,大乘理趣六波羅蜜多經,大唐罽賓國三藏般若奉詔譯 ,66,380,麗藏本 金藏廣勝寺本 

1518,大花嚴長者問佛那羅延力經,罽賓國三藏般若共利言譯 ,66,478,麗藏本 

1519,般若波羅蜜多心經,罽賓國三藏般若共利言譯 ,66,479,麗藏本 

1520,十六大阿羅漢因果識見頌,天竺沙門闍那多迦譯 ,66,480,宋毘盧藏本 

1521,佛說聖最上燈明如來陀羅尼經,西天北印度烏填曩國帝釋嘗寺三藏傳法大師賜紫沙門施護奉詔譯 ,66,485,麗藏本 

1522,大方廣佛華嚴經,罽賓國三藏般若奉詔譯 ,66,489,麗藏本 金藏廣勝寺本 

1523,佛說十力經,三藏沙門勿提堤犀魚於安西蓮華寺譯 ,66,812,金藏廣勝寺本 

1524,佛說十力經,西天譯經三藏沙門勿提堤犀魚於安西蓮華寺譯 ,66,819,金藏廣勝寺本 

1525,佛說佛十力經,西天譯經三藏朝奉大夫試光祿卿傳法大師賜紫沙門施護奉詔譯 ,66,823,麗藏本 

1526,佛說迴向輪經,于闐三藏尸羅達摩於北庭龍興寺譯 ,66,826,金藏廣勝寺本 

1527,佛說十地經,于闐三藏沙門尸羅達摩于北庭龍興寺譯 ,66,829,麗藏本 金藏廣勝寺本 

1528,守護國界主陀羅尼經,罽賓國三藏沙門般若共牟尼室利譯 ,66,900,麗藏本 金藏廣勝寺本 

1529,大乘本生心地觀經,大唐罽賓國三藏般若奉詔譯 ,67,1,麗藏本 金藏廣勝寺本 

1530,大乘瑜伽金剛性海曼殊室利千臂千鉢大教王經,大興善寺三藏沙門大廣智不空奉詔譯 ,67,74,金藏廣勝寺本 

1531,佛說大生義經,西天譯經三藏朝奉大夫試鴻臚卿傳法大師施護奉詔譯 ,67,175,金藏廣勝寺本 

1532,佛說法印經,西天譯經三藏朝奉大夫試鴻臚卿傳法大師施護奉詔譯 ,67,181,金藏廣勝寺本 

1533,佛說未曾有正法經,西天譯經三藏朝奉大夫試鴻臚卿傳教大師法天奉詔譯 ,67,184,麗藏本 金藏廣勝寺本 

1534,佛說分別緣生經,西天譯經三藏朝奉大夫試鴻臚卿傳教大師法天奉詔譯 ,67,223,金藏廣勝寺本 

1535,佛說分別布施經,西天譯經三藏朝奉大夫試鴻臚卿傳法大師施護奉詔譯 ,67,226,金藏廣勝寺本 

1536,佛說大集會正法經,西天譯經三藏朝奉大夫試鴻臚卿傳法大師施護奉詔譯 ,67,230,麗藏本 金藏廣勝寺本 

1537,佛說園生樹經,西天譯經三藏朝奉大夫試鴻臚卿傳法大師施護奉詔譯 ,67,265,麗藏本 

1538,聖觀自在菩薩功德讚,西天譯經三藏朝奉大夫試鴻臚卿傳法大師施護奉詔譯 ,67,268,麗藏本 

1539,佛說了義般若波羅蜜多經,西天譯經三藏朝奉大夫試鴻臚卿傳法大師施護奉詔譯 ,67,271,麗藏本 

1540,佛說帝釋巖秘密成就儀軌,西天譯經三藏朝奉大夫試鴻臚卿傳法大師施護奉詔譯 ,67,274,麗藏本 

1541,佛說勝軍王所問經,西天譯經三藏朝奉大夫試鴻臚卿傳法大師施護奉詔譯 ,67,278,麗藏本 

1542,佛說一切如來金剛三業最上秘密大教王經,西天譯經三藏朝奉大夫試鴻臚卿傳法大師施護奉詔譯 ,67,283,麗藏本 金藏廣勝寺本 

1543,佛說最勝妙吉祥本智最上秘密一切名義三摩地分,西天譯經三藏朝奉大夫試鴻臚卿傳法大師施護奉詔譯 ,67,340,麗藏本 

1544,諸教決定名義論,聖慈氏菩薩造，西天譯經三藏朝奉大夫試鴻臚卿傳法大師施護奉詔譯 ,67,350,金藏廣勝寺本 

1545,佛說大方廣未曾有經善巧方便品,西天譯經三藏朝奉大夫試鴻臚卿傳法大師施護奉詔譯 ,67,354,金藏廣勝寺本 

1546,佛說輪王七寶經,西天譯經三藏朝奉大夫試鴻臚卿傳法大師施護奉詔譯 ,67,358,金藏廣勝寺本 

1547,佛說佛母出生三法藏般若波羅蜜多經,西天譯經三藏朝奉大夫試光祿卿傳法大師賜紫施護奉詔譯 ,67,362,麗藏本 金藏廣勝寺本 

1548,佛說大方廣善巧方便經,西天譯經三藏朝奉大夫試光祿卿傳法大師施護奉詔譯 ,67,524,麗藏本 金藏廣勝寺本 

1549,佛說大乘不思議神通境界經,西天譯經三藏朝奉大夫試光祿卿傳法大師施護奉詔譯 ,67,548,金藏廣勝寺本 

1550,佛說發菩提心破諸魔經,西天譯經三藏朝奉大夫試光祿卿傳法大師施護奉詔譯 ,67,566,金藏廣勝寺本 

1551,佛說聖佛母般若波羅蜜多經,西天譯經三藏朝奉大夫試光祿卿傳法大師施護奉詔譯 ,67,576,金藏廣勝寺本 

1552,佛說給孤長者女得度因緣經,西天譯經三藏朝奉大夫試光祿卿傳法大師施護奉詔譯 ,67,579,金藏廣勝寺本 

1553,佛說大集法門經,西天譯經三藏朝奉大夫試光祿卿傳法大師施護奉詔譯 ,67,596,金藏廣勝寺本 

1554,集諸法寶最上義論,善寂菩薩造，西天譯經三藏朝奉大夫試光祿卿傳法大師施護奉詔譯 ,67,609,麗藏本 金藏廣勝寺本 

1555,佛說淨意優婆塞所問經,西天譯經三藏朝奉大夫試光祿卿傳法大師施護奉詔譯 ,67,619,麗藏本 

1556,菩提心離相論,龍樹菩薩造，西天譯經三藏朝奉大夫試光祿卿傳法大師施護奉詔譯 ,67,623,金藏廣勝寺本 

1557,大乘破有論,龍樹菩薩造，西天譯經三藏朝奉大夫試光祿卿傳法大師施護奉詔譯 ,67,629,金藏廣勝寺本 

1558,一切如來說佛頂輪王一百八名讚,西天譯經三藏朝奉大夫試鴻臚卿傳法大師施護奉詔譯 ,67,632,麗藏本 

1559,佛說無二平等最上瑜伽大教王經,西天譯經三藏朝奉大夫試光祿卿傳法大師施護奉詔譯 ,67,633,麗藏本 金藏廣勝寺本 

1560,集大乘相論,覺吉祥智菩薩造，西天譯經三藏朝奉大夫試光祿卿傳法大師賜紫施護奉詔譯 ,67,667,麗藏本 金藏廣勝寺本 

1561,佛說佛母般若波羅蜜多大明觀想儀軌,西天譯經三藏朝奉大夫試光祿卿傳法大師賜紫施護奉詔譯 ,67,677,金藏廣勝寺本 

1562,佛說光明童子因緣經,西天譯經三藏朝奉大夫試光祿卿傳法大師賜紫施護奉詔譯 ,67,681,麗藏本 金藏廣勝寺本 

1563,佛說入無分別法門經,西天譯經三藏朝奉大夫試光祿卿傳法大師賜紫施護奉詔譯 ,67,702,金藏廣勝寺本 

1564,佛說寶帶陀羅尼經,西天譯經三藏朝奉大夫試光祿卿傳法大師賜紫施護奉詔譯 ,67,706,金藏廣勝寺本 

1565,六十頌如理論,龍樹菩薩造，西天譯經三藏朝奉大夫試光祿卿傳法大師賜紫施護奉詔譯 ,67,712,金藏廣勝寺本 

1566,佛說金身陀羅尼經,西天譯經三藏朝奉大夫試光祿卿傳法大師賜紫施護奉詔譯 ,67,716,金藏廣勝寺本 

1567,佛說金剛場莊嚴般若波羅蜜多教中一分,西天譯經三藏朝奉大夫試光祿卿傳法大師賜紫施護奉詔譯 ,67,719,麗藏本 

1568,佛吉祥德讚,尊者寂友造，西天譯經三藏朝奉大夫試光祿卿傳法大師賜紫施護奉詔譯 ,67,725,麗藏本 金藏廣勝寺本 

1569,佛說息諍因緣經,西天譯經三藏朝奉大夫試光祿卿傳法大師賜紫施護奉詔譯 ,67,738,麗藏本 

1570,大乘二十頌論,龍樹菩薩造，西天譯經三藏朝奉大夫試光祿卿傳法大師賜紫施護奉詔譯 ,67,744,麗藏本 

1571,佛說醫喻經,西天譯經三藏朝奉大夫試光祿卿傳法大師賜紫施護奉詔譯 ,67,747,麗藏本 

1572,佛說月喻經,西天譯經三藏傳法大師施護奉詔譯 ,67,749,麗藏本 

1573,佛說初分說經,西天譯經三藏朝奉大夫試光祿卿傳法大師賜紫施護奉詔譯，第67冊第751頁中—— ,67,751,金藏廣勝寺本 

1574,廣釋菩提心論,蓮華戒菩薩造，西天譯經三藏傳法大師施護奉詔譯 ,67,762,麗藏本 金藏廣勝寺本 

1575,佛說如幻三摩地無量印法門經,西天譯經三藏朝奉大夫試光祿卿傳法大師賜紫施護奉詔譯 ,67,780,麗藏本 金藏廣勝寺本 

1576,佛說蟻喻經,西天譯經三藏朝奉大夫試光祿卿傳法大師賜紫施護奉詔譯 ,67,794,金藏廣勝寺本 

1577,一切秘密最上名義大教王儀軌,西天譯經三藏朝奉大夫試光祿卿傳法大師賜紫施護等奉詔譯 ,67,797,麗藏本 金藏廣勝寺本 

1578,佛說大堅固婆羅門緣起經,西天譯經三藏朝奉大夫試光祿卿傳法大師賜紫施護等奉詔譯 ,67,806,金藏廣勝寺本 

1579,佛說秘密三昧大教王經,西天譯經三藏朝奉大夫試光祿卿傳法大師賜紫施護等奉詔譯 ,67,818,金藏廣勝寺本 

1580,佛說施一切無畏陀羅尼經,西天譯經三藏朝奉大夫試光祿卿傳法大師賜紫施護等奉詔譯 ,67,849,金藏廣勝寺本 

1581,聖八千頌般若波羅蜜多一百八名真實圓義陀羅尼經,西天譯經三藏朝奉大夫試光祿卿傳法大師賜紫施護等奉詔譯 ,67,852,金藏廣勝寺本 

1582,佛說聖觀自在菩薩不空王秘密心陀羅尼經,西天譯經三藏朝奉大夫試光祿卿傳法大師賜紫施護等奉詔譯 ,67,855,麗藏本 

1583,佛母般若波羅蜜多圓集要義論,大域龍菩薩造，西天譯經三藏朝奉大夫試光祿卿傳法大師賜紫施護等奉詔譯 ,67,862,金藏廣勝寺本 

1584,佛母般若波羅蜜多圓集要義釋論,三寶尊菩薩造，大域龍菩薩造本論，西天譯經三藏朝奉大夫試光祿卿傳法大師賜紫沙門施護等奉詔譯 ,67,866,麗藏本 金藏廣勝寺本 

1585,佛說灌頂王喻經,西天譯經三藏朝奉大夫試光祿卿傳法大師賜紫施護等奉詔譯 ,67,889,金藏廣勝寺本 

1586,廣大發願頌,龍樹菩薩造，西天譯經三藏朝奉大夫試光祿卿傳法大師賜紫施護等奉詔譯 ,67,892,金藏廣勝寺本 

1587,佛說秘密相經,西天譯經三藏朝奉大夫試光祿卿傳法大師賜紫沙門施護等奉詔譯 ,67,895,金藏廣勝寺本 

1588,佛說尼拘陀梵志經,西天譯經三藏朝奉大夫試光祿卿傳法大師賜紫沙門施護等奉詔譯 ,67,909,金藏廣勝寺本 

1589,佛說白衣金幢二婆羅門緣起經,西天譯經三藏朝奉大夫試光祿卿傳法大師賜紫沙門施護等奉詔譯 ,67,919,金藏廣勝寺本 

1590,金光明經,北涼三藏法師曇無讖譯 ,67,932,明永樂南藏本

1591,佛說一切如來真實攝大乘現證三昧大教王經,西天譯經三藏朝奉大夫試光祿卿傳法大師賜紫沙門施護等奉詔譯 ,68,1,麗藏本 金藏廣勝寺本 

1592,佛說福力太子因緣經,西天譯經三藏朝奉大夫試光祿卿傳法大師賜紫沙門施護等奉詔譯 ,68,170,金藏廣勝寺本 

1593,佛說無畏授所問大乘經,西天譯經三藏朝奉大夫試光祿卿傳法大師賜紫沙門施護等奉詔譯 ,68,186,麗藏本 

1594,佛說頂生王因緣經,西天譯經三藏朝奉大夫試光祿卿傳法大師賜紫沙門施護等奉詔譯 ,68,195,麗藏本 金藏廣勝寺本 

1595,佛說勝義空經,西天譯經三藏朝奉大夫試光祿卿傳法大師賜紫沙門施護等奉詔譯 ,68,222,金藏廣勝寺本 

1596,佛說清淨心經,西天譯經三藏朝奉大夫試光祿卿傳法大師賜紫沙門施護等奉詔譯 ,68,225,金藏廣勝寺本 

1597,佛說五大施經,西天譯經三藏朝奉大夫試光祿卿傳法大師賜紫沙門施護等奉詔譯 ,68,228,金藏廣勝寺本 

1598,佛說隨勇尊者經,西天譯經三藏朝奉大夫試光祿卿傳法大師賜紫沙門施護等奉詔譯 ,68,231,金藏廣勝寺本 

1599,大乘寶要義論,西天譯經三藏朝奉大夫試鴻臚卿傳梵大師賜紫沙門法護等奉詔譯 ,68,234,麗藏本 金藏廣勝寺本 

1600,一切如來白傘蓋大佛頂陀羅尼,唐大興善寺三藏沙門不空奉詔譯 ,68,282,房山雲居寺石經本 

1601,一切如來白傘蓋大佛頂陀羅尼,大契丹國師中天竺摩竭陀國三藏法師慈賢譯 ,68,287,房山雲居寺石經本 

1602,梵本般若波羅蜜多心經,唐大興善寺三藏沙門不空奉詔譯 ,68,292,房山雲居寺石經本 

1603,梵本般若波羅蜜多心經,大契丹國中天竺摩竭陀國三藏法師慈賢譯 ,68,293,房山雲居寺石經本 

1604,聖千手千眼觀自在菩薩摩訶薩廣大圓滿無礙大悲心陀羅尼曰,唐開元三朝灌頂國師和尚三藏法門不空奉詔譯 ,68,294,房山雲居寺石經本 

1605,大悲心陀羅尼,大契丹國中天竺摩竭陀國三藏法師慈賢譯 ,68,295,房山雲居寺石經本 

1606,尊勝佛頂真言修瑜伽法,三藏輸波迦羅譯 ,68,296,房山雲居寺石經本 

1607,佛說除蓋障菩薩所問經,西天譯經三藏朝散大夫試鴻臚少卿傳梵大師賜紫沙門法護等奉詔譯 ,68,308,麗藏本 金藏廣勝寺本 

1608,金剛峰樓閣一切瑜伽瑜祇經,南天竺國三藏金剛智譯 ,68,398,磧砂藏本 

1609,熾盛光道場念誦儀,宋天竺寺傳天台教觀沙門遵式撰 ,68,411,凊藏本 

1610,妙吉祥平等秘密最上觀門大教王經,大契丹國師中天竺摩竭陀國三藏法師慈賢譯 ,68,419,磧砂藏本 

1611,佛說密跡力士大權神王經,北天竺國三藏阿質達霰沙門無能勝譯 ,68,446,明洪武藏本 

1612,大隨求陀羅尼,大契丹國師中天竺摩竭陀國三藏法師慈賢譯 ,68,456,房山雲居寺石經本 

1613,佛頂尊勝陀羅尼,大契丹國師中天竺摩竭陀國三藏法師慈賢譯 ,68,460,房山雲居寺石經本 

1614,瑜伽集要救阿難陀羅尼焰口儀軌經,唐三藏沙門不空奉詔譯 ,68,461,凊藏本 

1615,佛說身毛喜豎經,譯經三藏朝散大夫試鴻臚卿光梵大師賜紫沙門惟淨等奉詔譯 ,68,468,金藏廣勝寺本 

1616,聖佛母般若波羅蜜多九頌精義論,勝德赤衣菩薩造，西天譯經三藏朝散大夫試鴻臚卿傳梵大師賜紫沙門法護等奉詔譯 ,68,484,麗藏本 

1617,佛說大乘大方廣佛冠經,西天譯經三藏朝散大夫試鴻臚卿傳梵大師賜紫沙門法護等奉詔譯 ,68,491,金藏廣勝寺本 

1618,佛說八種長養功德經,西天譯經三藏朝散大夫試鴻臚卿傳梵大師賜紫沙門法護等奉詔譯 ,68,498,麗藏本 

1619,釋教最上乘秘密藏陀羅尼集,上都大安國寺傳密教超悟大師賜紫三藏沙門行琳集 ,68,500,房山雲居寺石經本 

1620,佛說海意菩薩所問淨印法門經,譯經三藏朝散大夫試鴻臚卿光梵大師賜紫沙門惟淨等奉詔譯 ,68,676,金藏廣勝寺本 

1621,金剛頂瑜伽他化自在天理趣會普賢修行念誦儀軌,特進試鴻臚卿大興善寺三藏沙門大廣智不空奉詔譯 ,68,773,磧砂藏本 

1622,大乘中觀釋論,安慧菩薩造，譯經三藏朝散大夫試鴻臚卿光梵大師賜紫沙門惟淨等奉詔譯 ,68,778,金藏廣勝寺本 

1623,一切佛菩薩名集,利州太子寺講經論沙門德雲集，土享管內僧錄純慧大師賜紫沙門非濁續 ,68,871,房山雲居寺石經本 

1624,金色童子因緣經,譯經三藏朝散大夫試鴻臚卿光梵大師賜紫沙門惟淨等奉詔譯 ,69,1,麗藏本 金藏廣勝寺本 

1625,佛說大悲空智金剛大教王儀軌,西天譯經三藏銀青光祿大夫試光祿卿普明慈覺傳梵大師賜紫沙門法護奉詔譯 ,69,56,磧砂藏本 

1626,施設論,西天譯經三藏朝散大夫試光祿卿傳梵大師賜紫沙門法護等奉詔譯 ,69,72,金藏廣勝寺本 

1627,佛說開覺自性般若波羅蜜多經,譯經三藏朝散大夫試鴻臚卿光梵大師賜紫沙門惟淨等奉詔譯 ,69,104,金藏廣勝寺本 

1628,佛說如意輪蓮華心如來修行觀門儀,大契丹國師中天竺摩竭陀國三藏法師慈賢譯 ,69,124,磧砂藏本 

1629,大樂金剛不空真實三麽耶經,大廣智大興善寺三藏沙門不空奉詔譯 ,69,128,麗藏本 

1630,金剛摧碎陀羅尼,大契丹國師中天竺摩竭陀國三藏法師慈賢譯 ,69,133,磧砂藏本 

1631,金剛頂瑜伽理趣般若經,南天竺三藏金剛智依梵本于中天譯 ,69,134,磧砂藏本 

1632,妙吉祥平等瑜伽秘密觀身成佛儀軌,契丹國師中天竺摩竭陀羅三藏法師慈賢譯 ,69,138,磧砂藏本 

1633,佛說如來不思議秘密大乘經,西天譯經三藏朝散大夫試光祿卿傳梵大師賜紫沙門法護等奉詔譯 ,69,143,麗藏本 金藏廣勝寺本 

1634,佛說佛名經, ,69,235,麗藏本 

1635,佛說大乘菩薩藏正法經,西天譯經三藏朝散大夫試光祿卿傳梵大師賜紫沙門法護等奉詔譯 ,69,416,麗藏本 金藏廣勝寺本 

1636,金剛頂經一切如來真實攝大乘現證大教王經,特進試鴻臚卿大興善寺三藏沙門不空奉詔譯 ,69,600,磧砂藏本 

1637,大乘集菩薩學論,法稱菩薩造，西天譯經三藏銀青光祿大夫試鴻臚卿普明慈覺傳梵大師賜紫沙門法護奉詔譯 ,69,611,麗藏本 

1638,佛說大乘入諸佛境界智光明莊嚴經,西天譯經三藏朝散大夫試光祿卿傳梵大師賜紫沙門法護等奉詔譯 ,69,735,麗藏本 

1639,十不善業道經,觀鳴菩薩造，西天譯經三藏朝散大夫試鴻臚少卿宣梵大師賜紫沙門日稱等奉詔譯 ,69,758,麗藏本 

1640,六趣輪迴經,觀鳴菩薩集，西天譯經三藏朝散大夫試鴻臚少卿宣梵大師賜紫沙門日稱等奉詔譯 ,69,759,麗藏本 

1641,尼乾子問無我義經,觀鳴菩薩集，西天譯經三藏朝散大夫試鴻臚少卿宣梵大師賜紫沙門日稱等奉詔譯 ,69,763,麗藏本 

1642,事師法五十頌,觀鳴菩薩集，西天譯經三藏朝散大夫試鴻臚少卿宣梵大師賜紫沙門日稱等奉詔譯 ,69,765,麗藏本 

1643,大悲心陀羅尼修行念誦略儀,唐大興善寺三藏沙門大廣智不空奉詔譯 ,69,767,磧砂藏本 

1644,大元帝師說根本一切有部出家授近圓羯磨儀範上,大元帝師苾蒭拔合思巴述 ,69,770,磧砂藏本 

1645,大元帝師說根本一切有部苾蒭習學畧法一卷下, ,69,778,磧砂藏本 

1646,妙吉祥平等觀門大教王經畧出護摩儀,大契丹國師中天竺摩竭陀國三藏法師慈賢譯 ,69,782,磧砂藏本 

1647,諸法集要經,觀無畏尊者集，西天譯經三藏朝散大夫試鴻臚少卿宣梵大師賜紫沙門日稱等奉詔譯 ,69,785,麗藏本 金藏廣勝寺本 

1648,福蓋正行所集經,龍樹菩薩集，西天譯經三藏朝散大夫試鴻臚少卿宣梵大師賜紫沙門日稱等奉詔譯 ,69,843,麗藏本 

1649,父子合集經,西天譯經三藏朝散大夫試鴻臚少卿宣梵大師賜紫沙門日稱等奉詔譯 ,69,884,麗藏本 金藏廣勝寺本 

1650,大方廣佛華嚴經合論,唐于闐國三藏沙門實叉難陀譯經，唐太原方山長者李通玄造論，唐福州開元寺沙門志寧釐經合論 ,70,1,金藏廣勝寺本 徑山藏本 

1651,佛說大白傘蓋總持陀羅尼經,元真智等譯 ,71,1,影印宋磧砂藏本 

1652,佛頂大白傘蓋陀羅尼經,光祿大夫大司徒三藏法師沙囉巴奉詔譯 ,71,5,元普寧藏本 

1653,唐言誦聖妙吉祥真實名,土番譯主聶崖沙門釋智譯 ,71,8,影印宋磧砂藏本 

1654,聖者文殊師利發菩提心願文,巴看落目瓦傳，甘泉馬蹄山智慧譯 ,71,17,影印宋磧砂藏本 

1655,彰所知論,沙羅巴譯，大元發合思巴造 ,71,18,影印宋磧砂藏本 

1656,初學記,西京寶應寺沙門釋清覺述，南山大普甯寺嗣孫道安注 ,71,30,元普寧藏本 

1657,正行集,西京寶應寺沙門釋清覺述 ,71,40,元普寧藏本 

1658,佛說壞相金剛陀羅尼經,光祿大夫大司徒三藏法師沙囉巴奉詔譯 ,71,42,元普寧藏本 

1659,佛說文殊菩薩最勝真實名義經,光祿大夫大司徒三藏法師沙囉巴奉詔譯 ,71,44,元普寧藏本 

1660,藥師琉璃光王七佛本願功德經念誦儀軌,善護尊者造，大元三藏沙門沙囉巴奉詔譯 ,71,49,元普寧藏本 

1661,藥師琉璃光王七佛本願功德經念誦儀軌供養法,大元三藏沙門沙囉巴奉詔譯 ,71,59,元普寧藏本 

1662,密跡力士大權神王經偈頌,元廣福大師僧錄管主八撰 ,71,66,凊藏本 

1663,密呪圓因徃生集,沙門智廣等編集，沙門金剛幢譯定 ,71,77,明永樂北藏本 

1664,顯密圓通成佛心要集,五臺山金河寺沙門道□集 ,71,91,影印宋磧砂藏本 

1665,菩薩名經,常不輕居士羅濬集 ,71,111,宋崇寧藏本 

1666,梵本大悲神呪, ,71,161,明洪武南藏本 

1667,法苑珠林,西明寺沙門釋道世撰 ,71-72 ,163,麗藏本 金藏廣勝寺本 

1668,傳燈玉英集, ,72,742,金藏廣勝寺本 

1669,景祐天竺字源,譯經三藏朝散大夫試光祿卿光梵大師賜紫沙門惟淨等集 ,72,850,金藏廣勝寺本 

1670,天聖釋教總錄三冊, ,72,931,金藏廣勝寺本 

1671,元至元辨偽錄,大都路雲峯禪寺沙門祥邁奉敕實錄撰 ,73,1,影印宋磧砂藏本 

1672,圓覺道場修證儀,唐終南山草堂寺沙門宗密述 ,73,36,金藏廣勝寺本 据上海漢分樓本部錄 

1673,天聖廣燈錄,鎮國軍節度使駙馬都尉李遵勗編 ,73,219,金藏廣勝寺本 据上海漢分樓本部錄 

1674,天聖廣燈錄都帙目錄, ,73,408,金藏廣勝寺本 

1675,大中祥符法寶錄,翰林學士楊億等奉敕編修 ,73,414,金藏廣勝寺本 

1676,景祐新修法寶錄,呂夷簡等奉敕編修 ,73,524,金藏廣勝寺本 

1677,雙峯山曹侯溪寶林傳,沙門智炬撰 ,73,601,金藏廣勝寺本 据上海漢分樓本部錄 

1678,御製秘藏詮,宋太宗趙炅撰 ,73,676,麗藏本 金藏廣勝寺本 

1679,御製佛賦,宋太宗趙炅撰 ,73,845,金藏廣勝寺本 

1680,御製詮源歌,宋太宗趙炅撰 ,73,854,金藏廣勝寺本 

1681,御製蓮花心輪廻文偈頌,宋太宗趙炅撰 ,73,857,麗藏本 金藏廣勝寺本 

1682,御製逍遙詠,宋太宗趙炅撰 ,73,972,麗藏本 金藏廣勝寺本 

1683,景德傳燈錄,僧道原纂 ,74,1,金藏廣勝寺本 影印宋磧砂藏本 

1684,建中靖國續燈錄,東京法雲禪寺住持傳法佛國禪師惟白集 ,74,396,宋崇寧藏本 

1685,續傳燈錄, ,74,672,明永樂南藏本 

1686,嘉泰普燈錄,平江府報恩光孝禪寺僧正受編 ,75,1,明洪武南藏本 

1687,五燈會元目錄, ,75,267,凊藏本 

1688,五燈會元,宋沙門大川濟纂 ,75,305,凊藏本 

1689,御製緣識,宋太宗趙炅撰 ,75,933,麗藏本 金藏廣勝寺本 

1690,佛說大乘智印經,西天譯經三藏寶法大師賜紫沙門智吉祥等奉詔譯 ,76,1,金藏廣勝寺本 

1691,佛說大乘僧伽吒法義經,西天譯經三藏寶輪大師賜紫沙門金揔持等奉詔譯 ,76,28,金藏廣勝寺本 

1692,佛說清淨毗奈耶最上大乘經,同譯經西天寶法大師賜紫沙門智吉祥等奉詔譯 ,76,43,金藏廣勝寺本 

1693,佛說大乘隨轉宣說諸法經,明教辯才法師充譯經三藏沙門紹德等奉詔譯 ,76,52,金藏廣勝寺本 影印宋磧砂藏本 

1694,佛說巨力長者所問大乘經,西天同譯經寶法大師賜紫沙門智吉祥等奉詔譯 ,76,64,金藏廣勝寺本 影印宋磧砂藏本 

1695,佛說法乘義決定經,西天譯經三藏明因妙善普濟法師賜紫沙門金總持等奉詔譯 ,76,78,金藏廣勝寺本 影印宋磧砂藏本 

1696,文殊所說最勝名義經,西天譯經三藏明因妙善普濟法師賜紫沙門金總持等奉詔譯 ,76,88,金藏廣勝寺本 影印宋磧砂藏本 

1697,菩薩本生鬘論,聖勇菩薩等造，朝散大夫試鴻臚少卿同譯經梵才大師賜紫沙門慧珣等奉詔譯 ,76,95,金藏廣勝寺本 影印宋磧砂藏本 

1698,宗鏡錄,大宋吳越國慧日永明寺主智覺禪師延壽集 ,76,190,麗藏本 

1699,六祖大師法寶壇經,門人法海等集 ,76,818,明永樂北藏本 

1700,六祖大師法寶壇經,報恩光孝禪寺住持嗣祖比丘宗寶編 ,76,833,明徑山藏本 

1701,明覺禪師語錄,惟蓋竺等編 ,76,850,明永樂北藏本 

1702,圓悟佛果禪師語錄,宋平江府虎丘山門人紹隆等編 ,76-77 ,921,明永樂北藏本 

1703,黃檗山斷際禪師傳心法要,河東裴休集 ,77,116,凊藏本 

1704,黃檗斷際禪師宛陵錄, ,77,124,凊藏本 

1705,大慧普覺禪師語錄,徑山能仁禪院住持嗣法慧日禪師蘊聞上進 ,77,129,明永樂北藏本 

1706,大慧普覺禪師宗門武庫,參學比丘道謙編 ,77,343,明徑山藏本 

1707,雪堂行和尚拾遺錄, ,77,355,明徑山藏本 

1708,大慧普覺禪師年譜,參學比丘祖詠編 ,77,360,明徑山藏本 

1709,宗門統要續集,宋建溪沙門宗永集，元建康保甯禪寺住持沙門清茂續集 ,77,377,明永樂北藏本 

1710,古尊宿語錄,（宋赜藏主集），（明僧錄司右闡教兼鍾山靈谷禪寺住持淨戒重校） ,77,615,明永樂南藏本 

1711,古尊宿語錄(別本),（宋頤藏主集） ,78,1,明徑山藏本 

1712,輔教篇,藤州鐔津東山沙門釋契嵩撰 ,78,295,影印宋磧砂藏本 

1713,傳法正宗記,宋藤州東山沙門釋契嵩編修 ,78,314,凊藏本 

1714,傳法正宗論,宋藤州東山沙門釋契嵩著 ,78,400,明永樂北藏本 

1715,傳法正宗定祖圖,宋藤州東山沙門釋契嵩撰 ,78,417,凊藏本 

1716,傳法正宗定祖圖(別本),鐔津東山沙門僧契嵩撰 ,78,426,影印宋磧砂藏本 

1717,天目中峯和尚廣錄,元明本撰述，參學門人北庭僧慈寂上進 ,78,431,影印宋磧砂藏本 

1718,永嘉集,唐慎水沙門玄覺述 ,78,606,明永樂北藏本 

1719,永嘉證道歌,唐慎水沙門玄覺撰 ,78,620,凊藏本 

1720,禪宗頌古聯珠通集,池州報恩寺沙門法應集，紹興天衣禪寺住持普會續集，僧錄司右闡教兼靈谷禪寺住持淨戒重校 ,78,622,明永樂南藏本 

1721,禪宗頌古聯珠通集(別本),宋池州報恩光孝禪寺沙門法應集，元紹興天衣萬壽禪寺沙門普會續集 ,78,855,明徑山藏本 

1722,慧文正辯佛日普照元叟端禪師語錄,嗣法門人法琳等編 ,79,1,凊藏本 

1723,佛日普照慧辯楚石禪師語錄,小師比丘祖光等編 ,79,53,凊藏本 

1724,禪林寶訓,東吳沙門淨善重集 ,79,223,凊藏本 

1725,禪宗正脉,明如巹著 ,79,263,明永樂北藏本 

1726,三教平心論,靜齋學士劉謐撰 ,79,556,明永樂北藏本 

1727,晉僧肇法師寶藏論, ,79,576,明永樂北藏本 

1728,護法論,大丞相無盡居士張商英述 ,79,587,明永樂南藏本 

1729,敕修百丈清規,大智壽聖禪寺住持僧德煇奏敕重編，大龍翔集慶寺住持僧大訴奏敕校正 ,79,603,明永樂北藏本 

1730,緇門警訓, ,79,684,凊藏本 

1731,鐔津文集,藤州鐔津東山沙門契嵩撰 ,79,775,明永樂北藏本 

1732,禪源諸詮集,圭峯山沙門宗密述 ,80,1,明永樂北藏本 

1733,高麗國普照禪師修心訣,高麗知訥撰 ,80,34,明永樂北藏本 

1734,真心直說,高麗知訥撰 ,80,41,明永樂北藏本 

1735,禪宗決疑集,西蜀野衲智徹述 ,80,53,明永樂北藏本 

1736,廬山蓮宗寶鑑,盧山東林禪寺蓮宗善法祖堂勸修淨業僧普度謹自編集 ,80,64,明永樂北藏本 

1737,永明智覺禪師唯心訣‧智覺禪師定慧相資歌‧警世,延壽撰 ,80,145,明永樂北藏本 

1738,龍池幻有禪師語錄,門人圓悟圓修等編 ,80,153,凊藏本 

1739,天隱禪師語錄,嗣法門人通琇編 ,80,272,凊藏本 

1740,天隱和尚語錄(別本),嗣法門人通問等編 ,80,440,明徑山藏本 

1741,密雲禪師語錄,天童弘法寺住持門人弘覺禪師道忞上進 ,80,538,凊藏本 

1742,密雲禪師語錄(別本),嗣法門人如學法藏等編 ,80,647,明徑山藏本 

1743,雪嶠禪師語錄,參學門人弘歇等編 ,80,725,凊藏本 

1744,大覺普濟能仁玉琳琇國師語錄,嗣法門人行嶽編 ,80,832,凊藏本 

1745,明道正覺䒢溪森禪師語錄,嗣法門人超德等編 ,80,923,凊藏本 

1746,天童弘覺忞禪師語錄,嗣法門人顯權等編 ,81,1,凊藏本 

1747,南嶽山茨際禪師語錄,門人達尊達謙等編次 ,81,165,凊藏本 

1748,明覺聰禪師語錄,嗣法門人寂空方醒等編 ,81,210,凊藏本 

1749,長慶宗寶獨禪師語錄,丹霞法孫今釋重編 ,81,386,凊藏本 

1750,御選語錄,清世宗胤禛選 ,81,444,凊藏本 

1751,御錄宗鏡大綱,清世宗胤禛錄 ,81,892,凊藏本 

1752,御錄經海一滴,清世宗胤禛錄 ,82,1,凊藏本 

1753,永明心賦註,妙圓正修智覺永明壽禪師述 ,82,213,凊藏本 

1754,佛果圜悟禪師碧巖集,秣陵遠庵吳自弘校，天界比丘性湛閱 ,82,266,凊藏本 

1755,佛祖統紀,宋景定四明東湖沙門志磐撰 ,82,393,明永樂南藏本 

1756,佛祖歷代通載,嘉興路大中祥符禪寺住持華亭念常集 ,82-83 ,806,明永樂北藏本 

1757,國清百錄,隋沙門灌頂纂 ,83,183,明永樂北藏本 

1758,八十八祖傳贊,明匡盧憨山釋德清述，明秀水寓公高承埏補 ,83,236,凊藏本 

1759,紫柏尊者全集,明真可著，明德清閱 ,83,292,凊藏本 

1760,憨山大師夢遊全集,明德清撰述，侍者福善日錄，門人通炯編輯 ,83-84 ,680,凊藏本 

1761,翻譯名義集,宋姑蘇景德寺普潤大師法雲編 ,84,303,明永樂北藏本 

1762,大明三藏法數(內總目二卷),上天竺前住持沙門一如等奉敕集註 ,84,505,明永樂北藏本 

1763,教乘法數,會稽沙門圓瀞集 ,85,1,明永樂北藏本 

1764,重訂教乘法數,清法師超海等重訂 ,85,236,凊藏本 

1765,大方廣佛華嚴經疏,唐清涼山大華嚴寺沙門澄觀撰 ,85,482,明永樂北藏本 

1766,大方廣佛華嚴經隨疏演義鈔,唐清涼山大華嚴寺沙門澄觀述 ,86-87 ,211,明永樂北藏本 

1767,華嚴經隨疏演義鈔(別本),清涼山大華嚴寺沙門澄觀述 ,87,392,明永樂南藏本 

1768,大方廣佛華嚴經疏鈔會本,唐于闐國三藏沙門實叉難陀譯，唐清涼山大華嚴寺沙門澄觀撰述 ,88-89 ,1,凊藏本 

1769,華嚴經疏科,清涼山沙門澄觀述，晉水沙門淨源重刊 ,90,1,明洪武南藏本 

1770,華嚴懸談會玄記,蒼山再光寺比丘普瑞集 ,90,81,明永樂北藏本 

1771,大方廣佛華嚴經疏,清涼山沙門澄觀述，晉水沙門淨源錄疏注經 ,90-91 ,544,明洪武南藏本 

1772,大方廣佛華嚴經疏科文,清涼山大華嚴寺沙門澄觀排定 ,91,808,明永樂北藏本 

1773,大方廣佛華嚴經疏演義鈔,清涼山大華嚴寺沙門澄觀撰述 ,91,824,明永樂北藏本 

1774,御注金剛般若經疏宣演,宋道氤撰 ,92,1,金藏廣勝寺本 

1775,解迷顯智成悲十明論,唐太原李通玄撰 ,92,14,凊藏本 

1776,大方廣佛華嚴經普賢行願品別行疏鈔會本,唐罽賓國三藏沙門般若奉詔譯，唐勑太原燴大崇福寺沙門澄觀別行疏，唐圭峯草堂寺沙門宗密隨疏鈔 ,92,23,凊藏本 

1777,大方廣圓覺經略疏科,唐圭峯蘭若沙門宗密制 ,92,125,明永樂北藏本 

1778,大方廣圓覺經略疏科(別本),圭峯蘭若沙門宗密制 ,92,134,凊藏本 

1779,大方廣圓覺修多羅了義經略疏,唐終南山草寺沙門宗密述 ,92,142,明萬曆年間重刊南藏本 

1780,圓覺經略疏之鈔,圭峯蘭若沙門宗密於大鈔略出 ,92,189,明永樂北藏本 

1781,大方廣圓覺經大疏,唐終南山草堂寺沙門宗密述 ,92,449,凊藏本 

1782,大佛頂如來密因修證了義諸菩薩萬行首楞嚴經會解,天竺沙門般剌密帝譯師子林沙門惟則會解 ,92,590,明永樂北藏本 

1783,起信論疏科文,長水沙門子璿錄 ,92,774,凊藏本 

1784,起信論疏科文(別本),長水沙門子璿修定 ,92,783,明徑山藏本 

1785,大乘起信論疏,西太原寺沙門法藏述，草堂沙門宗密錄之隨科注於論文之下 ,92,788,凊藏本 

1786,起信論疏筆削記,長水沙門子璿錄 ,92,821,明徑山藏本 

1787,妙法蓮華經玄義,隋天台智者大師說，門人灌頂記 ,93,1,明永樂北藏本 

1788,法華玄義釋籤,唐天台沙門湛然述 ,93,235,明永樂北藏本 

1790,妙法蓮華經文句,隋天台智者大師說，門人灌頂記 ,94,1,明永樂北藏本 

1791,法華文句記,唐天台沙門湛然述 ,94,261,明永樂北藏本 

1792,摩訶止觀,隋天台智者大師說，門人灌頂記 ,94,685,凊藏本 

1793,止觀輔行傳弘決,唐毗陵沙門湛然述 ,95,1,明永樂北藏本 

1794,華嚴一乘教義分齊章,唐大薦福寺沙門法藏述 ,95,577,明永樂北藏本 

1795,天台法華玄義科文,天台沙門釋湛然述 ,95,622,宋崇寧藏本 

1796,妙法蓮華經文句科,天台沙門釋湛然述 ,95,655,宋崇寧藏本 

1797,摩訶止觀科文,天台沙門釋湛然述 ,95,692,宋崇寧藏本 

1798,大乘止觀法門,陳南嶽思大禪師曲授心要 ,95,720,凊藏本 

1799,修習止觀坐禪法要,隋天台山修禪寺沙門智顗述 ,95,757,凊藏本 

1800,諸法無諍三昧法門,陳南嶽思大禪師撰 ,95,779,凊藏本 

1801,法華經安樂行義,陳南嶽思大禪師說 ,95,800,凊藏本 

1802,大般涅槃經疏,陳章安頂法師撰，唐天台沙門湛然再治 ,95,808,凊藏本 

1803,大般涅槃經玄義,隋天台沙門灌頂撰 ,96,235,金藏廣勝寺本 

1804,涅槃玄義發源機要,宋錢唐沙門智圓述 ,96,251,明永樂北藏本 

1805,金光明經文句,隋天台大師智顗記，門人灌頂錄 ,96,292,明永樂南藏本 

1806,金光明經玄義,隋天台大師智顗說，門人灌頂錄 ,96,366,明永樂北藏本 

1807,金光明經玄義拾遺記,宋四明沙門知禮述 ,96,395,凊藏本 

1808,金光明經文句記,宋四明沙門知禮述 ,96,447,明永樂北藏本 

1809,觀音玄義,隋天台大師智顗說，門人灌頂記 ,96,567,明永樂北藏本 

1810,觀音玄義記,宋四明沙門知禮述 ,96,596,明永樂北藏本 

1811,觀音義疏記,宋四明沙門知禮述 ,96,641,明永樂北藏本 

1812,金剛般若經疏,隋天台大師智顗說 ,96,680,凊藏本 

1813,佛說觀無量壽佛經疏,隋天台大師智顗說 ,96,693,明永樂北藏本 

1814,觀無量壽佛經疏妙宗鈔,宋四明沙門知禮述 ,96,706,明永樂北藏本 

1815,請觀音經疏,隋天台大師智顗說，弟子灌頂記 ,96,766,凊藏本 

1816,請觀音經疏闡義鈔,宋錢唐沙門智圓述 ,96,780,明永樂北藏本 

1817,釋摩訶般若波羅密經覺意三昧,隋天台大師智顗述，門人灌頂記 ,96,822,凊藏本 

1818,仁王護國般若經疏,隋天台大師智顗述，門人灌頂記 ,96,832,明永樂北藏本 

1819,佛說仁王護國般若波羅蜜經疏神寶記,宋四明沙門柏庭善月述 ,96,880,明永樂北藏本 

1820,注大乘入楞伽經,宋東都沙門寶臣注述 ,97,1,宋崇寧藏本 

1821,楞伽經纂,劉宋天竺三藏求那跋陀羅譯經，宋太姥居人楊彥國詮注 ,97,81,宋崇寧藏本 

1822,金剛經纂要刊定記,宋長水沙門子璿錄 ,97,156,凊藏本 

1823,佛說阿彌陀經疏,唐海東新羅國沙門元曉述 ,97,244,明永樂北藏本 

1824,般若波羅蜜多心經畧疏,唐三藏法師玄奘譯經，唐翻經沙門法藏述疏 ,97,249,凊藏本 

1825,般若心經略疏連珠記,宋玉峰沙門師會述 ,97,255,明永樂北藏本 

1826,華嚴法界玄鏡,唐清涼山大華嚴寺沙門澄觀述 ,97,276,明永樂北藏本 

1827,金師子章雲間類解,宋晉水沙門淨源述 ,97,299,明永樂南藏本 

1828,盂蘭盆經疏,唐充國沙門宗密述，宋晉水沙門淨源錄疏注經 ,97,300,明永樂北藏本 

1829,佛說盂蘭盆經疏(別本),唐充國沙門宗密述 ,97,312,明徑山藏本 

1830,般若波羅蜜多心經註解,唐三藏法師玄奘奉詔譯，大明僧宗泐、如玘奉詔同注 ,97,320,明永樂北藏本 

1831,金剛般若波羅蜜經註解,姚秦三藏法師鳩摩羅什奉詔譯，大明僧宗泐、如玘同注 ,97,323,明永樂北藏本 

1832,楞伽阿跋多羅寶經註解,宋求那跋多羅奉詔譯，大明僧宗泐、如玘同注 ,97,335,明永樂北藏本 

1833,釋金剛經纂要疏分三,長水沙門子璿錄 ,97,423,明永樂北藏本 

1834,金剛般若經疏論纂要,大興福寺沙門宗密述，長水沙門子璿治定 ,97,429,明永樂北藏本 

1835,四教義,天台山修禪寺沙門智顗撰 ,97,455,金藏廣勝寺本 

1836,天台八教大意,隋天台沙門灌頂撰 ,97,492,明永樂北藏本 

1837,天台四教儀,高麗沙門諦觀錄 ,97,500,凊藏本 

1838,天台四教儀集註,南天竺沙門蒙潤集 ,97,516,明永樂北藏本 

1839,四念處,隋天台山修禪寺智者大師說，門人章安灌頂記 ,97,621,明永樂北藏本 金藏廣勝寺本 

1840,觀心論,天台智者大師說 ,97,651,金藏廣勝寺本 

1841,觀心論疏,隋天台沙門灌頂撰 ,97,654,明永樂北藏本 

1842,菩薩戒義疏,天台智者大師說 ,97,715,金藏廣勝寺本 凊藏本 

1843,止觀大意,天台釋湛然 ,97,738,金藏廣勝寺本 

1844,止觀大意(別本),唐天台沙門湛然述 ,97,741,凊藏本 

1845,金剛錍,唐天台沙門湛然述 ,97,749,明永樂北藏本 

1846,法界次第初門,陳隋國師智者大師撰 ,97,764,明永樂北藏本 金藏廣勝寺本 

1847,止觀義例,唐天台沙門湛然述 ,97,795,明永樂北藏本 

1848,方等三昧行法,隋智者大師說，門人灌頂記 ,97,824,明永樂北藏本 

1849,釋禪波羅蜜次第法門,天台智者大師說，弟子法慎記，弟子灌頂再治 ,97,834,金藏廣勝寺本 凊藏本 

1850,淨土十疑論,隋天台智者大師說 ,97,907,凊藏本 

1851,法智遺編觀心二百問,法孫繼忠集 ,97,915,明永樂北藏本 

1852,淨土境觀要門,元傳天台宗教興教大師虎谿沙門懷則述 ,97,926,明永樂北藏本 

1853,南嶽思大禪師立誓願文,慧思撰 ,97,930,明永樂北藏本 

1854,十不二門,唐荊溪尊者湛然述 ,98,1,明永樂北藏本 

1855,十不二門指要鈔,宋四明沙門知禮述 ,98,6,明永樂北藏本 

1856,始終心要 修懺要旨 香華運想偈三文,唐天台沙門釋湛然述 ,98,30,明永樂北藏本 

1857,天台智者大師禪門口訣, ,98,37,明永樂北藏本 

1858,天台傳佛心印記,元傳天台宗教興教大師虎谿沙門懷則述 ,98,43,凊藏本 

1859,首楞嚴經義海,中天竺沙門般刺蜜諦譯經，宋江吳長水沙門子璿集義疏注經並科，宋泐潭沙門曉月標指要義，宋吳興沙門仁岳集解，宋福唐沙門咸輝排經入注 ,98,51,明永樂北藏本 

1860,略釋新華嚴經修行次第決疑論,大唐北京李通玄撰 ,98,311,錄自上海涵芬樓本 

1861,大方廣佛華嚴經感應傳,唐惠英集，四明山大方廣無生居士胡幽貞刊纂 ,98,373,錄自上海涵芬樓本 

1862,佛遺教經論疏節要,宋晉水沙門淨源述 ,98,381,明永樂北藏本 

1863,佛遺教經論疏節要(別本),姚秦三藏法師鳩摩羅什譯，宋晉水沙門淨源節要，明雲棲沙門袾宏補注 ,98,390,凊藏本 

1864,注華嚴法界觀門,唐圭峰蘭若沙門宗密注 ,98,408,明永樂北藏本 

1865,華嚴經明法品內立三寶章,魏國西寺沙門法藏述 ,98,419,明永樂北藏本 

1866,華嚴經旨歸,唐京兆西崇福寺沙門法藏述 ,98,440,凊藏本 

1867,修華嚴奧旨妄盡還源觀,唐大薦福寺翻經沙門法藏述 ,98,451,明永樂北藏本 

1868,原人論,唐終南山草堂寺圭峰蘭若沙門宗密述 ,98,458,明永樂北藏本 

1869,華嚴原人論解,長安大開元寺講經論沙門圓覺撰 ,98,463,明永樂北藏本 

1870,折疑論,終南山石室子成述 ,98,520,明永樂北藏本 

1871,維摩經疏,天台智者大師說，沙門湛然略 ,98,608,金藏廣勝寺本 

1872,維摩疏記,天台沙門湛然述 ,98,763,金藏廣勝寺本 

1873,維摩詰所說經注,姚秦三藏法師鳩摩羅什譯，後秦釋僧肇注 ,98,808,明永樂北藏本 

1874,法華三昧懺儀,智顗撰，遵式勘定 ,98,917,金藏廣勝寺本 

1875,法華三昧行事運想補助儀,國清沙門釋湛然 ,98,925,金藏廣勝寺本 

1876,觀世音義疏,隋天台智者大師說，弟子灌頂記 ,98,927,明永樂北藏本 金藏廣勝寺本 

1877,六妙門禪法,天台大師智顗于陳都瓦官寺略出此法 ,98,946,金藏廣勝寺本 

1878,成唯識論述記,翻經沙門窺基撰 ,99,1,金藏廣勝寺本 普慧藏本 

1879,成唯識論掌中樞要,京大慈恩寺翻經沙門窺基撰 ,99,399,金藏廣勝寺本 

1880,因明論理門十四過類疏,大慈恩寺沙門窺基撰 ,99,436,金藏廣勝寺本 

1881,觀彌勒菩薩上生兜率天經疏,大慈恩基撰 ,99,443,據日本大正藏本照排 金藏廣勝寺本 

1882,大佛頂首楞嚴經正脈疏,明京都西湖沙門交光真鑒述 ,99,476,凊藏本 

1883,法苑義林,唐大慈恩寺沙門窺基撰 ,100,1,金藏廣勝寺本 

1884,大乘百法明門論疏,唐潞府沙門義忠述 ,100,218,明洪武南藏本 

1885,因明入正理論疏,唐大慈恩寺沙門窺基撰 ,100,239,據日本大正藏本照排 金藏廣勝寺本 

1886,般若波羅蜜多心經幽贊,唐京大慈恩寺翻經沙門窺基撰 ,100,298,金藏廣勝寺本 據日本大正藏本照排 

1887,阿彌陀經通贊疏,唐大慈恩寺沙門窺基撰 ,100,320,據日本大正藏本照排 金藏廣勝寺本 

1888,妙法蓮華經玄贊,唐大慈恩寺沙門窺基撰 ,100,344,金藏廣勝寺本 據日本大正藏本照排 

1889,妙法蓮華經要解,宋溫陵開元蓮寺比丘戒環解 ,100,602,明永樂北藏本 

1890,佛說阿彌陀經疏鈔,明古杭雲棲寺沙門祩宏述 ,100,822,凊藏本 

1891,瑜伽論略纂,唐京大慈恩寺翻經沙門窺基撰 ,101,1,金藏廣勝寺本 據日本大正藏本照排 

1892,瑜伽師地論義演,唐大安國寺沙門清素及覺山明教院沙門澄淨述 ,101,215,金藏廣勝寺本 

1893,瑜伽師地論記,唐釋遁倫集撰 ,101-102 ,506,金陵刻經處本 

1894,註華嚴經題法界觀門頌,宋夷門山廣智大師本嵩述頌，金歸德法雲灑掃比丘琮湛集解 ,102,389,明永樂北藏本 

1895,大佛頂首楞嚴經疏解蒙鈔,明海印弟子蒙叟錢謙益述 ,102-103 ,417,凊藏本 

1896,楞嚴經勢至念佛圓通章疏鈔,清浙水慈雲灌頂沙門續法集 ,103,47,凊藏本 

1897,觀自在菩薩如意心陀羅尼咒經略疏,清上天竺講寺住持沙門續法述 ,103,74,凊藏本 

1898,藥師瑠璃光如來本願功德經直解,清天台苾蒭靈耀撰 ,103,92,凊藏本 

1899,七俱胝佛母所說準提陀羅尼經會釋,清粵東鼎湖山菩薩心沙門宏贊會釋 ,103,117,凊藏本 

1900,佛說四十二章經疏鈔,清浙水慈雲灌頂沙門續法述 ,103,150,凊藏本 

1901,佛說八大人覺經疏,清浙水崇壽沙門灌頂續法集 ,103,242,凊藏本 

1902,成唯識論音響補遺,清武林蓮居紹覺大師音義，新伊大師響，法嗣智素補遺 ,103,252,凊藏本 

1903,妙法蓮華經授手,清楚衡雲峰沙門智祥集 ,103-104 ,694,凊藏本 

1904,肇論新疏、新疏游刃,宋五台大萬聖祐國寺開山住持釋源大白馬寺宗主贈邽國公海印開法大師長講沙門文才述 ,104,146,明永樂北藏本 

1905,賢首五教儀,清浙水慈雲沙門灌頂續法集錄 ,104,316,凊藏本 

1906,大乘止觀法門釋要,明古吳沙門智旭述 ,104,402,凊藏本 

1907,相宗八要直解,明古吳蕅益釋智旭述 ,104,471,凊藏本 

1908,兜率龜鏡集,清廣州南海寶象林沙門釋宏贊輯 ,104,534,凊藏本 

1909,溈山警策句釋記,清粵東鼎湖山沙門釋宏贊在摻註 ,104,569,凊藏本 

1910,五百羅漢尊號,明賜進士出身奉政大夫嘉興高道素鬥光手錄 ,104,600,凊藏本 

1911,性相通說,明憨山沙門德清述 ,104,610,凊藏本 

1912,八識規矩補註,明魯庵法師普泰補注 ,104,624,明永樂北藏本 

1913,佛說梵網經直解,明廣陵傳戒後學沙門寂光直解 ,104,653,凊藏本 

1914,毘尼止持會集,清金陵寶華山弘律沙門讀體集 ,104-105 ,812,凊藏本 

1915,毘尼作持續釋,清金陵寶華山後學比丘讀體續釋 ,105,60,凊藏本 

1916,毘尼關要,清金陵寶華山律學沙門德基輯 ,105,291,凊藏本 

1917,慈悲道場懺法,南朝梁武帝時寶唱等集 ,105,532,麗藏本 

1918,慈悲水懺法,唐悟達國師知玄述 ,105,643,凊藏本 

1919,略法華三昧補助儀,佚名者撰 ,105,662,凊藏本 

1920,禮法華經儀式,佚名者撰 ,105,663,凊藏本 

1921,觀自在菩薩如意輪咒課法,宋霅川沙門仁嶽撰 ,105,664,凊藏本 

1922,天台智者大師齋忌禮讚文,宋天竺寺慈雲大師遵式述 ,105,671,明永樂北藏本 

1923,金光明懺法補助儀,宋天台東掖山沙門遵式集 ,105,675,凊藏本 

1924,金光明最勝懺儀,宋天台教觀四明沙門知禮集 ,105,682,凊藏本 

1925,請觀世音菩薩消伏毒害陀羅尼三昧儀,宋東山沙門遵式始於天台國清，集於四明大雷山蘭若再治 ,105,685,凊藏本 

1926,千手眼大悲心咒行法,宋四明沙門知禮集 ,105,693,凊藏本 

1927,釋迦如來涅槃禮讚文,宋霅溪沙門仁嶽撰 ,105,702,凊藏本 

1928,往生淨土懺願儀,宋沙門遵式集 ,105,706,凊藏本 

1929,往生淨土決疑行願二門,宋耆山沙門遵式撰 ,105,713,凊藏本 

1930,諸佛世尊如來菩薩尊者神僧名經,明永樂燕京大德沙門撰 ,105-106 ,718,明永樂北藏本 

1931,諸佛世尊如來菩薩尊者名稱歌曲,明永樂燕京大德沙門撰 ,106,105,明永樂北藏本 

1932,大明太宗文皇帝御製序讚文, ,106,603,明永樂北藏本 

1933,大明仁孝皇后夢感佛說第一希有大功德經, ,106,608,明永樂北藏本 

1934,莊子內篇註,明匡廬逸叟憨山釋德清注 ,106,620,凊藏本 

1935,萬善同歸集,妙圓正修智覺永明壽禪師述 ,106,674,凊藏本 

1936,安吉州思溪法寶資福禪寺大藏經目錄, ,106,739,松坡圖書館抄本 

1937,大明重刊三藏聖教目錄, ,106,761,明永樂南藏本 

1938,大清三藏聖教目錄, ,106,784,凊藏本 

1939,大藏目錄, ,106,833,麗藏本 